# George Washington
George Washington (Condado de Westmoreland, 22 de fevereiro de 1732 – Mount Vernon, 14 de dezembro de 1799) foi um líder político, militar, agricultor, empresário do tabaco e estadista norte-americano. Um dos Pais Fundadores dos Estados Unidos, foi o primeiro presidente daquele país de 1789 a 1797. Anteriormente, liderou as forças patriotas à vitória na Guerra de Independência. Presidiu a Convenção Constitucional de 1787, que elaborou a Constituição e estabeleceu o governo federal. Washington foi denominado o "Pai da Pátria" por conta de sua liderança na formação dos Estados Unidos.
Nascido em uma rica família, Washington recebeu seu treinamento militar inicial e funções de comando com o Regimento da Virgínia durante a Guerra Franco-Indígena. Foi mais tarde eleito membro da Câmara dos Burgueses da Virgínia e designado como delegado para o Congresso Continental, que o nomeou como Comandante em chefe do Exército Continental. Comandou as forças norte-americanas, aliadas à França, até a derrota e rendição dos britânicos durante o cerco de Yorktown. Renunciou à sua comissão militar após o Tratado de Paris em 1783.
Washington desempenhou um papel fundamental na adoção e ratificação da Constituição, sendo duas vezes (em 1788-1789 e em 1792) eleito presidente pelo Colégio Eleitoral. Na presidência, estabeleceu um governo nacional forte e bem financiado, permanecendo imparcial na feroz rivalidade entre seus ministros Thomas Jefferson e Alexander Hamilton. Durante a Revolução Francesa, proclamou uma política de neutralidade ao sancionar o Tratado de Jay. Estabeleceu precedentes duradouros para o cargo de presidente, incluindo o título "Sr. Presidente" e o formato do gabinete executivo, sendo que seu discurso de despedida é amplamente considerado uma declaração proeminente sobre o republicanismo.
Washington possuía escravos e, acreditando que estaria preservando a unidade nacional, apoiou medidas aprovadas pelo Congresso para proteger a escravidão. Mais tarde, preocupou-se com a instituição da escravidão e libertou seus escravos em um testamento de 1799. Esforçou-se para assimilar os povos nativos na cultura anglo-americana, mas combateu a resistência indígena durante momentos que registraram conflitos violentos. Era membro da Igreja Anglicana e da Maçonaria, defendendo ampla liberdade religiosa enquanto exercia as funções de general e presidente. Após sua morte, foi elogiado como o "primeiro na guerra, primeiro na paz e primeiro no coração de seus compatriotas". Foi homenageado por monumentos, arte, locais, selos e moeda, e muitos estudiosos e pesquisas o classificam entre os melhores presidentes dos Estados Unidos.

## Início de vida; 1732 – 1752
|                                                    |  |                                         |
| Litografia póstuma de seu pai Augustine Washington |  | Retrato de sua mãe Mary Ball Washington |

A família Washington era uma rica família da Virgínia que fizera fortuna com a especulação imobiliária. O bisavô de Washington, John Washington, imigrou em 1656 de Sulgrave, na Inglaterra, para a colônia inglesa da Virgínia, onde acumulou 5 000 acres (2 000 hectares) de terra, incluindo Little Hunting Creek no Rio Potomac. George Washington nasceu em 22 de fevereiro de 1732, em Popes Creek, no Condado de Westmoreland, Virgínia, sendo o primeiro de seis filhos de Augustine e Mary Ball Washington. Seu pai era um juiz de paz e uma figura pública proeminente que também teve outros três filhos fruto de seu primeiro casamento com Jane Butler. A família se mudou para Little Hunting Creek em 1735, e então para a Ferry Farm, próximo a Fredericksburg, Virgínia, em 1738. Quando Augustine morreu em 1743, Washington herdou Ferry Farm e dez escravos; seu meio-irmão mais velho, Lawrence, herdou Little Hunting Creek e rebatizou-o de Mount Vernon.
Washington não teve a educação formal que seus irmãos mais velhos receberam na Appleby Grammar School, na Inglaterra, mas aprendeu matemática, trigonometria e agrimensura. Era um desenhista e cartógrafo talentoso. No início da idade adulta, escrevia com "força considerável" e "precisão"; no entanto, sua escrita exibia pouca perspicácia ou humor. Em busca de admiração, status e poder, tendia a atribuir suas deficiências e falhas à ineficácia de outra pessoa.
Washington costumava visitar Mount Vernon e Belvoir, a plantação que pertencia ao sogro de Lawrence, William Fairfax. Fairfax se tornou o patrono e pai substituto de Washington, que passou um mês em 1748 com uma equipe examinando a propriedade no Vale do Shenandoah, pertencente a Fairfax. No ano seguinte, recebeu a habilitação de agrimensor pela Faculdade de William e Mary; Fairfax nomeou-o agrimensor do Condado de Culpeper, Virgínia, e ele se familiarizou com a região da fronteira, deixando o emprego em 1750. Em 1752, comprou quase 1 500 acres (600 hectares) no Vale e possuía ao todo 2 315 hectares.
Em 1751, Washington fez sua única viagem ao exterior quando acompanhou Lawrence a Barbados, na esperança de que o clima curasse a tuberculose de seu irmão. Washington contraiu varíola durante a viagem, que o imunizou, mas deixou seu rosto ligeiramente marcado. Lawrence morreu em 1752, e Washington arrendou Mount Vernon de sua viúva; ele o herdou imediatamente após a morte dela em 1761.

## Carreira militar colonial; 1752 – 1758
O serviço de Lawrence Washington como ajudante-geral da milícia da Virgínia inspirou George a buscar uma comissão. O vice-governador da Virgínia, Robert Dinwiddie, nomeou-o major e comandante de um dos quatro distritos da milícia. Os britânicos e franceses estavam competindo pelo controle do vale do Ohio na época; os britânicos construíam fortes ao longo do rio Ohio e os franceses estavam fazendo o mesmo entre o rio e o lago Erie.
Em outubro de 1753, Dinwiddie nomeou Washington como enviado especial para exigir que os franceses desocupassem o território reivindicado pelos britânicos. Dinwiddie também o indicou para fazer as pazes com a Confederação Iroquois e reunir informações sobre as forças francesas. Washington encontrou-se com o líder tribal Tanacharison e outros chefes iroqueses em Logstown para garantir sua promessa de apoio contra os franceses, e seu grupo chegou ao rio Ohio em novembro. Eles foram interceptados por uma patrulha francesa e escoltados até o Forte Le Boeuf, onde Washington foi recebido de forma amigável. Transmitiu a demanda britânica de desocupação ao comandante francês Saint-Pierre, mas os franceses se recusaram a sair. Saint-Pierre deu a Washington sua resposta oficial em um envelope lacrado após alguns dias de atraso e deu ao grupo de Washington comida e roupas de inverno extras para a viagem de volta à Virgínia. Washington completou a precária missão em 77 dias em condições difíceis de inverno, recebendo distinção quando seu relatório foi publicado na Virgínia e em Londres.

### Guerra Franco-Indígena

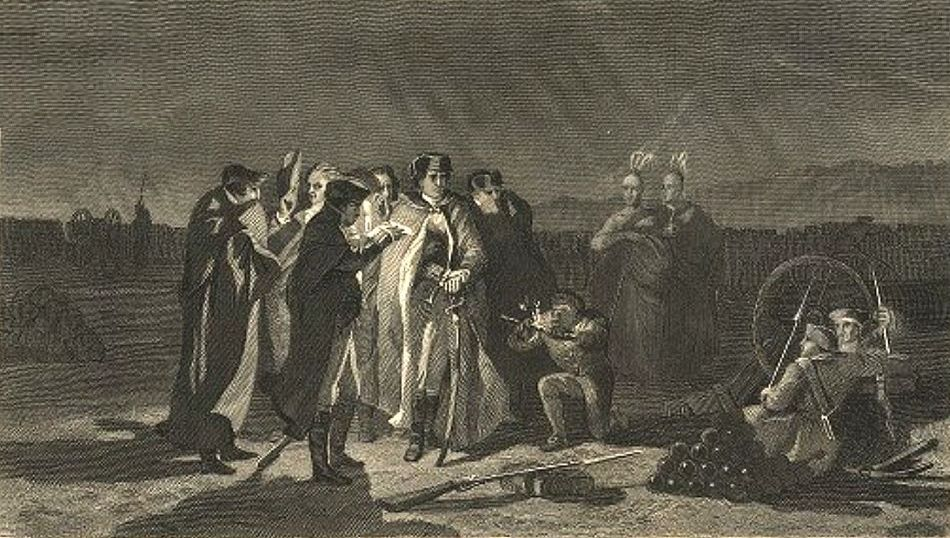
O tenente-coronel Washington realiza um concílio noturno no Forte Necessity

Em fevereiro de 1754, Dinwiddie promoveu Washington a tenente-coronel e o segundo no comando do Regimento da Virgínia, com 300 soldados, com ordens de enfrentar as forças francesas em Forks of the Ohio. Washington partiu para Forks com metade do regimento em abril, mas logo soube que uma força francesa de mil homens havia começado a construção do Forte Duquesne lá. Em maio, tendo estabelecido uma posição defensiva em Great Meadows, soube que os franceses haviam montado um acampamento a onze quilômetros de distância; Washington decidiu tomar a ofensiva.
O destacamento francês revelou ter apenas cerca de cinquenta homens, e então Washington avançou em 28 de maio com uma pequena força de virginianos e aliados indígenas para emboscá-los. O que aconteceu, conhecido como a Batalha de Jumonville Glen ou "caso Jumonville", foi contestado, mas as forças francesas foram mortas com mosquetes e machados. O comandante francês Joseph Coulon de Jumonville, que carregava uma mensagem diplomática para os britânicos evacuarem, foi morto. As forças francesas encontraram Jumonville e alguns de seus homens mortos e escalpelados e presumiram que Washington era o responsável. Washington culpou seu tradutor por não comunicar as intenções francesas. Dinwiddie parabenizou Washington por sua vitória sobre os franceses. Este incidente desencadeou a Guerra Franco-Indígena, que mais tarde se tornou parte da Guerra dos Sete Anos.
Todo o regimento da Virgínia juntou-se a Washington no Forte Necessity no mês seguinte com a notícia de que havia sido promovido ao comando do regimento e a coronel após a morte do comandante do regimento. O regimento foi reforçado por uma companhia independente de cem sul-carolinianos liderados pelo capitão James Mackay, cuja comissão real superou a de Washington, e um conflito de comando se seguiu. Em 3 de julho, uma força francesa atacou com 900 homens, e a batalha que se seguiu terminou com a rendição de Washington. Na sequência, o coronel James Innes assumiu o comando das forças intercoloniais, o Regimento da Virgínia foi dividido e Washington recebeu a oferta de capitania, que recusou, renunciando de sua comissão.

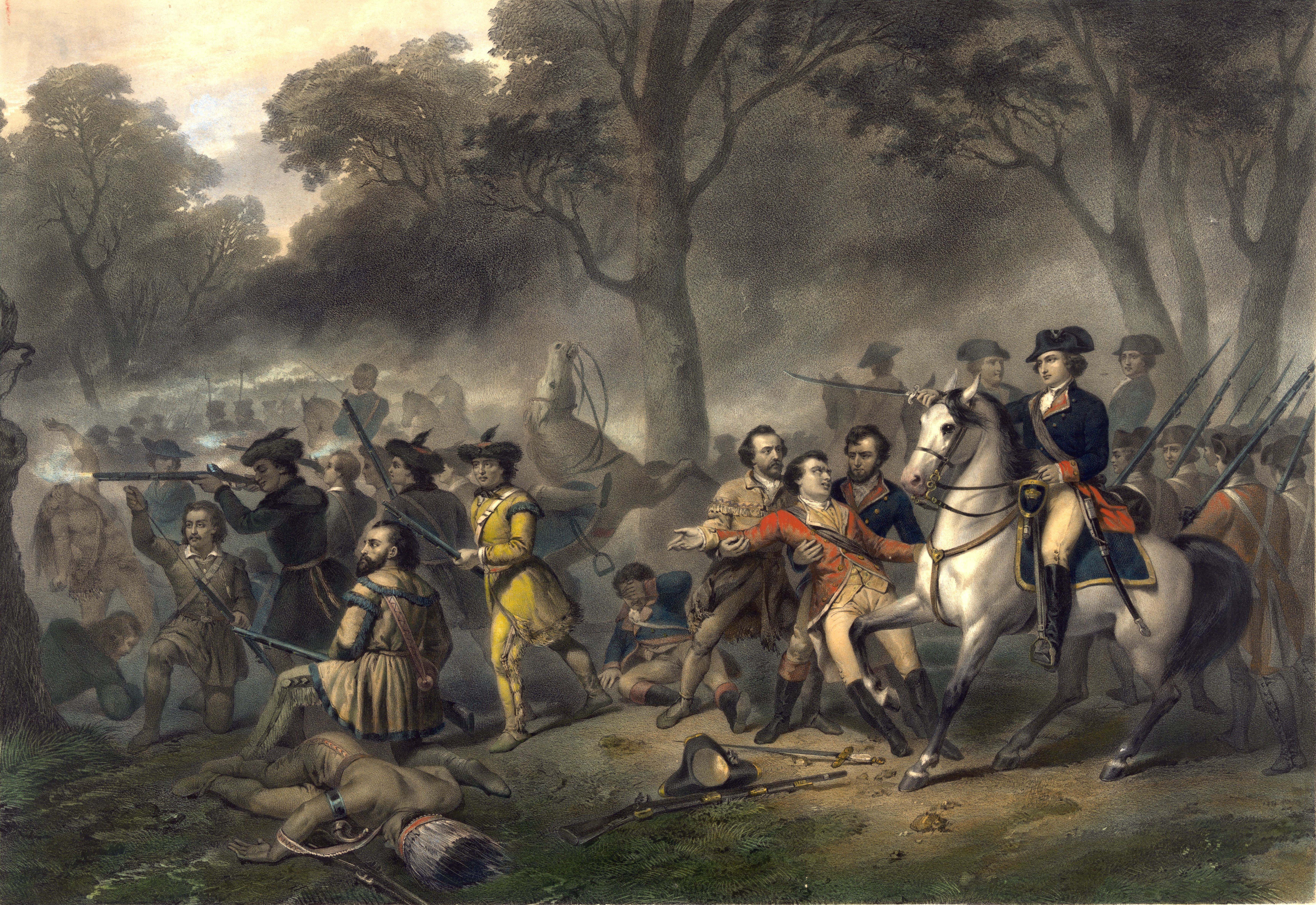
O tenente-coronel Washington a cavalo durante a Batalha de Monongahela (pintura a óleo, 1834, por Reǵnier)

Em 1755, Washington serviu voluntariamente como assessor do general Edward Braddock, que liderou uma expedição britânica para expulsar os franceses do Forte Duquesne e do Ohio Country. Por recomendação de Washington, Braddock dividiu o exército em uma coluna principal e uma "coluna voadora" levemente equipada. Sofrendo de um grave caso de disenteria, Washington foi deixado para trás e, quando se reuniu a Braddock em Monongahela, os franceses e seus aliados indígenas emboscaram o exército dividido. Dois terços da força britânica foram vitimados, incluindo Braddock, mortalmente ferido. Sob o comando do tenente-coronel Thomas Gage, Washington, ainda muito doente, reuniu os sobreviventes e formou uma retaguarda, permitindo que os remanescentes da força se retirassem. Durante o combate, teve dois cavalos baleados, e seu chapéu e casaco foram perfurados por balas. Sua conduta sob fogo resgatou sua reputação entre os críticos de seu comando na Batalha do Forte Necessity, mas não foi incluído pelo comandante que o sucedeu (o coronel Thomas Dunbar) no planejamento das operações subsequentes.
O Regimento da Virgínia foi reconstituído em agosto de 1755 e Dinwiddie nomeou Washington seu comandante, novamente com a patente de coronel. Washington entrou em conflito sobre a antiguidade quase que imediatamente, desta vez com John Dagworthy, outro capitão de patente real superior, que comandou um destacamento de marinheiros no quartel-general do regimento em Forte Cumberland. Washington, impaciente por uma ofensiva contra o Forte Duquesne, estava convencido de que Braddock lhe teria concedido uma comissão real e argumentou pela ofensiva em fevereiro de 1756 com o sucessor de Braddock, William Shirley, e novamente em janeiro de 1757, com o sucessor de Shirley, Lord Loudoun. Shirley decidiu a favor de Washington apenas na questão de Dagworthy; Loudoun humilhou Washington, recusou-lhe uma comissão real e concordou apenas em liberá-lo da responsabilidade de guarnecer o Forte Cumberland.
Em 1758, o Regimento da Virgínia foi designado para a expedição britânica Forbes para capturar o Forte Duquesne. Washington discordou das táticas do general John Forbes e da rota escolhida. Forbes ainda assim fez de Washington um general de brigada brevet e deu-lhe o comando de uma das três brigadas que atacariam o forte. Os franceses abandonaram o forte e o vale antes do ataque ser lançado; Washington viu apenas um incidente de fogo amigo que deixou catorze mortos e 26 feridos. A guerra durou mais quatro anos, mas Washington renunciou à sua comissão e voltou para Mount Vernon.
Sob o comando de Washington, o Regimento da Virgínia defendeu 300 milhas (480 km) de fronteira contra vinte ataques indígenas em dez meses. O profissionalismo do regimento foi aumentado à medida que saltava de trezentos para mil homens, e a população da fronteira da Virgínia sofreu menos do que outras colônias. Alguns historiadores disseram que este foi o "único sucesso absoluto" de Washington durante a guerra. Embora não tenha conseguido cumprir uma comissão real, ganhou autoconfiança, habilidades de liderança e um conhecimento inestimável das táticas militares britânicas. A competição destrutiva que Washington testemunhou entre os políticos coloniais estimulou seu apoio posterior a um forte governo central.

## Casamento, vida civil e política; 1755 – 1775

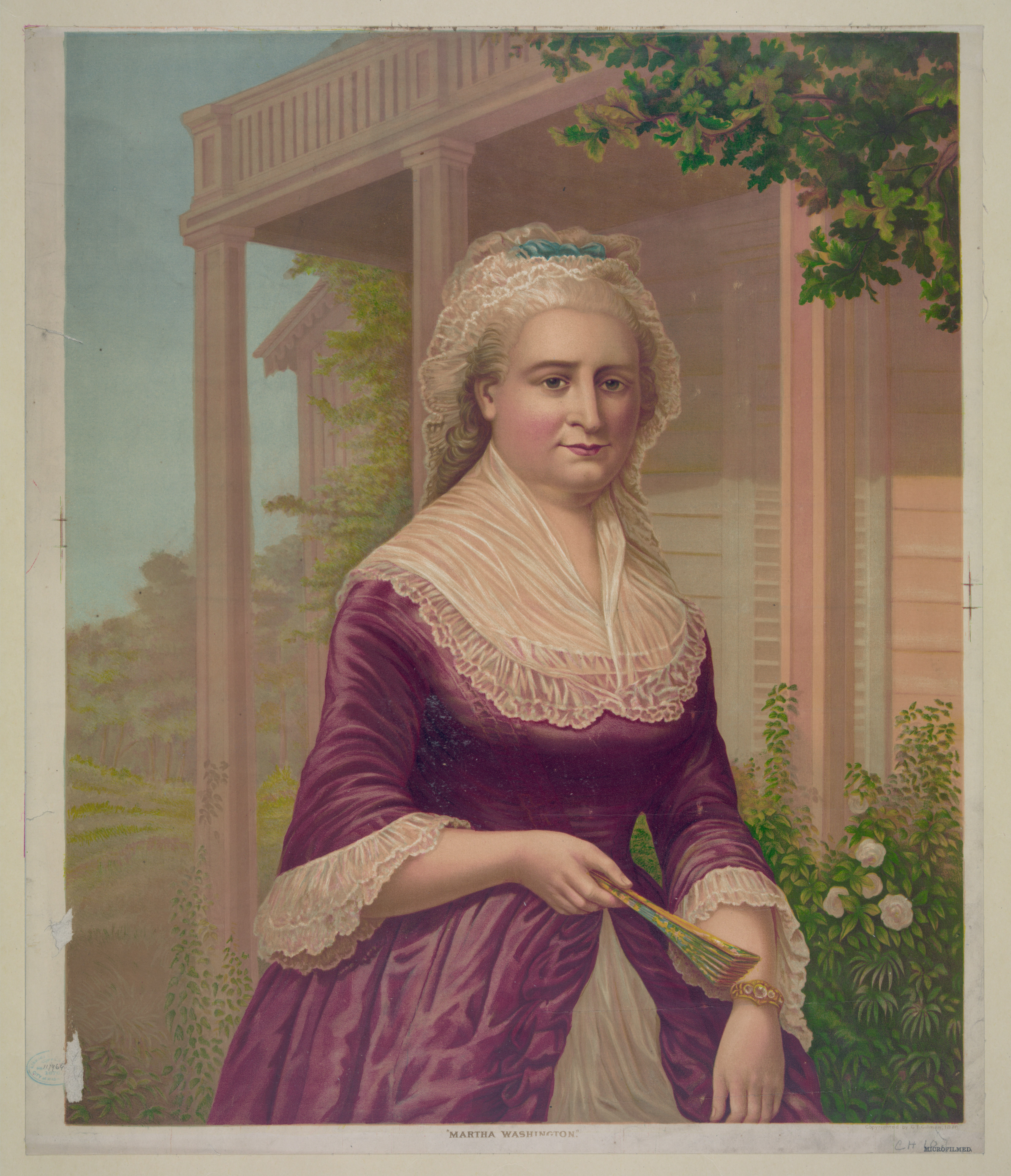
Washington se casou com Martha Dandridge Custis em 1759. O casal não teve filhos biológicos juntos

Em 6 de janeiro de 1759, Washington, aos 26 anos, casou-se com Martha Dandridge Custis, a viúva de 27 anos do rico proprietário de plantações Daniel Parke Custis. O casamento aconteceu na propriedade de Martha; ela era inteligente, graciosa e experiente em administrar a propriedade de um fazendeiro, e o casal estabeleceu um casamento feliz. Eles criaram John Parke Custis (Jacky) e Martha Parke (Patsy) Custis, frutos do casamento anterior de Martha, e mais tarde seus netos Eleanor Parke Custis (Nelly) e George Washington Parke Custis (Washy). Acredita-se que a crise de varíola de Washington em 1751 o tenha tornado estéril, embora seja igualmente provável que "Martha possa ter sofrido ferimentos durante o nascimento de Patsy, seu último filho, tornando impossíveis nascimentos adicionais". O casal lamentou o fato de não terem tido filhos juntos. Eles se mudaram para Mount Vernon, perto de Alexandria, onde Washington começou a trabalhar como plantador de tabaco e trigo e emergiu como uma figura política.
O casamento deu a Washington o controle sobre um terço do dote de Martha na propriedade de Custis de 18 000 acres (7 300 ha), e ele administrou os dois terços restantes para os filhos de Martha; a propriedade também incluía 84 escravos. Tornou-se, assim, um dos homens mais ricos da Virgínia, o que aumentou sua posição social.
A pedido de Washington, o governador da Virgínia, Lord Botetourt, cumpriu a promessa de Dinwiddie, feita em 1754, de distribuição de terras a todas as milícias voluntárias durante a Guerra Franco-Indígena. No final de 1770, Washington inspecionou as terras nas regiões de Ohio e do Rio Kanawha, e contratou o agrimensor William Crawford para subdividi-las. Crawford distribuiu 23 200 acres (9 400 ha) para Washington; Washington disse aos veteranos que as terras deles eram montanhosas e inadequadas para a agricultura e concordou em comprar deles 8 153 hectares de terreno (20 147 acres), deixando a sensação de que haviam sido enganados. Também dobrou o tamanho de Mount Vernon para 6.500 acres (2 600 ha) e aumentou sua população escrava para mais de cem em 1775.
As atividades políticas de Washington incluíram apoiar a candidatura de seu amigo George William Fairfax em 1755 para representar a região na Casa dos Burgesses da Virgínia. Esse apoio levou a uma disputa que resultou em agressão física entre Washington e William Payne, outro fazendeiro da colônia. Washington acalmou a situação, ordenando que oficiais do Regimento da Virgínia se retirassem. Washington pediu desculpas a Payne no dia seguinte em uma taverna. Payne esperava ser desafiado para um duelo.

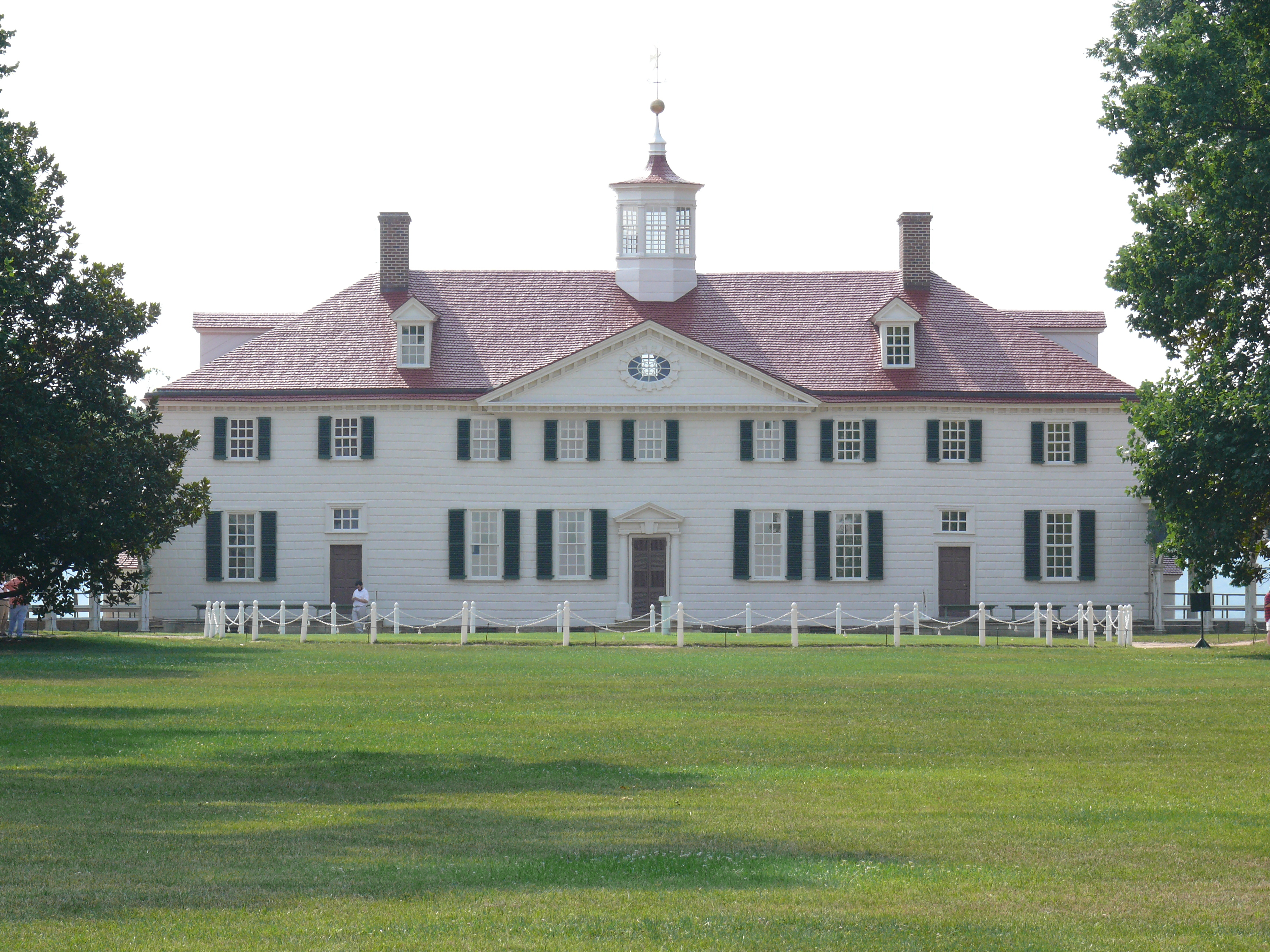
Washington ampliou sua casa em Mount Vernon após casar-se. O local posteriormente foi considerado um Marco Histórico Nacional

Como um respeitado herói militar e grande proprietário de terras, Washington ocupou cargos locais e foi eleito para a legislatura provincial da Virgínia, representando o Condado de Frederick na Câmara dos Burgueses por sete anos, período iniciado em 1758. Washington ofereceu a seus eleitores cerveja, conhaque e outras bebidas, embora esteve ausente enquanto servia na Expedição Forbes. Venceu as eleições com cerca de 40% dos votos, derrotando outros três candidatos com a ajuda de vários apoiadores locais. No início de sua carreira legislativa, raramente discursava, mas se tornou um crítico proeminente tanto da política tributária da Grã-Bretanha quanto das políticas mercantilistas em relação às colônias americanas a partir da década de 1760.
Por ocupação, Washington era fazendeiro e importava artigos de luxo e outros bens da Inglaterra, pagando por eles exportando tabaco. Seus gastos extravagantes combinados com os baixos preços do tabaco deixaram-no com uma dívida de 1 800 libras em 1764, o que o levou a diversificar suas posses. Em 1765, por conta da erosão e outros problemas de solo, mudou a principal safra comercial de Mount Vernon de tabaco para trigo e expandiu as operações para incluir a moagem de farinha de milho e pesca. Washington também reservou um tempo para o lazer com caça à raposa, pesca, dança, teatro, cartas, gamão e bilhar.
Washington logo foi incluído na elite política e social da Virgínia. De 1768 a 1775, convidou cerca de dois mil visitantes para sua propriedade em Mount Vernon, principalmente aqueles que considerava "pessoas de nível". Tornou-se politicamente mais ativo em 1769, apresentando um projeto de lei na Assembleia da Virgínia para estabelecer um embargo aos produtos da Grã-Bretanha.
A enteada de Washington, Patsy Custis, sofreu ataques epilépticos desde os 12 anos, e morreu em seus braços em 1773. No dia seguinte, escreveu a Burwell Bassett: "É mais fácil conceber, do que descrever, a angústia desta família". Durante três meses, cancelou todas as atividades comerciais e permaneceu com Martha todas as noites.

### Oposição ao Parlamento Britânico

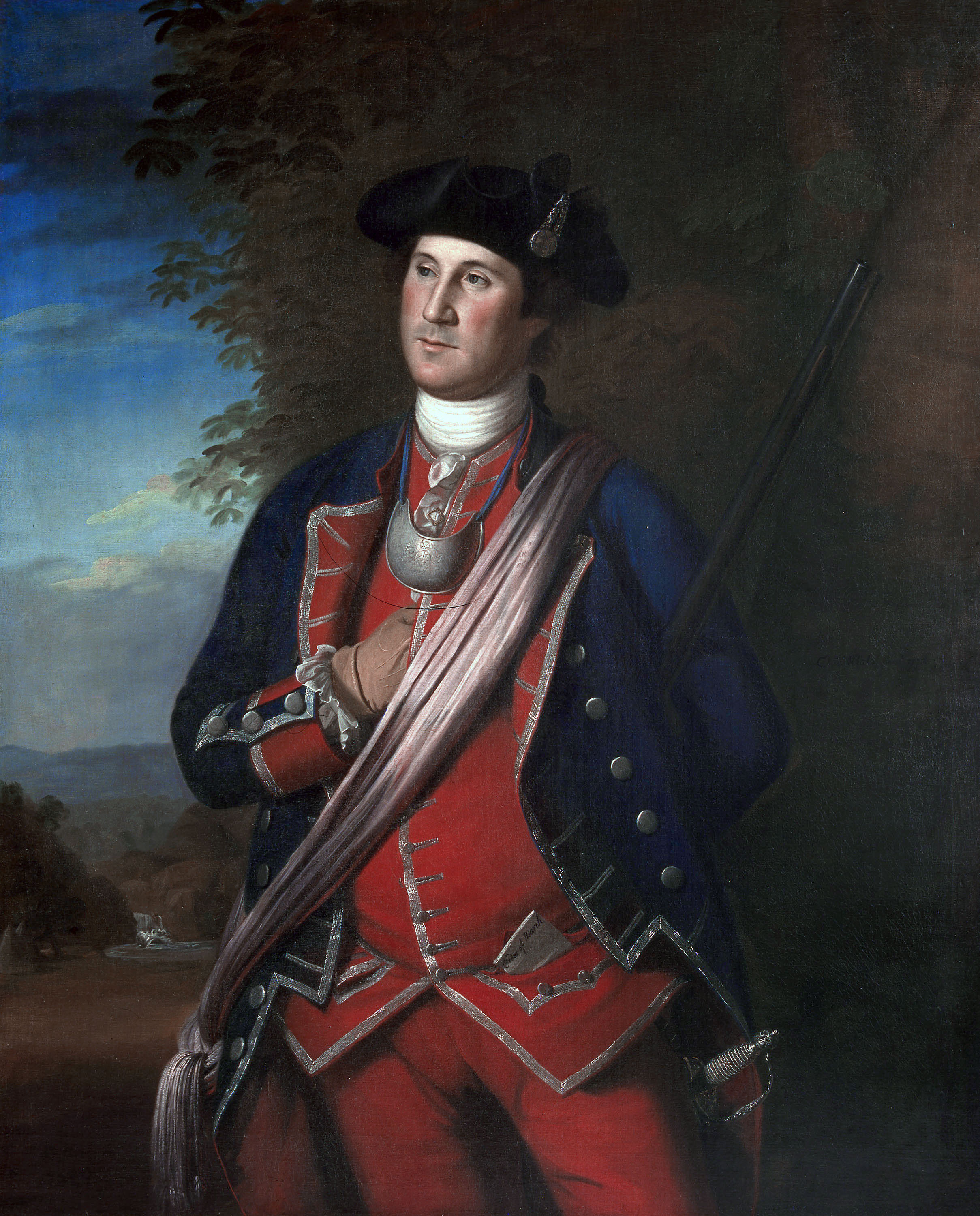
Washington em 1772, aos quarenta anos de idade, por Charles Willson Peale

Washington desempenhou um papel central antes e durante a Revolução Americana. Seu desprezo pelos militares britânicos começou quando foi preterido para uma promoção ao Exército Regular. Oposto aos impostos exigidos pelo Parlamento Britânico às Colônias sem a devida representação, Washington e outros colonos também ficaram irritados com a Proclamação Real de 1763, que proibia o assentamento americano a oeste dos Montes Allegheny e protegia o comércio de peles britânico.
Washington acreditava que a Lei do Selo de 1765 era uma "Lei de Opressão" e celebrou sua revogação no ano seguinte. Em março de 1766, o Parlamento aprovou o Ato Declaratório afirmando que a lei parlamentar substituiu a lei colonial. Washington ajudou a liderar protestos generalizados contra os Atos Townshend aprovados pelo Parlamento em 1767, e apresentou uma proposta em maio de 1769 esboçada por George Mason que convocou os virginianos a boicotar produtos britânicos; os Atos foram essencialmente revogados em 1770.
O Parlamento procurou punir os colonos de Massachusetts por seu papel na Festa do Chá de Boston em 1774 ao aprovar os Atos Intoleráveis, que Washington chamou de "uma invasão de nossos direitos e privilégios". Declarou que os norte-americanos não deveriam se submeter a atos de tirania, já que "o costume e o uso nos tornarão escravos domesticados e abjetos, como os negros que governamos com tal domínio arbitrário". Em julho daquele ano, Washington e Mason redigiram uma lista de resoluções para o comitê do Condado de Fairfax, presidido por Washington, e o comitê adotou as Resoluções de Fairfax, demandando a criação de um Congresso Continental. Em 1º de agosto, participou da Primeira Convenção da Virgínia, onde foi selecionado como delegado ao Primeiro Congresso Continental. À medida que as tensões aumentaram em 1774, ajudou a treinar milícias de condados na Virgínia e organizou a aplicação do boicote da Associação Continental aos produtos britânicos instituído pelo Congresso.
A Guerra Revolucionária Americana começou em 19 de abril de 1775, com as Batalhas de Lexington e Concord e o Cerco de Boston. Os colonos estavam divididos quanto a romper com o domínio britânico e se dividiram em duas facções: os patriotas que rejeitavam o domínio britânico e os legalistas que desejavam permanecer súditos do rei. O general Thomas Gage foi comandante das forças britânicas na América no início da guerra. Ao ouvir a notícia chocante sobre o início da guerra, Washington ficou "sóbrio e consternado", e partiu às pressas de Mount Vernon em 4 de maio de 1775 para se juntar ao Congresso Continental na Filadélfia.

## Comandante em chefe; 1775 – 1783

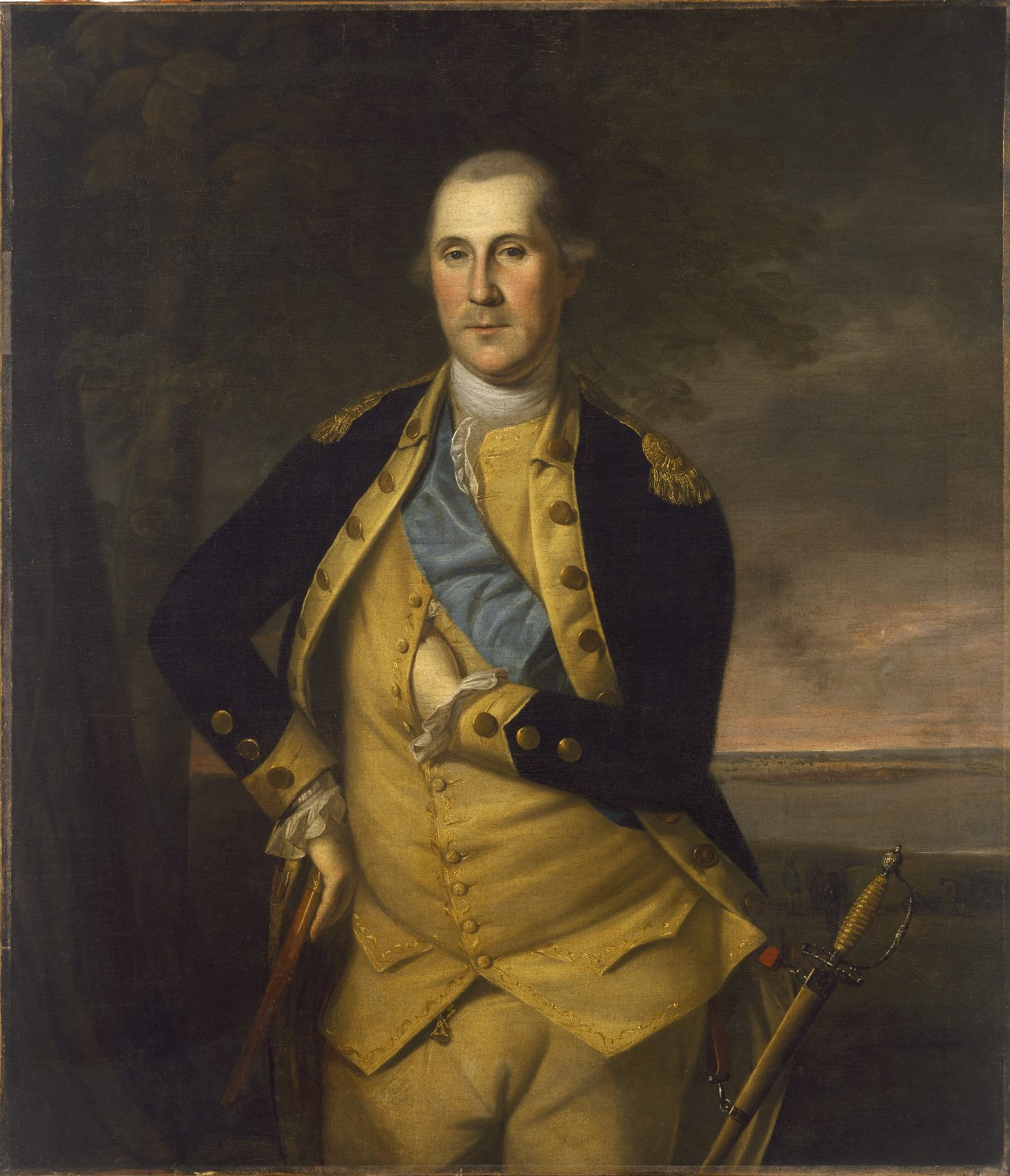
O comandante em chefe George Washington em 1776, por Charles Willson Peale

O Congresso criou o Exército Continental em 14 de junho de 1775, e Samuel e John Adams indicaram Washington para se tornar seu comandante em chefe. Washington foi escolhido em vez de John Hancock por causa de sua experiência militar e a crença de que um virginiano se sairia melhor unindo as colônias. Era considerado um líder incisivo que mantinha sua "ambição sob controle". Foi eleito por unanimidade comandante em chefe pelo Congresso no dia seguinte.
Washington compareceu ao Congresso uniformizado e fez um discurso de aceitação em 16 de junho, recusando um salário — embora mais tarde teve as despesas reembolsadas. Foi comissionado em 19 de junho e amplamente elogiado pelos delegados do Congresso, incluindo John Adams, que proclamou que era o homem mais adequado para liderar e unir as colônias. O Congresso nomeou Washington "general e comandante em chefe do exército das Colônias Unidas e de todas as forças levantadas ou a serem levantadas por elas" e o instruiu a assumir o cerco de Boston em 22 de junho de 1775.
O Congresso escolheu seus principais oficiais de estado-maior, incluindo o major-general Artemas Ward, o general-adjunto Horatio Gates, o major-general Charles Lee, o major-general Philip Schuyler, o major-general Nathanael Greene, o coronel Henry Knox e o coronel Alexander Hamilton. Washington ficou impressionado com o coronel Benedict Arnold e deu-lhe a responsabilidade de lançar uma invasão ao Canadá. Também se envolveu com o general de brigada Daniel Morgan, seu companheiro de guerra. Henry Knox impressionou Adams com seu conhecimento de artilharia, e Washington o promoveu a coronel e chefe de artilharia.
Washington inicialmente se opôs ao alistamento de escravos no Exército Continental, mas depois cedeu quando os britânicos emitiram proclamações como a de Dunmore, que prometia liberdade aos escravos de patriotas se eles se juntassem aos britânicos. Em 16 de janeiro de 1776, o Congresso permitiu que negros livres servissem na milícia. No final da guerra, um décimo do exército de Washington era formado por negros.

### Cerco de Boston

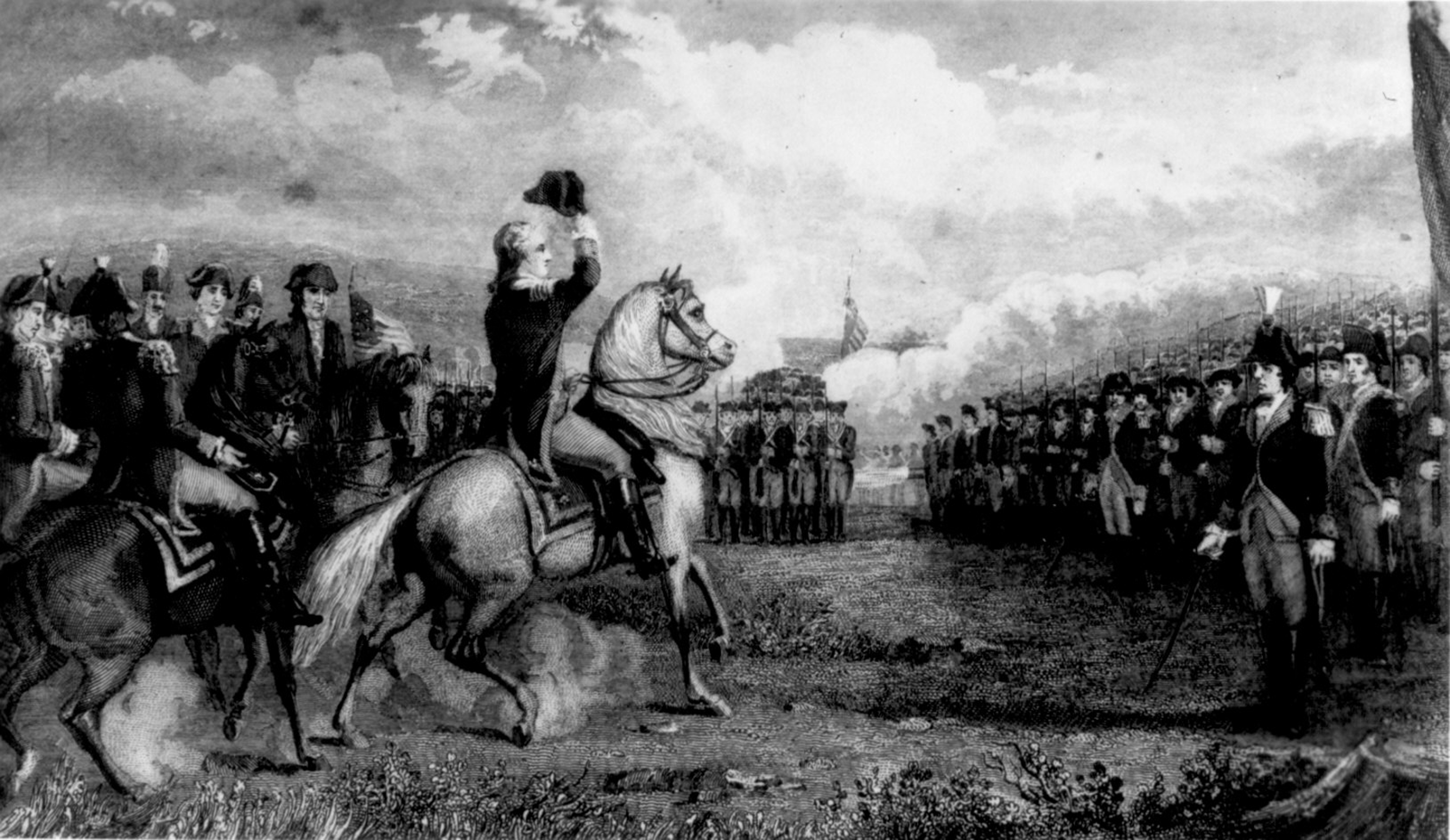
Washington assumindo o comando do Exército Continental, pouco antes do Cerco de Boston

No início de 1775, em resposta ao crescente movimento rebelde, Londres enviou tropas britânicas, comandadas pelo general Thomas Gage, para ocupar Boston. Os britânicos construíram fortificações ao redor da cidade, tornando-a imune a ataques. Várias milícias locais cercaram Boston e efetivamente prenderam os britânicos, resultando em um impasse.
Enquanto Washington se dirigia para Boston, a notícia de sua marcha o precedeu, e ele foi saudado em todos os lugares; gradualmente se tornou um símbolo da causa patriótica. Ao chegar em 2 de julho de 1775, duas semanas após a derrota dos patriotas na Batalha de Bunker Hill, montou seu quartel-general em Cambridge, Massachusetts, e ali inspecionou o novo exército, encontrando uma milícia indisciplinada e mal equipada. Após discussão, iniciou as reformas sugeridas por Benjamin Franklin — treinar os soldados e impor disciplina estrita, incluindo açoites e encarceramento. Washington ordenou que seus oficiais identificassem as habilidades dos recrutas para garantir a eficácia militar, ao mesmo tempo que removia oficiais incompetentes. Fez uma petição a Gage, seu ex-superior, para libertar da prisão os oficiais patriotas capturados e tratá-los com humanidade. Em outubro de 1775, o rei Jorge III declarou que as colônias estavam em uma clara rebelião e dispensou o general Gage do comando por incompetência, substituindo-o pelo general William Howe.
Em junho de 1775, o Congresso ordenou a invasão do Canadá. O confronto foi liderado por Benedict Arnold que, apesar da forte objeção de Washington, atraiu voluntários da força deste último durante o Cerco de Boston. O movimento em Quebec falhou, com as forças americanas sendo reduzidas a menos da metade e forçadas a recuar.
O Exército Continental, ainda mais reduzido pelo término dos alistamentos que possuíam um curto prazo de duração, e em janeiro de 1776 reduzido pela metade para 9 600 homens, teve que ser complementado com milícias, e Knox juntou-se com artilharia pesada capturada do Forte Ticonderoga. Quando o Rio Charles congelou, Washington estava ansioso para cruzá-lo e invadir Boston, mas o general Gates e outros se opuseram a milícias não treinadas atacando fortificações bem guarnecidas. Washington concordou relutantemente em proteger a Fortificação de Dorchester Heights, trinta metros acima de Boston, em uma tentativa de forçar os britânicos a saírem da cidade. Em 9 de março, sob a escuridão, as tropas de Washington trouxeram grandes armas de Knox e bombardearam navios britânicos no porto de Boston. Em 17 de março, nove mil soldados britânicos e legalistas começaram uma caótica evacuação de Boston, que durou dez dias. Logo depois, Washington entrou na cidade com quinhentos homens, com ordens explícitas de não saquear a cidade. Ordenou a vacinação contra a varíola que teve um grande efeito, como fez mais tarde em Morristown, Nova Jersey. Se absteve de exercer autoridade militar em Boston, deixando os assuntos civis nas mãos das autoridades locais.

### Batalha de Long Island

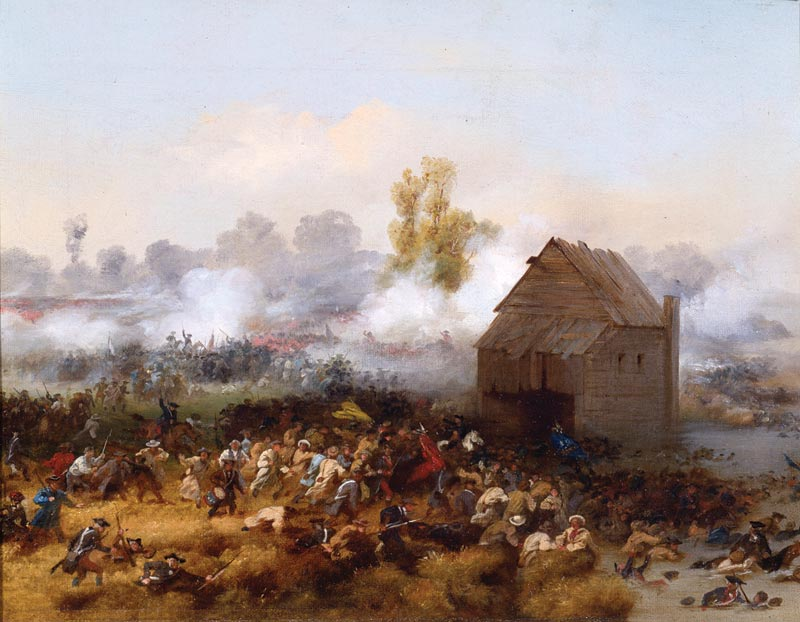
A Batalha de Long Island, por Alonzo Chappel (1858)

Washington então seguiu para a cidade de Nova Iorque, onde chegou em 13 de abril de 1776 e começou a construir fortificações para impedir o esperado ataque britânico. Ordenou que suas forças de ocupação tratassem os civis e suas propriedades com respeito, para evitar os abusos sofridos por cidadãos de Boston nas mãos das tropas britânicas durante sua ocupação. Uma conspiração para assassiná-lo ou capturá-lo foi descoberta, mas acabou sendo frustrada, embora seu guarda-costas Thomas Hickey tenha sido enforcado por motim e sedição. O general Howe transportou seu exército reabastecido, com a frota britânica, de Halifax para Nova Iorque, sabendo que a cidade era a chave para garantir o controle do continente. George Germain, que comandou o esforço de guerra britânico na Inglaterra, acreditava que a vitória na cidade poderia constituir um "golpe decisivo". As forças britânicas, incluindo mais de cem navios e milhares de soldados, começaram a chegar a Staten Island em 2 de julho para sitiar a cidade. Depois que a Declaração de Independência foi adotada em 4 de julho, Washington informou suas tropas em suas ordens gerais de 9 de julho que o Congresso havia declarado as colônias unidas como "Estados livres e independentes".
A força das tropas de Howe totalizava 32 000 regulares e auxiliares hessianos, e a de Washington consistia em 23 000, a maioria recrutas inexperientes e milícias. Em agosto, Howe desembarcou vinte mil soldados em Gravesend, Brooklyn, e se aproximou das fortificações de Washington, já que Jorge III havia proclamado os rebeldes colonos americanos como traidores. Washington, opondo-se a seus generais, optou por lutar, com base em informações imprecisas de que o exército de Howe tinha apenas oito mil soldados a mais. Na Batalha de Long Island, Howe atacou o flanco de Washington e infligiu 1.500 baixas entre os patriotas, sendo que os britânicos registraram quatrocentas. Washington recuou, instruindo o general William Heath a adquirir embarcações fluviais na área. Em 30 de agosto, o general William Alexander segurou os britânicos e deu cobertura enquanto o exército cruzava o Rio East na escuridão para a ilha de Manhattan, um esforço que não registrou perda de vidas ou material, embora Alexander foi capturado.
Howe, encorajado por sua vitória em Long Island, despachou para Washington, buscando inutilmente negociar a paz; Howe referiu-se a Washington como um "rebelde". Washington recusou, exigindo ser tratado de acordo com o protocolo diplomático, isto é, como general e colega beligerante e não como um "rebelde", para que seus homens não fossem enforcados como tais se capturados. A Marinha Real Britânica bombardeou as instáveis terraplenagens na região inferior da Ilha de Manhattan. Washington, com receio, acatou o conselho dos generais Greene e Putnam para defender o Forte Washington. Eles não conseguiram segurá-lo e Washington o abandonou, apesar das objeções do general Lee, enquanto seu exército se retirava para o norte, para White Plains. A perseguição de Howe forçou Washington a recuar, cruzando o Rio Hudson, para Forte Lee, de modo a evitar o cerco. Howe desembarcou suas tropas em Manhattan em novembro e capturou o Forte Washington, causando muitas baixas aos americanos. Washington foi responsável por atrasar a retirada, embora culpasse o Congresso e o general Greene. Os legalistas em Nova Iorque consideravam Howe um libertador e espalharam o boato de que Washington havia incendiado a cidade. O moral dos patriotas atingiu seu nível mais baixo quando Lee foi capturado. Agora reduzido a 5 400 soldados, o exército de Washington recuou através de Nova Jersey, e Howe interrompeu a perseguição, atrasando seu avanço na Filadélfia, e estabeleceu quartéis de inverno em Nova Iorque.

### Cruzando o Delaware e batalhas de Trenton e Princeton
Washington cruzou o Rio Delaware na Pensilvânia, onde o substituto de Lee, John Sullivan, juntou-se a ele com mais dois mil soldados. O futuro do Exército Continental estava em dúvida pela falta de suprimentos, um inverno rigoroso, términos de alistamentos e deserções. Washington ficou desapontado com o fato de muitos residentes de Nova Jersey serem legalistas ou céticos quanto à perspectiva de independência.
Howe dividiu seu exército britânico e fixou uma guarnição hessiana em Trenton para proteger o oeste de Nova Jersey e a costa leste do Delaware, mas o exército parecia complacente, e Washington e seus generais planejaram um ataque surpresa aos hessianos em Trenton, algo que chamou de "Vitória ou Morte". O exército deveria cruzar o Rio Delaware até Trenton em três divisões: uma liderada por Washington (2 400 soldados), outra pelo general James Ewing (setecentos) e a terceira pelo coronel John Cadwalader (1 500). A força foi então dividida, com Washington pegando o caminho para Pennington e o general Sullivan viajando para o sul na margem do rio.

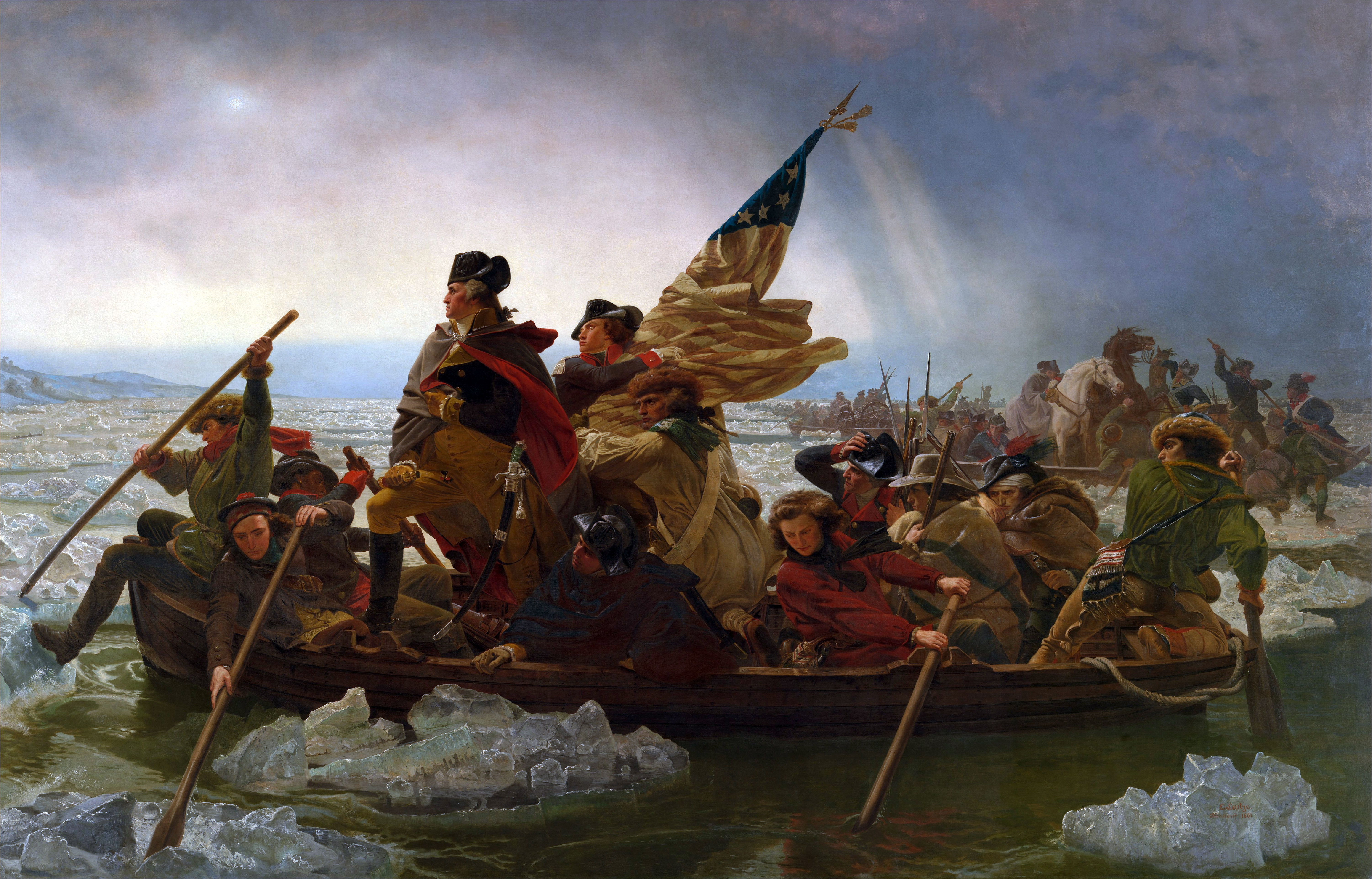
Washington cruzando o Delaware, por Emanuel Leutze (1851)

Washington primeiro ordenou uma busca de sessenta milhas por barcos de Durham (en) para transportar seu exército, e ordenou a destruição de embarcações que poderiam ser usadas pelos britânicos. Cruzou o Rio Delaware na noite de 25-26 de dezembro de 1776 e arriscou ser capturado ao vigiar a costa de Jersey. Seus homens seguiram através do rio obstruído pelo gelo, expostos ao granizo e a neve, pela balsa de McConkey (en), com quarenta homens por embarcação. O vento agitou as águas e eles foram bombardeados pelo granizo, mas por volta das 3h00min do dia 26 de dezembro conseguiram atravessar sem sofrer perdas. Henry Knox estava atrasado, gerenciando cavalos assustados e cerca de dezoito canhões de campanha em balsas de fundo achatado. Cadwalader e Ewing não conseguiram cruzar devido ao gelo e às fortes correntes, e Washington, que lhes aguardava, duvidou de seu ataque planejado a Trenton. Assim que Knox chegou, Washington seguiu para Trenton, levando apenas suas tropas contra os hessianos em vez de correr o risco de ser visto retornando seu exército para a Pensilvânia.
As tropas localizaram posições de hessianos a um quilômetro e meio de Trenton, e então Washington dividiu sua força em duas colunas, convocando seus homens: "Soldados fiquem com seus oficiais. Pelo amor de Deus, fiquem com seus oficiais". As duas colunas foram separadas no cruzamento de Birmingham, com a coluna do general Nathanael Greene tomando a parte superior da Ferry Road, liderada por Washington, e a do general John Sullivan avançando na River Road (ver mapa). Os americanos marcharam com granizo e neve. Muitos estavam descalços com os pés ensanguentados e dois morreram pela exposição. Ao amanhecer, Washington os liderou em um ataque surpresa aos hessianos, auxiliado pelo major-general Knox e pela artilharia. Os hessianos sofreram 22 mortos (incluindo o coronel Johann Rall), 83 feridos e 850 capturados com suprimentos.

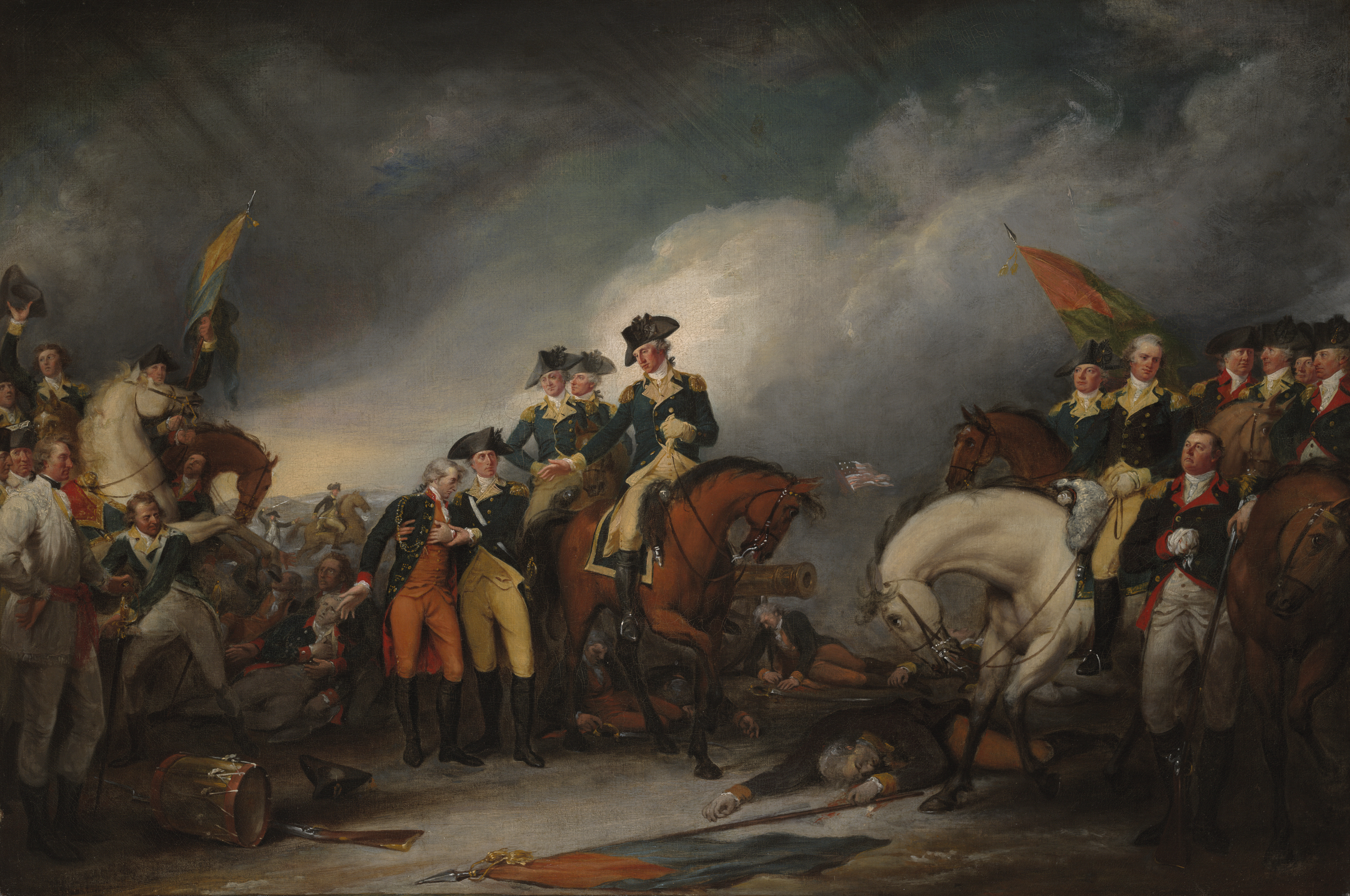
A captura dos hessianos na Batalha de Trenton

Washington recuou através do Delaware para a Pensilvânia, mas voltou para Nova Jersey em 3 de janeiro, lançando um ataque contra regulares britânicos em Princeton, registrando quarenta americanos mortos ou feridos e 273 britânicos mortos ou capturados. Os generais americanos Hugh Mercer e John Cadwalader estavam sendo recuados pelos britânicos quando Mercer foi mortalmente ferido, e então Washington chegou e liderou os homens em um contra-ataque que avançou até trinta jardas (27 m) da linha britânica.
Algumas tropas britânicas recuaram após uma breve resistência, enquanto outras se refugiaram no Nassau Hall, que se tornou o alvo dos canhões do coronel Alexander Hamilton. As tropas de Washington atacaram, os britânicos se renderam em menos de uma hora e 194 soldados depuseram as armas. Howe se retirou para a cidade de Nova Iorque, onde seu exército permaneceu inativo até o início do ano seguinte. O exausto Exército Continental de Washington assumiu o quartel-general de inverno em Morristown, Nova Jersey, enquanto interrompia as linhas de abastecimento britânicas e as expulsava de partes de Nova Jersey. Washington disse mais tarde que os britânicos poderiam ter contra-atacado com sucesso seu acampamento antes que suas tropas estivessem reunidas.
Os britânicos ainda controlavam Nova Iorque, e muitos soldados patriotas não se alistaram novamente ou desertaram após a dura campanha do inverno. O Congresso instituiu maiores recompensas para o realistamento e punições para deserção em um esforço para aumentar o número de soldados. Estrategicamente, as vitórias de Washington foram fundamentais para a Revolução e anularam a estratégia britânica de mostrar força esmagadora para em seguida oferecer termos generosos. Em fevereiro de 1777, chegou a Londres a notícia das vitórias americanas em Trenton e Princeton, e os britânicos perceberam que os patriotas estavam em posição de exigir uma independência incondicional.

### Batalhas de Brandywine, Germantown e Saratoga
Em julho de 1777, o general britânico John Burgoyne liderou a campanha de Saratoga ao sul de Quebec através do Lago Champlain e recapturou o Forte Ticonderoga com o objetivo de dividir a Nova Inglaterra, incluindo o controle do Rio Hudson. Mas o general Howe, na Nova Iorque ocupada pelos britânicos, errou, levando seu exército ao sul, para a Filadélfia, em vez de subir o Rio Hudson para se juntar a Burgoyne, perto de Albany. Enquanto isso, Washington e Gilbert du Motier, o Marquês de La Fayette correram para a Filadélfia para enfrentar Howe e ficaram chocados ao saber do progresso de Burgoyne no interior do estado de Nova Iorque, onde os patriotas eram liderados pelo general Philip Schuyler e seu sucessor Horatio Gates. O exército de Washington, com homens menos experientes, foi derrotado nas batalhas campais na Filadélfia.
Howe superou Washington na Batalha de Brandywine em 11 de setembro de 1777 e marchou sem oposição para a capital do país, Filadélfia. Um ataque patriota fracassou contra os britânicos em Germantown em outubro. O major-general Thomas Conway levou alguns membros do Congresso a considerar a remoção de Washington do comando por conta das perdas sofridas na Filadélfia. Os partidários de Washington resistiram e o assunto foi finalmente abandonado após muita deliberação. Assim que a trama foi exposta, Conway escreveu um pedido de desculpas a Washington, renunciou e voltou para a França.
Washington estava preocupado com os movimentos de Howe durante a campanha de Saratoga ao norte, e também estava ciente de que Burgoyne estava se movendo de Quebec para o sul em direção a Saratoga. Washington assumiu alguns riscos ao apoiar o exército de Gates, enviando reforços para o norte com os generais Benedict Arnold, seu comandante de campo mais agressivo, e Benjamin Lincoln. Em 7 de outubro de 1777, Burgoyne tentou tomar Bemis Heights. Ele foi forçado a recuar para Saratoga e finalmente se rendeu após as Batalhas de Saratoga. Como Washington suspeitava, a vitória de Gates encorajou seus críticos. O biógrafo John Alden afirmou: "Era inevitável que as derrotas das forças de Washington e a vitória simultânea das forças na parte superior de Nova Iorque fossem comparadas". Na época, a admiração por Washington estava diminuindo. O comandante britânico Howe renunciou em maio de 1778, deixou a América para sempre e foi substituído por Henry Clinton.

### Vale Forge e Batalha de Monmouth

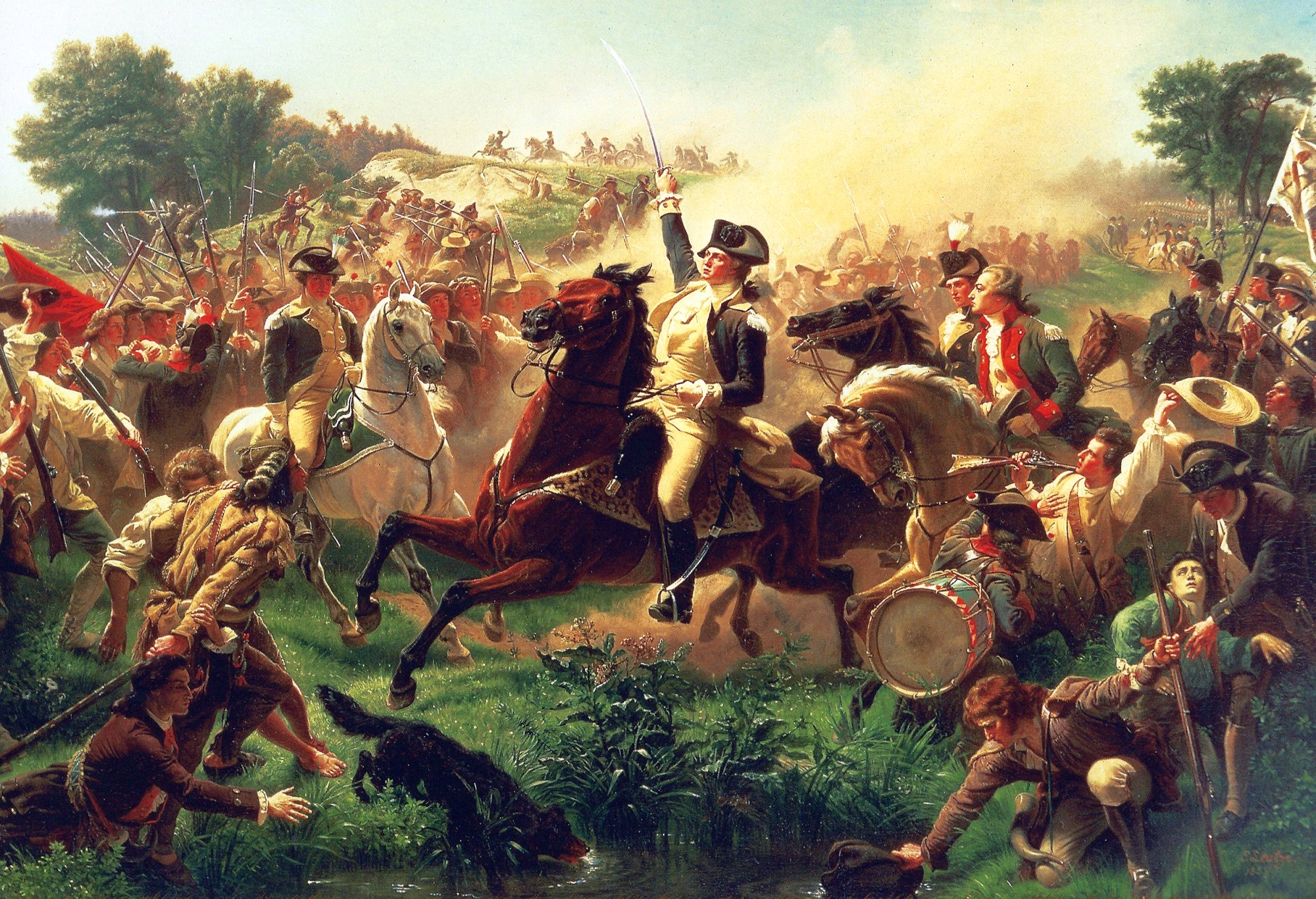
Washington reunindo as tropas na Batalha de Monmouth, por Emanuel Leutze (1851–1854)

O exército de Washington, com onze mil soldados, foi para os quartéis de inverno no Vale Forge, ao norte da Filadélfia, em dezembro de 1777. Eles sofreram entre duas mil e três mil mortes no frio extremo durante seis meses, principalmente por doenças e falta de comida, roupas e abrigo. Enquanto isso, os britânicos estavam acomodados confortavelmente na Filadélfia, pagando os suprimentos em libras esterlinas, enquanto Washington lutava com o desvalorizado papel-moeda americano. As florestas logo se exauriram pela caça, e em fevereiro a moral das tropas baixou e as deserções aumentaram.
Washington fez repetidas petições ao Congresso Continental solicitando provisões. Ele recebeu uma delegação parlamentar para verificar as condições do Exército e manifestou a urgência da situação, proclamando: "Algo deve ser feito. Alterações importantes devem ser feitas". Recomendou que o Congresso agilizasse os suprimentos, e o órgão concordou em fortalecer e financiar as linhas de suprimentos do exército reorganizando o departamento de comissaria. No final de fevereiro, os suprimentos começaram a chegar.
O treinamento incessante do barão Friedrich Wilhelm von Steuben logo transformou os recrutas de Washington em uma força de combate disciplinada, e o exército revitalizado saiu do Vale Forge no início do ano seguinte. Washington promoveu Von Steuben a mejor-general e o nomeou chefe de gabinete.
No início de 1778, os franceses responderam à derrota de Burgoyne e celebraram um Tratado de Aliança com os americanos. O Congresso Continental ratificou o tratado em maio, que equivalia a uma declaração de guerra francesa contra a Grã-Bretanha. Os britânicos evacuaram da Filadélfia para Nova Iorque naquele junho e Washington convocou um conselho de guerra de generais americanos e franceses. Ele escolheu um ataque parcial aos britânicos em retirada na Batalha de Monmouth; os britânicos foram comandados pelo sucessor de Howe, o general Henry Clinton. Os generais Charles Lee e Lafayette moveram-se com quatro mil homens, sem o conhecimento de Washington, e fracassaram em seu primeiro ataque em 28 de junho. Washington isentou Lee e conseguiu um empate após uma ampla batalha. Ao cair da noite, os britânicos continuaram sua retirada para Nova Iorque, e Washington moveu seu exército para fora da cidade. Monmouth foi a última batalha de Washington no norte; ele valorizou a segurança de seu exército mais do que cidades com pouco valor para os britânicos.

### Espionagem de West Point
Washington se tornou o "primeiro espião mestre da América" ao projetar um sistema de espionagem contra os britânicos. Em 1778, o major Benjamin Tallmadge formou o Anel Culper sob as ordens de Washington para coletar secretamente informações sobre os britânicos em Nova Iorque. Washington desconsiderou os incidentes de deslealdade cometidos por Benedict Arnold, que se destacou em muitas batalhas.
Em meados de 1780, Arnold começou a fornecer ao espião britânico John André informações confidenciais destinadas a comprometer Washington e capturar West Point, uma importante posição defensiva americana no Rio Hudson. Os historiadores notaram várias possíveis razões para a traição de Arnold: sua raiva por perder promoções para oficiais subalternos e o repetido menosprezo do Congresso. Também estava profundamente endividado, estava lucrando com a guerra e ficou desapontado com a falta de apoio de Washington durante seu consequente julgamento por uma corte marcial.
Arnold pediu repetidamente o comando de West Point, e Washington finalmente concordou em agosto. Arnold conheceu André em 21 de setembro, dando-lhe planos para assumir a guarnição. As forças da milícia capturaram André e descobriram os planos, mas Arnold escapou para Nova Iorque. Washington lembrou os comandantes posicionados sob Arnold em pontos chave ao redor do forte para evitar qualquer cumplicidade, mas não suspeitou da esposa de Arnold, Peggy. Washington assumiu o comando pessoal em West Point e reorganizou suas defesas. O julgamento de André por espionagem terminou condenando-o à morte, e Washington ofereceu devolvê-lo aos britânicos em troca de Arnold, mas Clinton recusou. A fim de dissuadir outros espiões, André foi enforcado em 2 de outubro de 1780, apesar de seu último pedido ter sido para enfrentar um pelotão de fuzilamento.

### Teatro de operações no sul e Yorktown

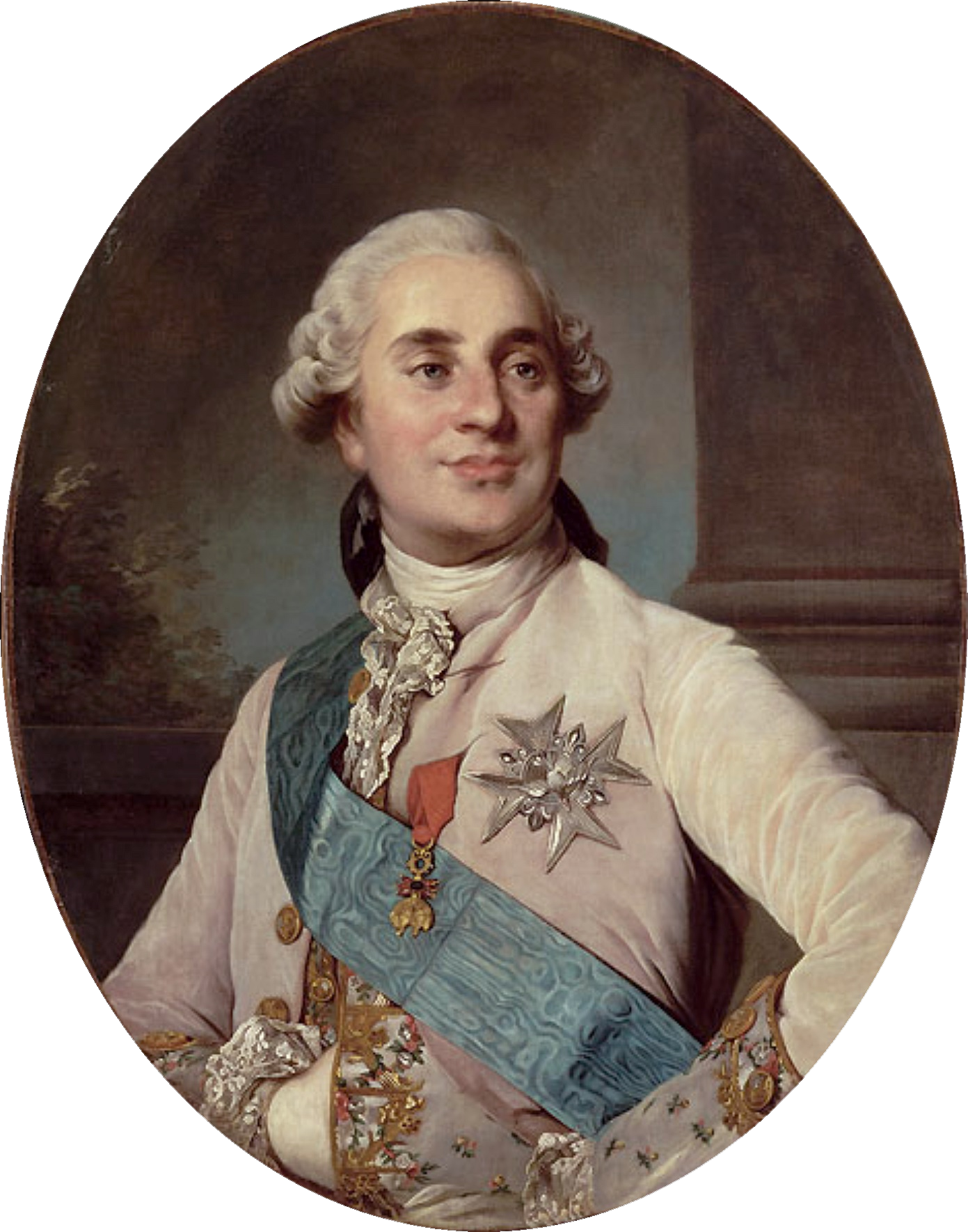
O rei francês Luís XVI aliou-se a Washington e aos colonos patriotas americanos

No final de 1778, o general Clinton enviou três mil soldados de Nova Iorque para a Geórgia e lançou uma invasão do sul contra Savannah, reforçada por dois mil soldados britânicos e legalistas. Eles repeliram um ataque dos patriotas e forças navais francesas, o que reforçou o esforço de guerra britânico.
Em meados de 1779, Washington atacou os combatentes iroqueses das Seis Nações para expulsar os aliados indígenas da Grã-Bretanha de Nova Iorque, de onde haviam atacado cidades da Nova Inglaterra. Os guerreiros indígenas se juntaram aos patrulheiros legalistas liderados por Walter Butler e ferozmente mataram mais de duzentos desbravadores em junho, devastando o vale do Wyoming, na Pensilvânia. Em resposta, Washington ordenou ao general John Sullivan que liderasse uma expedição para efetuar "a destruição e devastação total" das aldeias iroquesas e tomar suas mulheres e crianças como reféns. Aqueles que conseguiram escapar fugiram para o Canadá.
As tropas de Washington foram para os quartéis em Morristown, Nova Jersey, durante o inverno de 1779-1780, e sofreram o pior inverno da guerra, com temperaturas bem abaixo de zero. O porto de Nova Iorque ficou congelado, a neve e o gelo cobriram o solo por semanas e as tropas novamente ficaram sem provisões.
Clinton reuniu 12 500 soldados e atacou Charlestown, na Carolina do Sul, em janeiro de 1780, derrotando o general Benjamin Lincoln, que tinha apenas 5 100 soldados continentais. Os britânicos ocuparam o Piemonte da Carolina do Sul em junho, sem resistência dos patriotas. Clinton voltou a Nova Iorque e deixou oito mil soldados comandados pelo general Charles Cornwallis. O Congresso substituiu Lincoln por Horatio Gates; ele falhou na Carolina do Sul e foi substituído por Nathaniel Greene, escolhido por Washington, mas os britânicos já tinham o sul em suas mãos. Washington foi revigorado, no entanto, quando Lafayette voltou da França com mais navios, homens e suprimentos, e cinco mil soldados franceses veteranos liderados pelo marechal Rochambeau chegaram a Newport, Rhode Island em julho de 1780. As forças navais francesas desembarcaram, lideradas pelo almirante Grasse, e Washington encorajou Rochambeau a mover sua frota para o sul para lançar um ataque terrestre e naval combinado às tropas de Arnold.

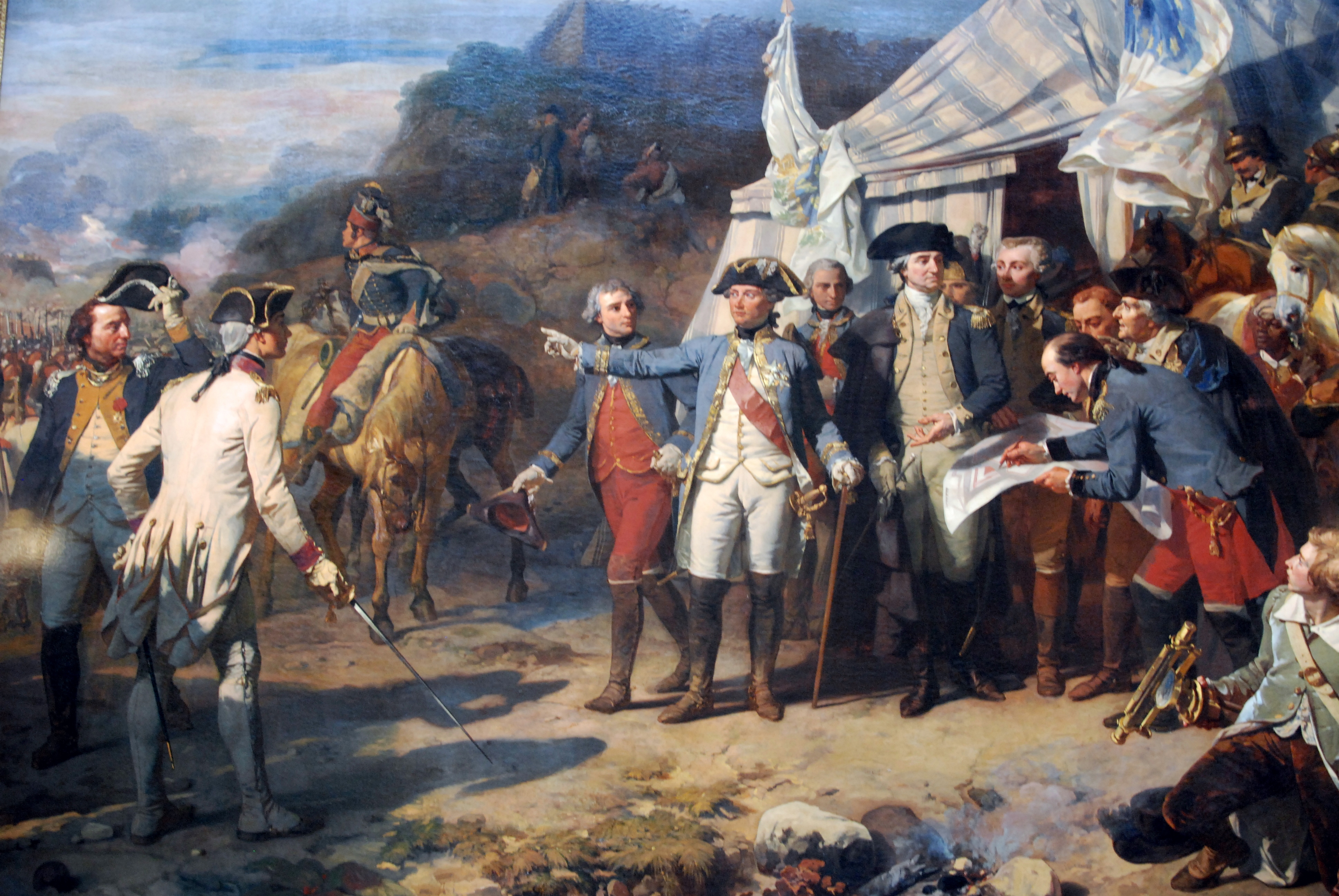
Os generais Washington e Rochambeau dão as últimas ordens antes do ataque, na Batalha de Yorktown

O exército de Washington entrou nos quartéis de inverno em Nova Windsor, Nova Iorque, em dezembro de 1780, e Washington pediu ao Congresso e às autoridades estaduais que acelerassem as provisões na esperança de que o exército não "continuasse a lutar sob as mesmas dificuldades que enfrentou até agora". Em 1.º de março de 1781, o Congresso ratificou os Artigos da Confederação, mas o governo que entrou em vigor em 2 de março não tinha o poder de arrecadar impostos e manteve os estados unidos de forma livre.
O general Clinton enviou Arnold, agora um brigadeiro-general britânico com 1 700 soldados, à Virgínia para capturar Portsmouth e conduzir ataques às forças patriotas de lá; Washington respondeu enviando Lafayette para o sul para conter os esforços de Arnold. Washington inicialmente esperava trazer o combate para Nova Iorque, retirando as forças britânicas da Virgínia e terminando a guerra lá, mas Rochambeau aconselhou Grasse que Cornwallis na Virgínia era o melhor alvo. A frota de Grasse chegou ao largo da costa da Virgínia e Washington viu uma vantagem. Ele fez uma finta em direção a Clinton em Nova Iorque, depois foi para o sul, para a Virgínia.
O Cerco de Yorktown foi uma vitória aliada decisiva das forças combinadas do Exército Continental, comandado pelo general Washington, do Exército Francês, comandado pelo general Conde de Rochambeau, e da Marinha Francesa, comandada pelo almirante de Grasse, para a derrota das forças britânicas lideradas por Cornwallis. Em 19 de agosto, teve início a marcha para Yorktown liderada por Washington e Rochambeau, que hoje é conhecida como a "marcha celebrada". Washington comandava um exército de 7 800 franceses, 3 100 milícias e oito mil continentais. Sem experiência em guerra de cerco, frequentemente adiava a decisão para Rochambeau, colocando-o efetivamente no comando; no entanto, Rochambeau nunca desafiou a autoridade de Washington.

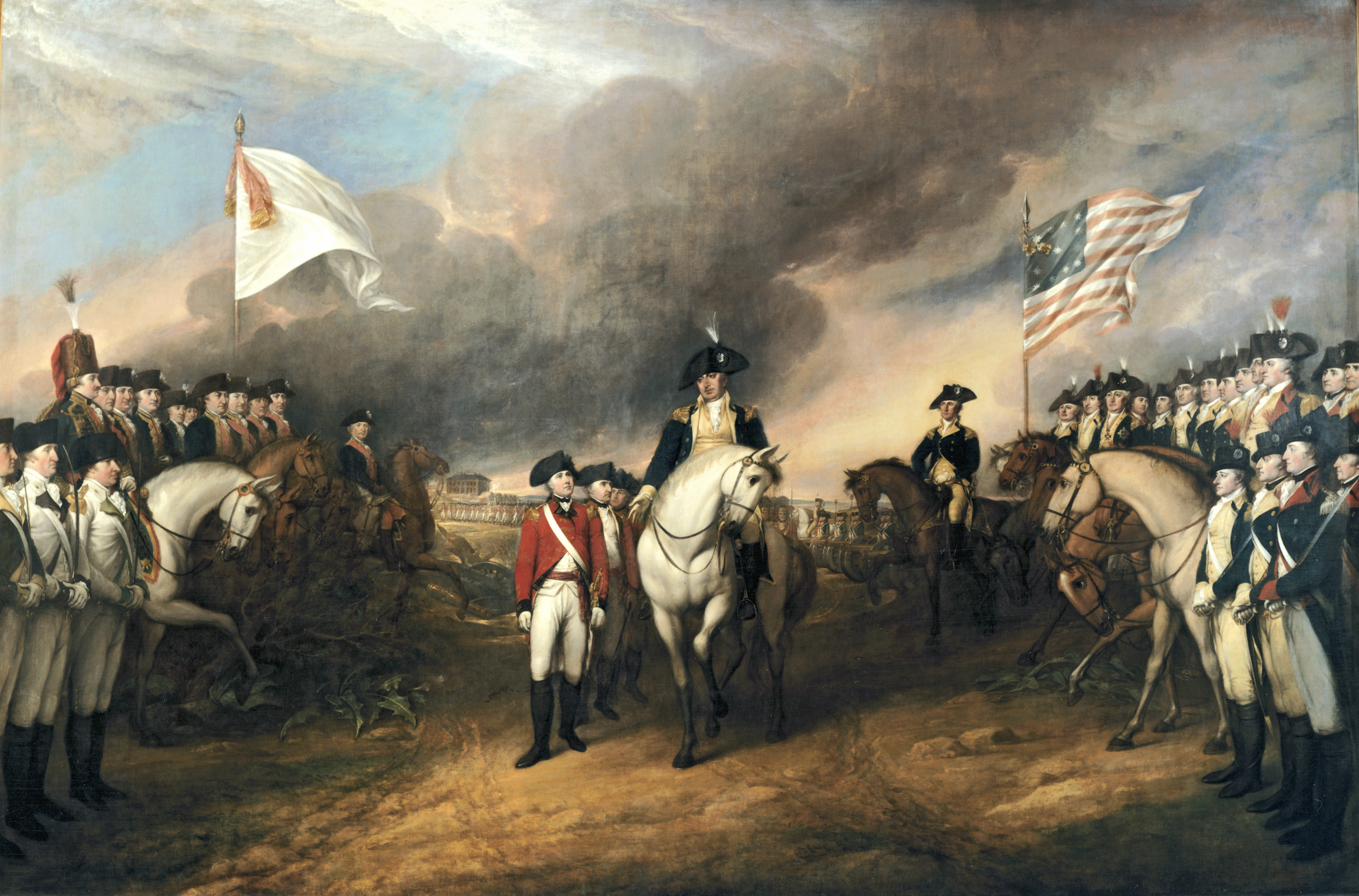
Charles Cornwallis, 1.º Marquês Cornwallis rende-se, dando fim à Batalha de Yorktown

No final de setembro, as forças patriotas francesas cercaram completamente Yorktown, prenderam o exército britânico e impediram os reforços britânicos de Clinton no norte, enquanto a marinha francesa emergiu vitoriosa na Batalha de Chesapeake. A ofensiva final americana começou com um tiro disparado por Washington. O cerco terminou com a rendição britânica em 19 de outubro de 1781; mais de sete mil soldados britânicos foram feitos prisioneiros de guerra na última grande batalha terrestre da Guerra Revolucionária Americana. Washington negociou os termos da rendição por dois dias, e a cerimônia oficial de assinatura ocorreu em 19 de outubro; Cornwallis alegou estar doente e se ausentou, enviando o general Charles O'Hara como seu procurador. Como um gesto de boa vontade, Washington ofereceu um jantar para os generais norte-americanos, franceses e britânicos; todos confraternizaram em termos amigáveis e identificaram uns com os outros como membros da mesma casta militar profissional.
Após a rendição em Yorktown, desenvolveu-se uma situação que ameaçou as relações entre a recém-independente América e a Grã-Bretanha. Após uma série de execuções recíprocas entre patriotas e legalistas, Washington, em 18 de maio de 1782, escreveu em uma carta ao general Moses Hazen que um capitão britânico seria morto em retaliação pela execução de Joshua Huddy, um popular líder patriota, que foi enforcado sob ordens do legalista Richard Lippincott. Washington queria que o próprio Lippincott fosse executado, mas a ideia foi rejeitada. Posteriormente, Charles Asgill foi escolhido em seu lugar, por sorteio de um chapéu. A situação constituía uma violação ao artigo 14º dos Artigos da Capitulação de Yorktown, que protegia os prisioneiros de guerra de atos de retaliação. Mais tarde, a percepção de Washington sobre o assunto mudou e, em uma carta de 13 de novembro de 1782 para Asgill, reconheceu a carta e a situação de Asgill, expressando seu desejo de não ver qualquer dano acontecer a ele. Depois de muita consideração entre o Congresso Continental, Alexander Hamilton, Washington, e apelos da Coroa Francesa, Asgill foi finalmente libertado, sendo que Washington emitiu um passe que lhe permitia sua passagem para Nova Iorque.

### Desmobilização e renúncia

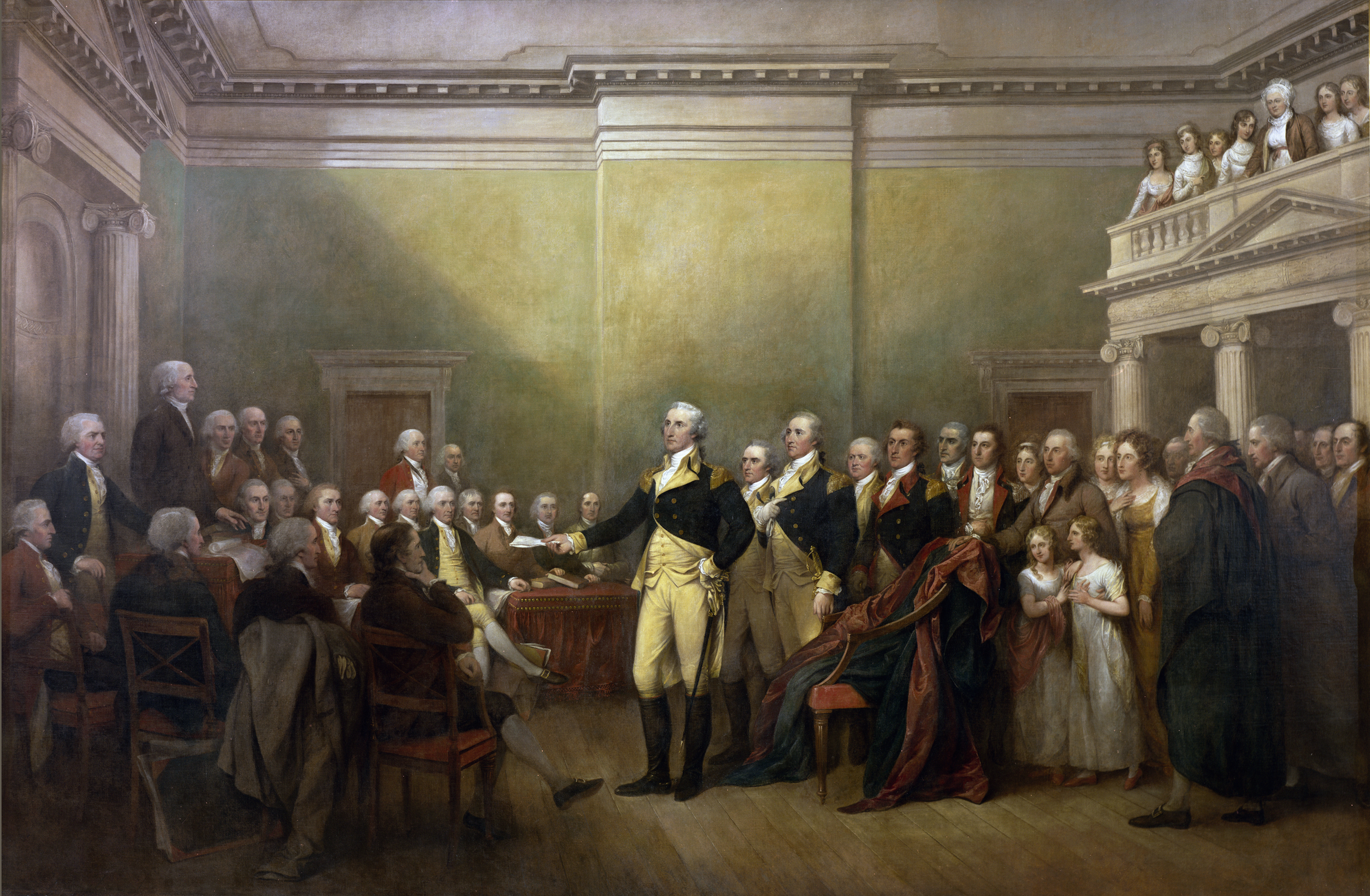
Washington renunciando à sua comissão como comandante em chefe, por John Trumbull (1824)

Quando as negociações de paz começaram, os britânicos gradualmente evacuaram as tropas de Savannah, Charlestown e Nova Iorque em 1783, e o exército e a marinha franceses também partiram. O tesouro americano estava vazio, soldados não pagos e amotinados forçaram o adiamento do Congresso, e Washington dissipou a agitação suprimindo a Conspiração de Newburgh em março de 1783; o Congresso prometeu aos oficiais um bônus de cinco anos. Washington apresentou uma conta de 450 mil dólares em despesas que havia adiantado para o exército. A conta foi acertada, embora fosse supostamente vaga sobre grandes somas e incluísse despesas que sua esposa havia incorrido durante as visitas à sua sede.
Washington renunciou ao cargo de comandante em chefe assim que o Tratado de Paris foi assinado, planejando se retirar para Mount Vernon. O tratado foi ratificado em abril de 1783, e um comitê do Congresso liderado por Hamilton adaptou o exército para tempos de paz. Washington deu sua visão sobre Exército ao comitê. O Tratado foi assinado em 3 de setembro de 1783 e a Grã-Bretanha reconheceu oficialmente a independência dos Estados Unidos. Washington então dispersou seu exército, dando um eloquente discurso de despedida a seus soldados em 2 de novembro. Em 25 de novembro, os britânicos evacuaram a cidade de Nova Iorque e Washington e o governador George Clinton tomaram o controle.
Washington aconselhou o Congresso em agosto de 1783 a manter um exército permanente, criar uma "milícia nacional" de unidades estaduais separadas e estabelecer uma marinha e uma academia militar nacional. Divulgou suas ordens de "despedida" que dispensaram suas tropas, a quem chamou de "um bando patriótico de irmãos". Antes de seu retorno a Mount Vernon, supervisionou a evacuação das forças britânicas em Nova Iorque e foi saudado por desfiles e comemorações, onde anunciou que Henry Knox havia sido promovido a comandante em chefe.
Depois de liderar o Exército Continental por oito anos e meio, Washington se despediu de seus oficiais na Fraunces Tavern em dezembro de 1783 e renunciou à sua comissão dias depois, refutando as previsões legalistas de que não renunciaria ao comando militar. Numa última aparição fardada, deu uma declaração ao Congresso: "considero um dever imprescindível encerrar este último ato solene da minha vida governamental recomendando os interesses de nosso querido país à proteção de Deus Todo-Poderoso, e daqueles que têm a superintendência deles, para sua guarda sagrada". A renúncia de Washington foi aclamada em casa e no exterior e mostrou ao mundo cético que a nova república não degeneraria no caos. No mesmo mês, foi nomeado presidente-geral da Sociedade de Cincinnati, uma fraternidade hereditária, e serviu pelo resto de sua vida.

## Início da república; 1783 – 1789

### Retorno para Mount Vernon
Não estou apenas me aposentando de todos os empregos públicos, mas estou me aposentando dentro de mim mesmo, e serei capaz de ver a caminhada solitária e trilhar os caminhos da vida privada com sincera satisfação ... Vou me mover suavemente pela corrente da vida, até dormir com meus pais.

George Washington
Carta para Lafayette
1.º de fevereiro de 1784
Washington ansiava por voltar para casa depois de passar em Mount Vernon apenas dez dias nos mais de oito anos de guerra. Chegou na véspera de Natal, encantado por estar "livre da agitação de um acampamento e das cenas agitadas da vida pública". Washington era uma celebridade e foi festejado durante uma visita a sua mãe em Fredericksburg em fevereiro de 1784, e recebeu um fluxo constante de visitantes desejando prestar seus respeitos a ele em Mount Vernon.
Washington reviveu seus interesses nos projetos do Pântano de Great Dismal e do Canal Potomac iniciados antes da guerra, embora nenhum dos dois lhe pagasse dividendos, e empreendeu uma viagem de 34 dias e 680 milhas (1 090 km) para verificar suas propriedades no Vale Ohio. Supervisionou a conclusão de uma reforma em Mount Vernon, que transformou sua residência na mansão que sobrevive até hoje—embora sua situação financeira não fosse boa. Os credores lhe pagavam com a moeda desvalorizada do tempo da guerra, e Washington devia quantias significativas em impostos e salários. Mount Vernon não teve lucro durante sua ausência, e viu rendimentos de safra persistentemente ruins devido a pestes e mau tempo. Sua propriedade registrou seu décimo primeiro ano consecutivo com déficit em 1787, e havia poucas perspectivas de melhora. Washington empreendeu um novo plano de paisagismo e conseguiu cultivar uma série de árvores e arbustos de rápido crescimento que eram nativos da América do Norte.

### Convenção Constitucional de 1787

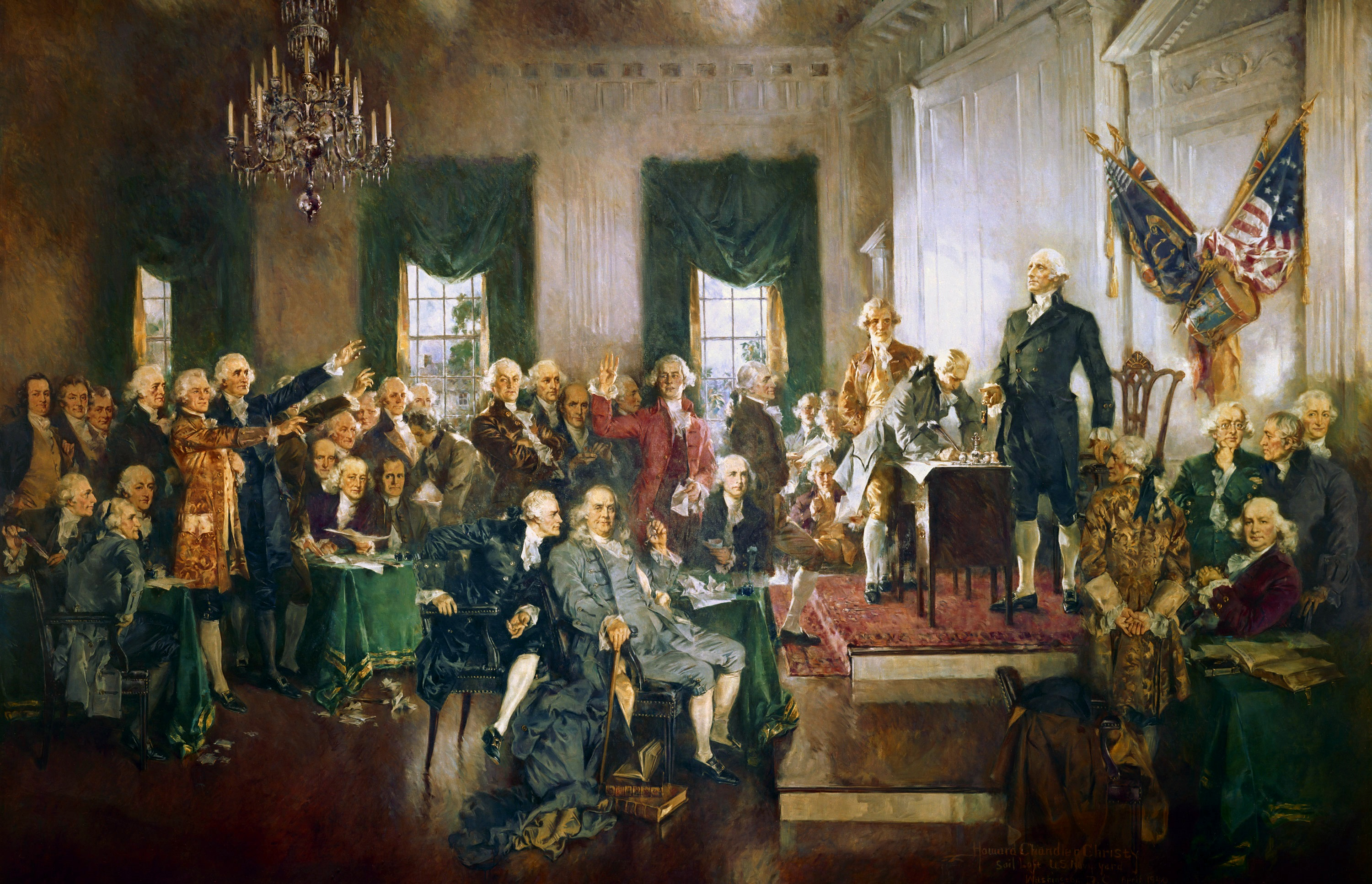
A assinatura da Constituição dos Estados Unidos, com Washington no púlpito, por Howard Chandler Christy (1940)

Antes de retornar à vida privada em junho de 1783, Washington pediu por uma união forte. Embora estivesse preocupado com a possibilidade de ser criticado por intrometer-se em questões civis, enviou uma carta circular a todos os estados sustentando que os Artigos da Confederação não eram mais do que "uma corda de areia" ligando os estados. Acreditava que a nação estava à beira da "anarquia e confusão", era vulnerável à intervenção estrangeira e que uma constituição nacional unificaria os estados sob um forte governo central. Quando a Rebelião de Shays eclodiu em Massachusetts em 29 de agosto de 1786 devido à tributação, Washington ficou ainda mais convencido de que uma constituição nacional era necessária. Alguns nacionalistas temiam que a nova república tivesse caído na ilegalidade e eles se reuniram em 11 de setembro de 1786, em Annapolis, para pedir ao Congresso que revisse os Artigos da Confederação. Um de seus maiores esforços, entretanto, foi conseguir que Washington comparecesse. O Congresso concordou com uma Convenção Constitucional, a ser realizada na Filadélfia na primavera de 1787, e cada estado deveria enviar seus delegados.
Em 4 de dezembro de 1786, Washington foi escolhido para liderar a delegação da Virgínia, mas recusou em 21 de dezembro. Ele estava preocupado com a legalidade da convenção e consultou James Madison, Henry Knox e outros. Eles o persuadiram a comparecer, no entanto, já que sua presença poderia induzir estados relutantes a enviar delegados e facilitar o processo de ratificação. Em 28 de março, disse ao governador Edmund Randolph que compareceria à convenção, mas deixou claro que foi convidado a comparecer.
Washington chegou à Filadélfia em 9 de maio de 1787, embora o quórum não tenha sido alcançado até 25 de maio, uma sexta-feira. Benjamin Franklin indicou Washington para presidir a convenção e ele foi eleito por unanimidade para servir como presidente geral. O objetivo da convenção era revisar os Artigos da Confederação com "todas essas alterações e outras disposições" necessárias para melhorá-los, e o novo governo seria estabelecido quando o documento resultante fosse "devidamente confirmado pelos vários estados". O governador Edmund Randolph apresentou o Plano da Virgínia, de autoria de Madison, em 27 de maio, no terceiro dia da convenção. O texto exigia uma constituição inteiramente nova e um governo nacional soberano, sendo altamente recomendado por Washington.
Em 10 de julho, Washington escreveu para Hamilton: "Quase perco a esperança em ver um tema favorável aos procedimentos de nossa convenção e, portanto, arrependo-me de ter tido qualquer ação neste assunto". Mesmo assim, emprestou seu prestígio à boa vontade e ao trabalho dos demais delegados. Ele pressionou sem sucesso muitos a apoiar a ratificação da Constituição, como o antifederalista Patrick Henry; Washington disse-lhe que "a sua adoção nas atuais circunstâncias da União é, na minha opinião, desejável" e declarou que a alternativa seria a anarquia. Washington e Madison então passaram quatro dias em Mount Vernon avaliando a transição do novo governo.

### Primeira eleição presidencial
Os delegados da Convenção Constitucional anteciparam uma presidência de Washington e deixaram que ele definisse o cargo assim que fosse eleito. Os eleitores estaduais, de acordo com a Constituição, votaram para presidente em 4 de fevereiro de 1789, e Washington suspeitou que a maioria dos republicanos não havia votado nele. A data prevista de 4 de março foi superada sem que fosse alcançado um quórum no Congresso para que os votos fossem contados; o quórum só foi alcançado em 5 de abril. Os votos foram apurados no dia seguinte, e o secretário do Congresso, Charles Thomson, foi enviado a Mount Vernon para dizer a Washington que ele havia sido eleito presidente. Washington obteve a maioria dos votos eleitorais de todos os estados; John Adams recebeu o segundo maior número de votos e, portanto, tornou-se vice-presidente. Washington teve "sensações de ansiedade e dor" de deixar a "felicidade doméstica" de Mount Vernon, mas partiu para a cidade de Nova Iorque em 16 de abril para ser empossado.

## Presidência; 1789–1797

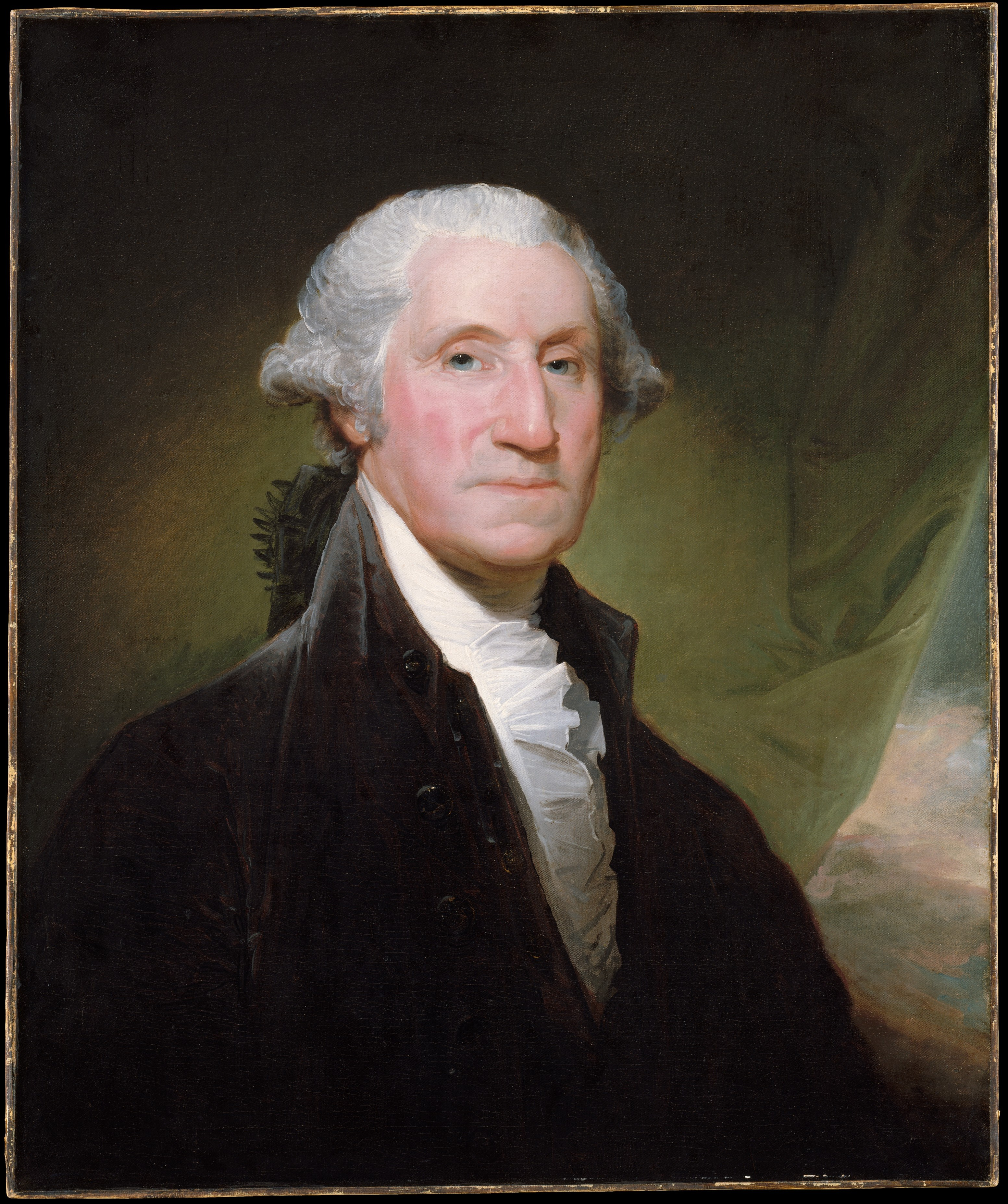
O presidente George Washington, por Gilbert Stuart (1795)

Washington foi empossado presidente em 30 de abril de 1789, prestando seu juramento de posse no Federal Hall, na cidade de Nova Iorque. Sua carruagem foi liderada por uma milícia e uma banda marchando, sendo seguida por estadistas e dignitários estrangeiros em um desfile, que contou com uma multidão de dez mil pessoas. O chanceler Robert R. Livingston administrou o juramento, usando uma Bíblia fornecida pelos maçons, após o qual a milícia disparou uma salva de treze tiros. Washington leu um discurso na câmara do Senado, pedindo que "aquele Ser Todo-Poderoso que governa o universo, que preside os conselhos das nações—e cujas ajudas providenciais podem suprir todos os defeitos humanos, consagre as liberdades e a felicidade do povo dos Estados Unidos". Embora desejasse servir sem receber salário, o Congresso insistiu veementemente que o aceitasse, mais tarde fornecendo a Washington 25 mil dólares por ano para custear os gastos da presidência.
Washington escreveu a James Madison: "Como sendo o primeiro de tudo em nossa situação servirá para estabelecer um precedente, desejo fervorosamente de minha parte que esses precedentes sejam fixados a partir de princípios verdadeiros". Para tanto, preferiu o título de "Sr. Presidente" em vez de nomes mais majestosos propostos pelo Senado, incluindo "Sua Excelência" e "Sua Alteza o Presidente". Seus precedentes estabelecidos também incluem o discurso de posse, mensagens ao Congresso e o formato do gabinete do poder executivo.
Washington planejava renunciar após seu primeiro mandato, mas a discórdia política no país o convenceu de que deveria permanecer no cargo. Era um administrador competente e um árbitro de talento e caráter, e falava regularmente com chefes de departamento para obter conselhos. Tolerou pontos de vista opostos, apesar dos temores de que um sistema democrático levaria à violência política, e conduziu uma tranquila transição de poder para seu sucessor. Permaneceu apartidário durante toda a sua presidência e se opôs à divisão dos partidos políticos, mas favoreceu um governo central forte, simpatizou com uma forma federalista de governo e desconfiou da oposição à república.
Washington lidou com grandes problemas. A velha Confederação não tinha poderes para lidar com sua carga de trabalho e tinha liderança fraca, nenhum executivo, uma pequena burocracia de funcionários, uma grande dívida, papel-moeda desvalorizado e nenhum poder para estabelecer impostos. Washington então tinha a tarefa de montar um departamento executivo e contava com Tobias Lear para lhe assessorar na seleção de seus funcionários. A Grã-Bretanha se recusou a abandonar seus fortes no oeste americano, e os piratas da Barbária atacavam navios mercantes americanos no Mediterrâneo, numa época em que os Estados Unidos nem mesmo tinham uma marinha.

### Gabinete e departamentos executivos
O Congresso criou departamentos executivos em 1789, incluindo o Departamento de Estado em julho, o Departamento de Guerra em agosto e o Departamento do Tesouro em setembro. Washington nomeou Edmund Randolph como procurador-geral, Samuel Osgood como diretor-geral dos Correios, Thomas Jefferson como secretário de Estado, e Henry Knox como secretário da Guerra. Por fim, designou Alexander Hamilton como secretário do Tesouro. O gabinete de Washington tornou-se um órgão consultivo e de assessoramento, o que não era determinado pela Constituição.
O vice-presidente Adams compareceu a poucas reuniões de gabinete, e Washington buscava seu conselho apenas raramente. Ainda assim, os dois homens, de acordo com John E. Ferling, biógrafo de Adams, "executaram em conjunto muitos mais devereis cerimoniais do poder executivo do que seria esperado para um presidente e um vice-presidente contemporâneo". No Senado, Adams atuou a favor do governo Washington ao usar seu poder de desempate, como presidente da casa, em 29 votações.
Os membros do gabinete de Washington formaram partidos rivais com visões nitidamente opostas, mais ferozmente ilustradas entre Hamilton e Jefferson. Washington restringiu as discussões de gabinete a tópicos de sua escolha, sem participar do debate. Ocasionalmente solicitava opiniões do gabinete por escrito e esperava que os chefes de departamento executassem suas decisões harmoniosamente.

### Assuntos internos
Washington era apolítico e se opunha à formação de partidos, suspeitando que um embate minaria o republicanismo. Seus conselheiros mais próximos formaram duas facções, pressagiando o Sistema do Primeiro Partido. O secretário do Tesouro, Alexander Hamilton, formou o Partido Federalista para promover o crédito nacional e uma nação financeiramente poderosa. O secretário de Estado, Thomas Jefferson, se opôs à agenda de Hamilton e fundou os republicanos jeffersonianos. Washington, entretanto, favoreceu a agenda de Hamilton que, ao entrar em vigor, resultou em uma amarga controvérsia.
Washington proclamou 26 de novembro como um dia de ação de graças para encorajar a unidade nacional. "É dever de todas as nações reconhecer a providência do Deus Todo-Poderoso, obedecer a sua vontade, ser gratos por seus benefícios e humildemente implorar sua proteção e graça". Washington passava aquela data em jejum, visitando os devedores na prisão para fornecer-lhes comida e cerveja.
Em resposta a duas petições antiescravistas, Geórgia e Carolina do Sul se opuseram e ameaçaram "tocar a trombeta da guerra civil". Washington e o Congresso responderam com uma série de medidas pró-escravidão: a cidadania foi negada aos imigrantes negros; escravos foram proibidos de servir em milícias estaduais; mais dois estados escravistas (Kentucky em 1792 e Tennessee em 1796) foram admitidos à União; e a continuação da escravidão nos territórios federais ao sul do Rio Ohio foi garantida. Em 12 de fevereiro de 1793, sancionou a Lei do Escravo Fugitivo, permitindo que um negro fugitivo em um estado sulista pudesse ser perseguido em um estado nortista. Muitos no norte condenaram a lei, acreditando que o ato permitia a caça de recompensas e o sequestro de negros. A Lei do Comércio de Escravos de 1794, limitando drasticamente o envolvimento americano no comércio de escravos do Atlântico, também foi promulgada.

#### Banco Nacional

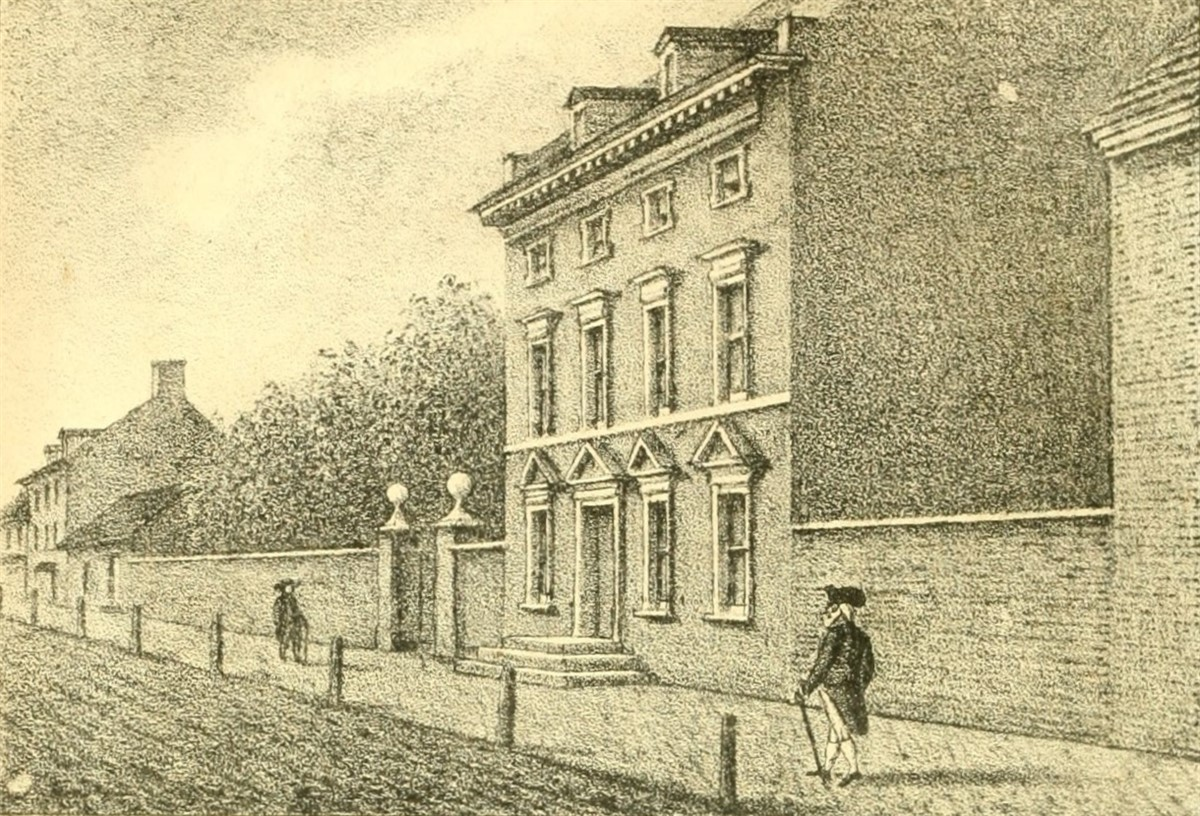
A Casa do Presidente, na Filadélfia, foi a primeira residência oficial do presidente da República; Washington morou ali de 1790 a 1797

O primeiro mandato de Washington foi em grande parte dedicado a questões econômicas; Hamilton elaborou vários planos para tratar do tema. O estabelecimento de crédito público tornou-se o principal desafio do governo federal. Hamilton apresentou um relatório a um Congresso dividido e ele, Madison e Jefferson chegaram ao Compromisso de 1790, no qual Jefferson concordou com as propostas de Hamilton sobre a dívida em troca de mover temporariamente a capital da nação para Filadélfia e depois para o sul, perto de Georgetown, no Rio Potomac. Os termos foram tratados na Lei de Financiamento de 1790 e na Lei de Residência, ambas sancionadas por Washington. O Congresso autorizou a assunção e o pagamento das dívidas do país, com recursos provenientes de direitos aduaneiros e impostos especiais de consumo.
Hamilton criou polêmica entre os membros do gabinete ao defender o estabelecimento do Primeiro Banco dos Estados Unidos. Madison e Jefferson objetaram, mas o banco foi facilmente aprovado no Congresso. Jefferson e Randolph insistiram que o novo banco estava além da autoridade concedida pela Constituição, como acreditava Hamilton. Washington ficou ao lado de Hamilton e sancionou o projeto em 25 de fevereiro, e a rixa tornou-se abertamente hostil entre Hamilton e Jefferson.
A primeira crise financeira do país ocorreu em março de 1792. Os federalistas de Hamilton utilizaram-se de grandes empréstimos para obter o controle de títulos de dívida dos EUA, causando uma corrida ao banco nacional; os mercados voltaram ao normal em meados de abril. Jefferson acreditava que Hamilton fazia parte do esquema, apesar dos esforços de Hamilton para amenizar a situação, e Washington novamente se viu no meio de uma rixa.

#### Rixa entre Jefferson e Hamilton
Jefferson e Hamilton adotaram princípios políticos diametralmente opostos. Hamilton acreditava em um governo nacional forte que exigia um banco nacional e empréstimos estrangeiros para funcionar, enquanto Jefferson acreditava que o governo deveria ser dirigido principalmente pelos estados e pelo setor agrícola; Jefferson também se ressentia da ideia de bancos e empréstimos estrangeiros. Para a consternação de Washington, os dois homens persistentemente entraram em disputas e lutas internas. Hamilton exigiu que Jefferson renunciasse se não pudesse apoiar Washington, e Jefferson disse a Washington que o sistema fiscal de Hamilton levaria à derrubada da República. Washington instou-os a estabelecer uma trégua pelo bem da nação, mas eles o ignoraram.
Washington desistiu sua decisão de se aposentar após seu primeiro mandato para minimizar os conflitos partidários, mas a rivalidade continuou após sua reeleição. As ações políticas de Jefferson, seu apoio ao National Gazette, e sua tentativa de minar Hamilton quase levou Washington a demiti-lo do gabinete; Jefferson finalmente renunciou ao cargo em dezembro de 1793, e Washington o abandonou a partir desta época.
A rivalidade levou ao estabelecimento dos partidos Federalista e Republicano bem definidos, e a filiação partidária tornou-se necessária para a eleição para o Congresso em 1794. Washington permaneceu indiferente aos ataques do Congresso a Hamilton, mas também não o protegeu publicamente. O escândalo sexual Hamilton-Reynolds deixou Hamilton em desgraça, mas Washington continuou a tê-lo em "alta estima" como a força dominante na definição da legislação e do governo federal.

#### Rebelião do Whiskey

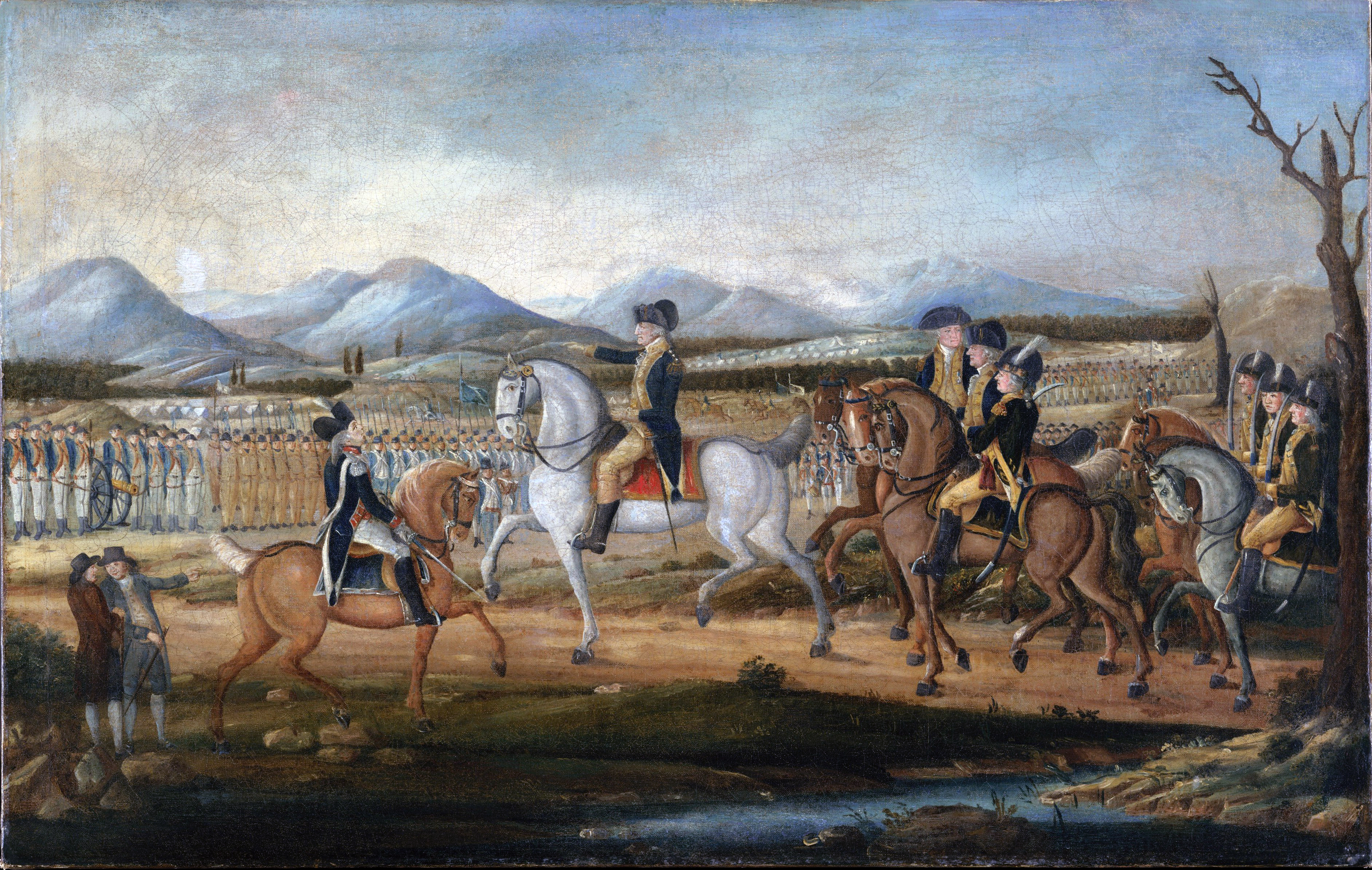
Washington revista os soldados antes de enviá-los para reprimir a Rebelião do Whiskey. Ele foi o único presidente no cargo a comandar tropas no campo de batalha

Em março de 1791, a pedido de Hamilton, com o apoio de Madison, o Congresso estabeleceu um imposto especial sobre bebidas destiladas para ajudar a reduzir a dívida nacional, que entrou em vigor em julho. Os produtores de grãos protestaram fortemente nos distritos fronteiriços da Pensilvânia; eles argumentaram que não estavam representados e estavam arcando com grande parte da dívida, comparando sua situação aos excessivos impostos britânicos antes da Guerra Revolucionária. Em 2 de agosto, Washington reuniu seu gabinete para discutir como lidar com a situação. Ao contrário de Washington, que tinha reservas sobre o uso da força, Hamilton esperou muito por tal situação e estava ansioso para suprimir a rebelião usando a autoridade e as forças federais. Não querendo, se possível, envolver o governo federal, Washington pediu às autoridades do estado da Pensilvânia que tomassem a iniciativa, mas eles se recusaram a tomar medidas militares. Em 7 de agosto, Washington emitiu sua primeira proclamação para convocar milícias estaduais. Depois de apelar pela paz, lembrou aos manifestantes que, ao contrário do domínio da coroa britânica, a lei federal foi promulgada por representantes eleitos pelo estado.
Ameaças e violência contra cobradores de impostos, no entanto, transformaram-se em um desafio contra a autoridade federal em 1794 e deram origem à Rebelião do Whisky. Washington emitiu uma proclamação final em 25 de setembro, ameaçando, sem sucesso, o uso da força militar. O exército federal não estava à altura da tarefa, e então Washington invocou a Lei de Milícias de 1792 para convocar milícias estaduais. Os governadores enviaram tropas, inicialmente comandadas por Washington, que transferiu o comando a Henry Lee III, para conduzi-los aos distritos rebeldes. Eles fizeram 150 prisioneiros e os rebeldes restantes se dispersaram sem mais combates. Dois dos prisioneiros foram condenados à morte, mas Washington exerceu sua autoridade constitucional pela primeira vez e os perdoou.
A ação enérgica de Washington demonstrou que o novo governo poderia proteger a si mesmo e a seus cobradores de impostos. Isso representou o primeiro uso da força militar federal contra os estados e cidadãos, e continua a ser a única vez que um presidente em exercício comandou tropas no campo de batalha. Washington justificou sua ação contra "certas sociedades autocriadas" que considerava serem "organizações subversivas" que ameaçavam a união nacional. O presidente não contestou o direito ao protesto, mas insistiu que sua dissidência não deveria violar a lei federal. O Congresso concordou e estendeu suas felicitações a Washington; apenas Madison e Jefferson expressaram indiferença.

### Relações externas

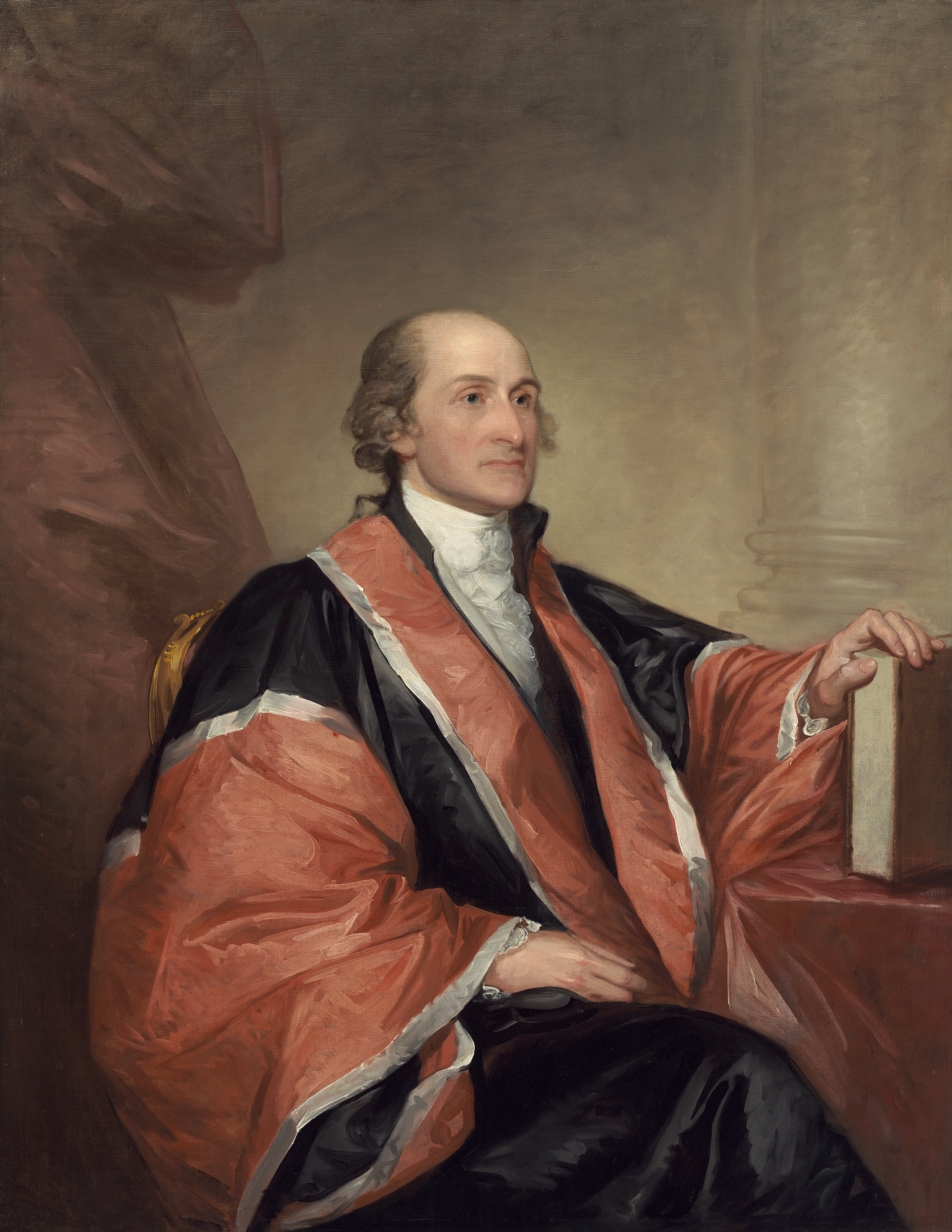
John Jay, negociador do Tratado de Jay

Em abril de 1792, as Guerras Revolucionárias Francesas começaram entre a Grã-Bretanha e a França, e Washington declarou a neutralidade dos EUA. O governo revolucionário francês enviou o diplomata Edmond-Charles Genêt para a América, e ele foi recebido com grande entusiasmo. Genêt criou uma rede de novas sociedades democrático-republicanas para promover os interesses da França, mas Washington as denunciou e exigiu que os franceses retirassem Genêt. A Assembleia Nacional da França concedeu a Washington a cidadania francesa honorária em 26 de agosto de 1792, durante os primeiros estágios da Revolução Francesa. Hamilton formulou o Tratado de Jay para normalizar as relações comerciais com a Grã-Bretanha e também para resolver dívidas financeiras remanescentes da Revolução. O chefe de Justiça, John Jay, atuou como negociador de Washington e assinou o tratado em 19 de novembro de 1794; os críticos jeffersonianos, no entanto, apoiaram a França. Washington discutiu os termos e apoiou o tratado pois evitou a guerra com a Grã-Bretanha, mas ficou desapontado porque suas disposições favoreciam a Grã-Bretanha. O presidente mobilizou a opinião pública e garantiu a ratificação no Senado, mas enfrentou críticas públicas frequentes.
Os britânicos concordaram em abandonar seus fortes ao redor dos Grandes Lagos e os Estados Unidos modificaram a fronteira com o Canadá. O governo liquidou várias dívidas pré-revolucionárias e os britânicos abriram as Índias Ocidentais Britânicas ao comércio americano. O tratado garantiu a paz com a Grã-Bretanha e uma década de comércio próspero. Jefferson afirmou que isso irritou a França e "a convidou para ao invés de evitar" a guerra. As relações com a França se deterioraram mais tarde, deixando o presidente John Adams com uma possível guerra. James Monroe era o embaixador americano da França, mas Washington o chamou de volta por sua oposição ao tratado. Os franceses se recusaram a aceitar seu substituto, Charles Cotesworth Pinckney, e o Diretório Francês declarou sua autoridade para apreender navios americanos dois dias antes do término do mandato de Washington.

### Assuntos indígenas
Ron Chernow descreveu Washington como sempre tentando ser imparcial ao lidar com os nativos americanos. Chernow afirmou que Washington esperava que aquele povo abandonasse sua vida de caça nómade e se adaptasse a comunidades agrícolas organizadas de acordo com as práticas dos colonos brancos. Também afirmou que o presidente nunca defendeu o confisco total de terras tribais ou a remoção forçada de tribos, e que repreendeu os colonos americanos que abusaram dos nativos, admitindo que não tinha esperança de relações pacíficas com os nativos enquanto "os colonos da fronteira nutrissem a opinião de que não há o mesmo crime (ou mesmo nenhum crime) ao matar um nativo como ao matar um homem branco".
Em contraste, Colin G. Calloway escreveu que "Washington teve uma obsessão vitalícia em obter terras indígenas, para si ou para sua nação, e iniciou políticas e campanhas que tiveram efeitos devastadores no território indígena". "O crescimento da nação", declarou Galloway, "exigiu a expropriação do povo indígena. Washington esperava que o processo pudesse ocorrer sem derramamento de sangue e que o povo indígena entregasse suas terras por um preço 'justo' e se mudasse. Mas se os índios se recusassem e resistissem, como costumavam fazer, Washington sentia que não tinha escolha a não ser "extirpá-los" e que as expedições que enviou para destruir cidades indígenas eram, portanto, inteiramente justificadas".

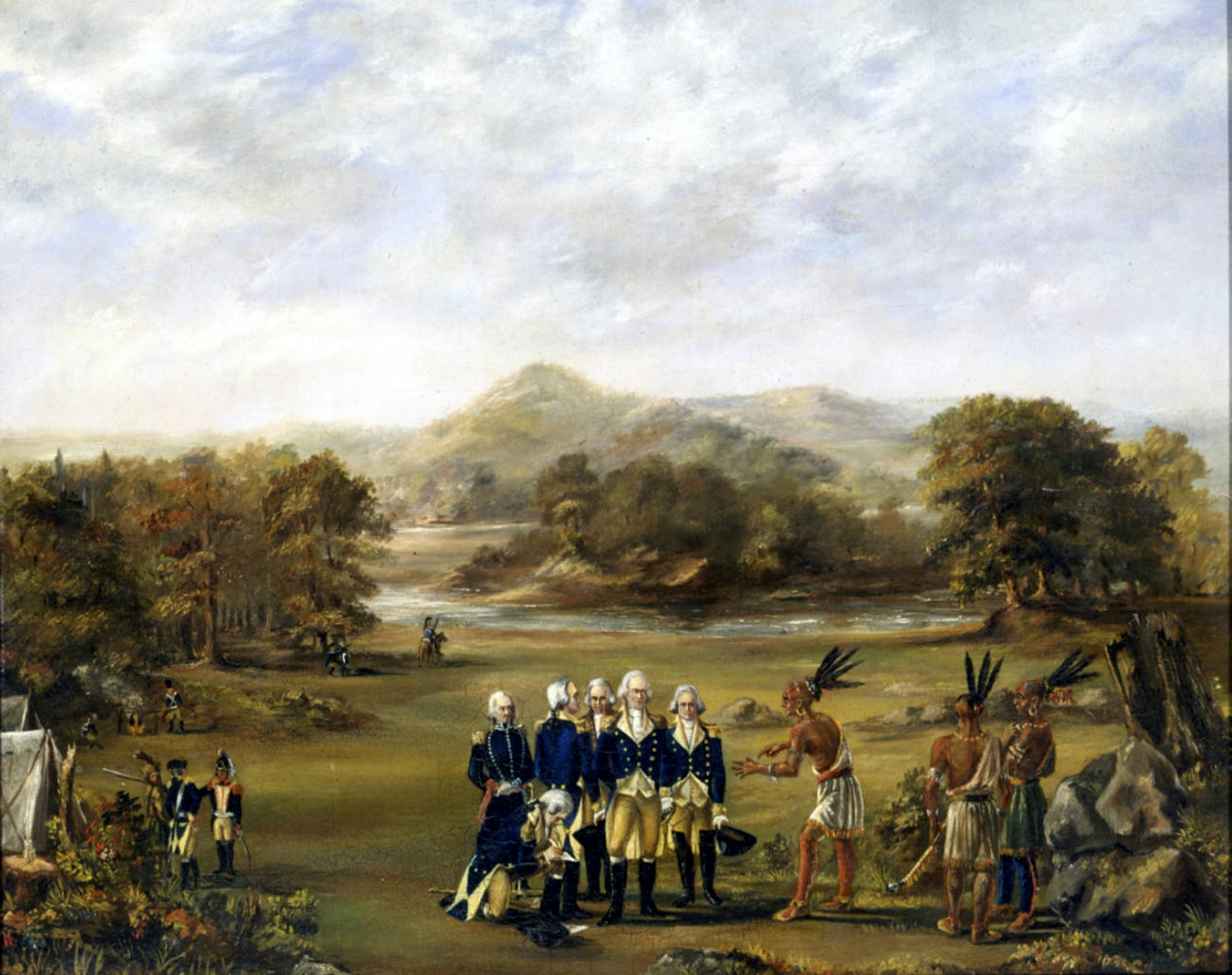
Representação do Tratado de Greenville, que pôs fim à Guerra Indígena do Noroeste

Durante o outono de 1789, Washington teve que lidar com a recusa britânica de evacuar seus fortes na fronteira noroeste e seus esforços conjuntos para incitar tribos indígenas hostis a atacar os colonos americanos. As tribos do noroeste lideradas pelo chefe de Miami, Little Turtle, aliaram-se ao exército britânico para resistir à expansão americana e mataram 1.500 colonos entre 1783 e 1790.
Washington decidiu que "o Governo dos Estados Unidos está determinado a que sua Administração de Assuntos Indígenas seja dirigida inteiramente pelos grandes princípios de Justiça e humanidade", contanto que seus interesses fundiários fossem negociados por tratados. O governo considerava as tribos poderosas como nações estrangeiras, e Washington chegou a fumar um cachimbo da paz e beber vinho com eles na residência presidencial da Filadélfia. Também fez inúmeras tentativas de conciliá-los; o presidente equiparou matar povos indígenas a matar brancos e procurou integrá-los à cultura europeu-americana. O secretário da Guerra, Henry Knox, ainda tentou incentivar a agricultura entre as tribos.
No sudoeste, as negociações fracassaram entre os comissários federais e as tribos indígenas em busca de retaliação. Washington convidou o chefe do povo Creek, Alexander McGillivray, e 24 chefes importantes a Nova Iorque para negociar um tratado e os tratou como dignitários estrangeiros. Knox e McGillivray concluíram o Tratado de Nova York em 7 de agosto de 1790 no Federal Hall, que forneceu às tribos suprimentos agrícolas e, para McGillivray, o posto de general de brigada do Exército e um salário de mil e quinhentos dólares.
Em 1790, Washington enviou o general de brigada Josiah Harmar para pacificar as tribos do noroeste, mas Little Turtle o derrotou duas vezes e o forçou a se retirar. A Confederação Ocidental de tribos usou táticas de guerrilha e foi uma força eficaz contra o Exército Americano, escassamente gerido. Washington enviou o major-general Arthur St. Clair de Forte Washington em uma expedição para restaurar a paz no território em 1791. Em 4 de novembro, as forças de St. Clair foram emboscadas e fortemente derrotadas pelas forças tribais, registrando poucos sobreviventes, apesar do alerta de Washington sobre ataques surpresas. Washington ficou indignado com o que considerou ser uma excessiva brutalidade indígena e execução de prisioneiros, incluindo mulheres e crianças.
St. Clair renunciou à sua comissão e Washington substituiu-o pelo general Anthony Wayne, herói da Guerra Revolucionária. De 1792 a 1793, Wayne instruiu suas tropas sobre as táticas de guerra dos nativos americanos e incutiu a disciplina que faltava na gestão de St. Clair. Em agosto de 1794, Washington enviou Wayne para o território tribal com autoridade para expulsá-los, queimando suas aldeias e plantações no Vale Maumee. Em 24 de agosto, o exército americano sob a liderança de Wayne derrotou a confederação ocidental na Batalha de Fallen Timbers, e o Tratado de Greenville em agosto de 1795 abriu dois terços do Vale de Ohio para colonização americana.

### Segundo mandato
Originalmente, Washington planejava se aposentar após seu primeiro mandato, enquanto muitos norte-americanos não conseguiam imaginar ninguém tomando seu lugar. Depois de quase quatro anos como presidente e lidando com as lutas internas em seu próprio gabinete e com críticos partidários, mostrou pouco entusiasmo em concorrer a um segundo mandato, enquanto Martha também queria que o marido não concorresse. James Madison instou-o a não se aposentar, arguindo que sua ausência apenas permitiria que a perigosa divisão política em seu gabinete e na Câmara piorasse. Jefferson também implorou ao presidente que não se aposentasse e concordou em abandonar seus ataques a Hamilton, ou ele também se aposentaria se Washington o fizesse. Hamilton afirmou que a ausência de Washington seria "lamentada como o maior mal" para o país naquele momento. O sobrinho próximo de Washington, George Augustine Washington, o gestor de Mount Vernon, estava gravemente doente e teve que ser substituído, aumentando ainda mais o desejo do presidente de se aposentar e voltar para Mount Vernon.

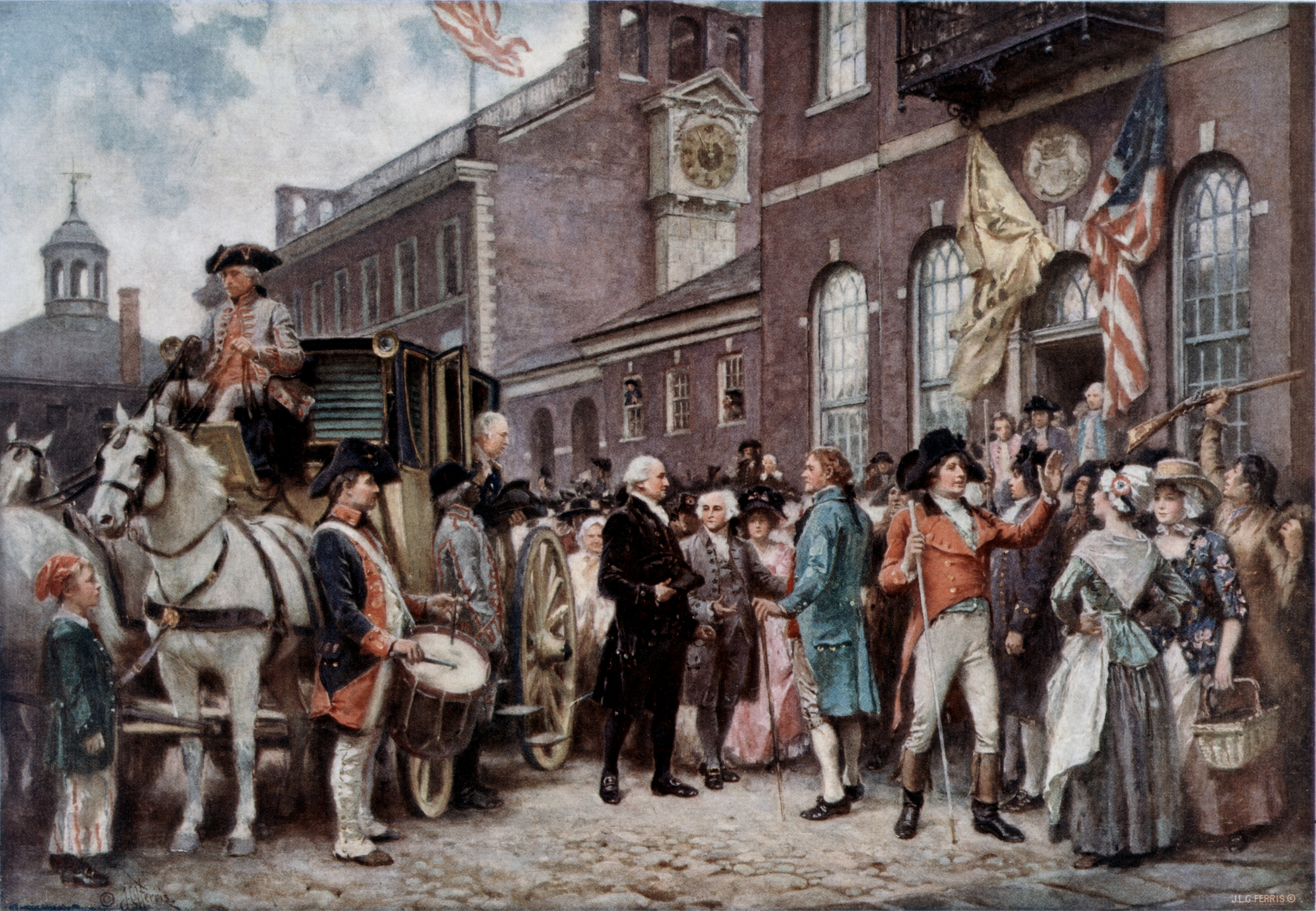
Posse de Washington para seu segundo mandato, em 1793

Quando a eleição de 1792 se aproximou, Washington não anunciou publicamente sua nova candidatura à presidência, mas silenciosamente consentiu em concorrer, de modo a evitar uma nova cisão político-pessoal em seu gabinete. O Colégio Eleitoral o elegeu por unanimidade como presidente em 13 de fevereiro de 1793, e John Adams como vice-presidente por uma votação de 77 a 50. Washington chegou sozinho à sua posse em sua carruagem. Empossado pelo juiz associado William Cushing em 4 de março de 1793 na câmara do Senado no Congress Hall, na Filadélfia, fez um breve discurso e, em seguida, retirou-se imediatamente para a residência presidencial na cidade, cansado do cargo e com problemas de saúde.
Em 22 de abril de 1793, durante a Revolução Francesa, Washington emitiu sua famosa Proclamação de Neutralidade e decidiu prosseguir com "uma conduta amigável e imparcial para com as potências beligerantes", enquanto alertava os norte-americanos para não intervirem no conflito internacional. Embora Washington reconhecesse o governo revolucionário da França, acabaria pedindo que o embaixador francês para os EUA, Edmond-Charles Genêt, fosse chamado de volta. Genêt era um encrenqueiro diplomático que era abertamente hostil à política de neutralidade do presidente. O embaixador adquiriu quatro navios americanos como corsários para atacar as forças espanholas (aliados britânicos) na Flórida, enquanto organizava milícias para atacar outras possessões britânicas. Seus esforços, entretanto, não conseguiram atrair os Estados Unidos para as campanhas internacionais durante o governo Washington. Em 31 de julho de 1793, Jefferson apresentou sua renúncia. No ano seguinte, sancionou a Lei Naval e encomendou as primeiras seis fragatas do governo federal para combater os piratas berberes.
Em janeiro de 1795, Hamilton, que desejava mais renda para sua família, renunciou ao cargo e Washington o substituiu por Oliver Wolcott Jr.. Washington e Hamilton permaneceram amigos. No entanto, o relacionamento de Washington com seu secretário de Guerra, Henry Knox, se deteriorou. Knox renunciou ao cargo com o boato de que lucrou com os contratos de construção das fragatas dos EUA.
Nos últimos meses de sua presidência, Washington foi atacado por seus adversários políticos e uma imprensa partidária que o acusou de ser ambicioso e ganancioso, enquanto argumentava que não havia recebido salário durante a guerra e arriscou a vida em combate. O presidente considerava a imprensa uma força "diabólica" de falsidades que causava desunião, sentimentos que expressou em seu discurso de despedida. No final de seu segundo mandato, se aposentou por motivos pessoais e políticos, consternado com ataques pessoais, e para garantir que uma eleição presidencial verdadeiramente contestada pudesse ser realizada. Por outro lado, não se sentia obrigado a seguir um limite de dois mandatos, mas sua aposentadoria abriu um precedente significativo. Washington costuma ser considerado o responsável por estabelecer o princípio de uma presidência de dois mandatos, mas foi Thomas Jefferson quem primeiro se recusou a concorrer a um terceiro mandato por motivos políticos.

### Discurso de despedida

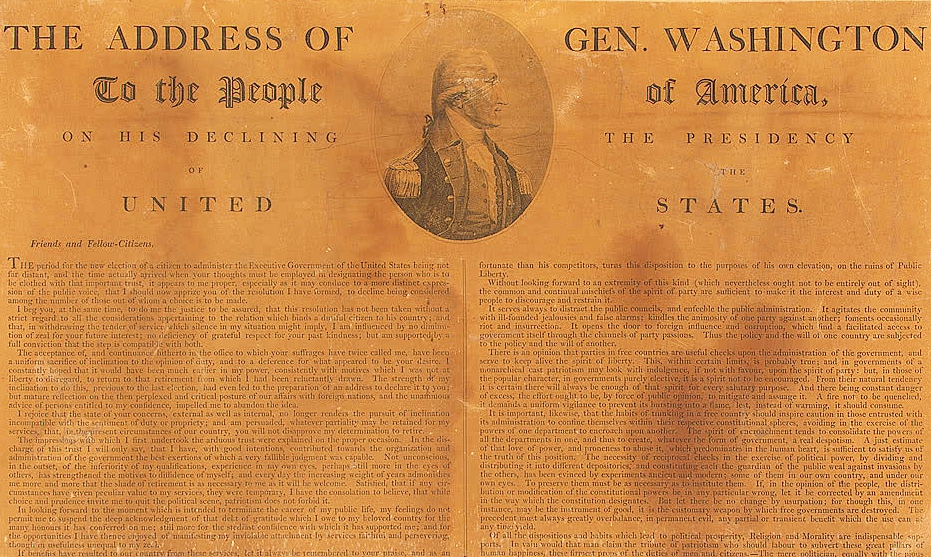
O discurso de despedida de Washington

Em 1796, Washington se recusou a concorrer a um terceiro mandato, acreditando que sua morte no cargo criaria a imagem de que se tratava de uma nomeação vitalícia. O precedente de um limite de dois mandatos foi criado com sua aposentadoria do cargo. Em maio de 1792, antecipando sua aposentadoria, Washington instruiu James Madison a preparar um "discurso de despedida". Em maio de 1796, Washington enviou o manuscrito a seu secretário do Tesouro, Alexander Hamilton, que fez uma extensa reescrita, enquanto o presidente fornecia as edições finais. Em 19 de setembro de 1796, David Claypoole, do jornal Pennsylvania Packet, publicou a versão final do discurso.
Washington enfatizou que a identidade nacional era fundamental, enquanto uma América unida salvaguardaria a liberdade e a prosperidade. O presidente alertou a nação sobre três perigos eminentes: regionalismo, partidarismo e confusões no exterior, e disse que o "nome de AMERICANO, que pertence a você, em sua capacidade nacional, deve sempre exaltar o justo orgulho do patriotismo, mais do que qualquer denominação derivada de discriminações locais". Washington pediu aos homens que fossem além do partidarismo pelo bem comum, enfatizando que os Estados Unidos devem se concentrar nos seus próprios interesses. Alertou contra as alianças estrangeiras e sua influência nos assuntos internos e contra o partidarismo feroz e os perigos dos partidos políticos. Aconselhou a amizade e o comércio com todas as nações, mas desaconselhou o envolvimento em guerras europeias. Ressaltou ainda a importância da religião, afirmando que "a religião e a moralidade são suportes indispensáveis" em uma república. O discurso de Washington favoreceu a ideologia federalista e as políticas econômicas de Hamilton.
Washington encerrou o discurso refletindo sobre seu legado:
Embora, ao revisar os incidentes de minha administração, não tenha consciência de erro intencional, sou muito sensível a meus defeitos para não pensar que seja provável que eu tenha cometido muitos erros. Quaisquer que sejam, imploro fervorosamente ao Todo-Poderoso para evitar ou mitigar os males a que podem tender. Também carregarei comigo a esperança de que meu país nunca deixará de vê-los com indulgência, e que, depois de quarenta e cinco anos de minha vida dedicada ao seu serviço com zelo correto, as falhas das habilidades incompetentes serão relegadas ao esquecimento, assim como eu em breve serei às moradas do descanso.
Após a publicação inicial, muitos republicanos, incluindo Madison, criticaram o discurso e acreditaram que era um documento que fazia parte da campanha antifrancesa. Madison acreditava que Washington era fortemente pró-britânico. Madison também suspeitou quem era o autor do texto.
Em 1839, Jared Sparks, biógrafo de Washington, sustentou que o "... Discurso de despedida de Washington foi impresso e publicado com as leis, por ordem das legislaturas, como uma prova do valor que atribuíam aos seus preceitos políticos, e de seu afeto por seu autor". Em 1972, James Flexner, estudioso de Washington, referiu-se ao Discurso de Despedida como tendo recebido tanta aclamação quanto a Declaração de Independência de Thomas Jefferson e o Discurso de Gettysburg de Abraham Lincoln. Em 2010, o historiador Ron Chernow relatou que o discurso de despedida provou ser uma das declarações mais influentes sobre o republicanismo.

## Aposentadoria; 1797–1799
Washington se aposentou e foi para Mount Vernon em março de 1797, dedicando tempo a suas plantações e outros interesses comerciais, incluindo sua destilaria. Suas atividades de plantação eram minimamente lucrativas, e suas terras no oeste (Piemonte) estavam sob ataques dos índios e rendiam pouco, com os invasores se recusando a pagar aluguel. Até tentou vendê-los, mas não obteve sucesso. Ao mesmo tempo, se tornou um federalista ainda mais comprometido. Apoiou vocalmente as Leis de Alienação e Sedição e convenceu o federalista John Marshall a concorrer ao Congresso para enfraquecer o controle jeffersoniano na Virgínia.
Washington ficou inquieto na aposentadoria, motivado pelas tensões com a França, e escreveu ao secretário da Guerra, James McHenry, oferecendo-se para organizar o exército do presidente Adams. Em uma continuação das Guerras Revolucionárias Francesas, os corsários franceses começaram a apreender navios americanos em 1798, e as relações se deterioraram com a França, levando à "Quase-guerra". Sem consultar Washington, Adams nomeou-o para uma comissão de tenente-general em 4 de julho de 1798 e para o cargo de comandante em chefe dos exércitos. Washington optou por aceitar, substituindo James Wilkinson, e serviu como comandante-geral de 13 de julho de 1798 até sua morte, dezessete meses depois. O ex-presidente participou do planejamento de um exército provisório, mas evitou envolver-se nos detalhes. Ao aconselhar McHenry sobre possíveis oficiais do exército, pareceu romper completamente com os Democratas-Republicanos de Jefferson. Washington delegou a liderança ativa do exército a Hamilton, um major-general. Nenhum exército invadiu os Estados Unidos durante esse período, e Washington não assumiu o comando do campo.
Washington era considerado rico por conta da famosa "fachada glorificada de riqueza e grandeza" em Mount Vernon, mas quase toda a sua riqueza estava na forma de terras e escravos, em vez de dinheiro disponível. Para complementar sua renda, ergueu uma destilaria para uma produção substancial de uísque. Os historiadores estimam que a propriedade valia cerca de um milhão de dólares em dólares de 1799, equivalente a 15,065 milhões de dólares em 2019. Washington comprou lotes de terra para estimular o desenvolvimento ao redor da nova capital federal, que foi nomeada em sua homenagem, e vendeu lotes individuais para investidores com renda média em vez de vários lotes para grandes investidores, acreditando que eles provavelmente se comprometeriam a fazer melhorias.

### Últimos dias e morte

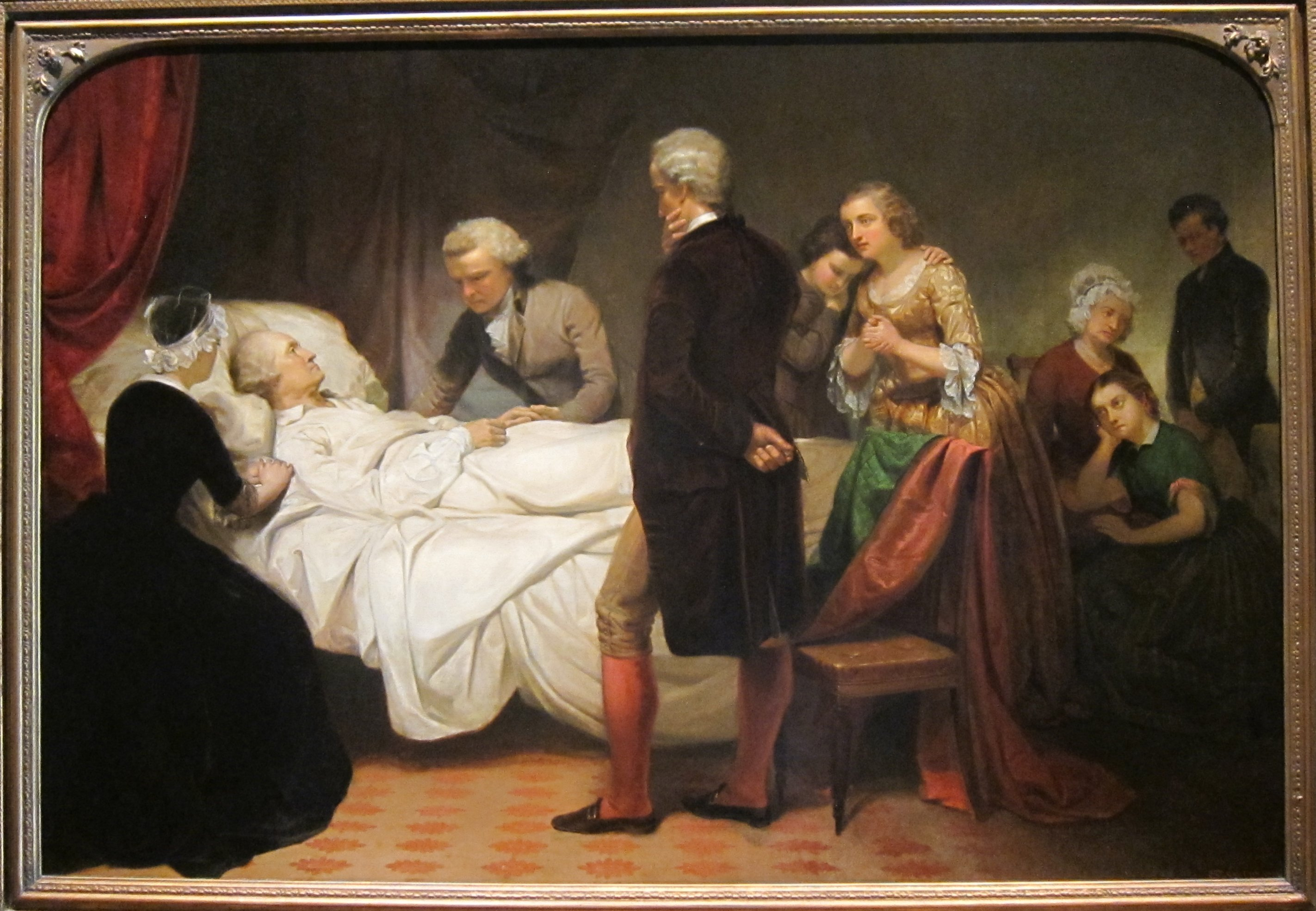
Washington em seu leito de morte, por Junius Brutus Stearns (1799)

Em 12 de dezembro de 1799, Washington inspecionou suas fazendas a cavalo na neve e granizo. Voltou tarde para o jantar, mas se recusou a tirar a roupa molhada, não querendo deixar seus convidados esperando. No dia seguinte, teve uma dor de garganta, mas novamente saiu em um tempo gelado e nevado para marcar as árvores para a poda. Naquela noite, reclamou de congestão no peito, mas ainda estava animado. No sábado, tropeçou e caiu no banheiro, chocando sua traqueia com a borda da privada, ficando assim com dificuldade para respirar, ordenando ao supervisor da propriedade, George Rawlins, que removesse quase meio litro de seu sangue (sangria), sendo que o derramamento de sangue era uma prática comum na época. Sua família convocou os médicos James Craik, Gustavus Richard Brown e Elisha C. Dick. (Dr. William Thornton chegou algumas horas depois da morte de Washington).
O Dr. Brown achou que Washington tinha abcesso peritonsilar; o Dr. Dick achou que a condição era uma mais séria "inflamação violenta da garganta". Eles continuaram o processo de sangria até aproximadamente cinco copos e a condição de Washington piorou ainda mais. O Dr. Dick propôs uma traqueotomia, mas os outros não estavam familiarizados com o procedimento e, portanto, desaprovaram. Washington instruiu Brown e Dick a saírem da sala, enquanto assegurava a Craik: "Doutor, eu demoro a morrer, mas não tenho medo de ir".
A morte de Washington veio mais rápido do que o esperado. Em seu leito de morte, instruiu seu secretário particular Tobias Lear a esperar três dias antes de seu enterro, com medo de ser enterrado vivo. De acordo com Lear, o ex-presidente morreu em paz entre às 22h e 23h de 14 de dezembro de 1799, com Martha sentada aos pés de sua cama. Suas últimas palavras foram "Tudo bem", de sua conversa com Lear sobre seu enterro. Tinha 67 anos de idade.
O Congresso foi imediatamente suspenso naquele dia após a notícia da morte de Washington, e a cadeira do speaker foi envolta em preto na manhã seguinte. O funeral foi realizado quatro dias após sua morte, em 18 de dezembro de 1799, em Mount Vernon, onde seu corpo foi enterrado. A cavalaria e soldados de infantaria lideraram a procissão, e seis coronéis carregaram o caixão. O funeral de Mount Vernon foi restrito principalmente à família e amigos. O reverendo Thomas Davis leu um breve discurso durante a cerimônia fúnebre, seguido por uma cerimônia realizada por vários membros da loja maçônica de Washington em Alexandria, Virgínia. O Congresso escolheu Henry Lee III para fazer o eulogio. A notícia de sua morte viajou lentamente; os sinos das igrejas tocaram nas cidades e muitos estabelecimentos comerciais fecharam. Pessoas em todo o mundo admiravam Washington e ficaram tristes com sua morte, e procissões memoriais foram realizadas nas principais cidades dos Estados Unidos. Martha usou uma capa preta de luto por um ano e queimou a correspondência deles para proteger sua privacidade. Sabe-se que apenas cinco cartas do casal sobreviveram: duas de Martha para George e três dele para ela.
O diagnóstico da doença de Washington e a causa imediata de sua morte têm sido temas de debate desde o dia em que o ex-presidente morreu. O relato publicado por Craik e Brown afirmaram que seus sintomas eram consistentes com cynanche traqueal (inflamação da traqueia), termo daquele período usado para descrever inflamação grave da traqueia superior. As acusações têm persistido desde a morte de Washington sobre negligência médica, com alguns acreditando que ele havia sangrado até a morte. Vários autores médicos modernos especularam que Washington morreu vitimado por um caso grave de epiglotite complicada pelos tratamentos administrados, mais notavelmente a perda maciça de sangue que quase certamente causou choque hipovolêmico.

## Enterro e patrimônio

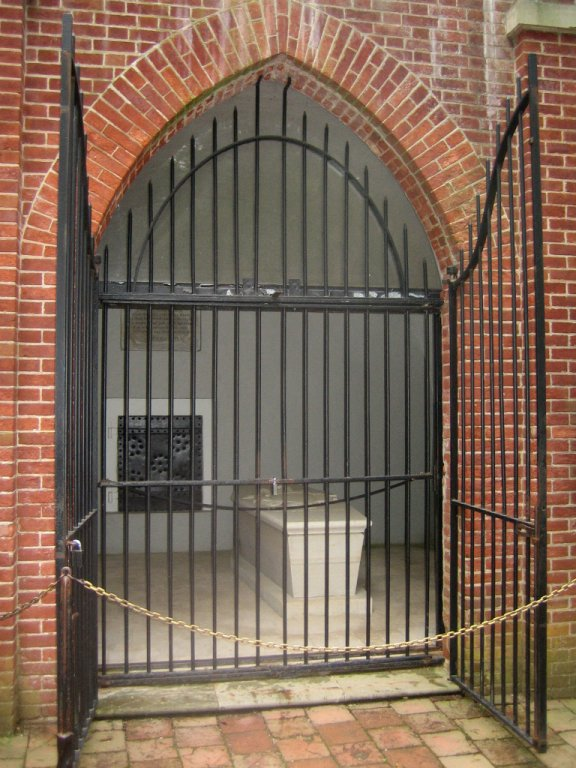
Os sarcófagos de George (à direita) e Martha Washington

Washington foi enterrado no antigo jazigo da família Washington em Mount Vernon, situado em uma encosta gramada coberta de salgueiros, zimbro, cipreste e castanheiros. Continha os restos mortais de seu irmão Lawrence e outros membros da família, mas o decrépito jazigo de tijolos precisava de reparos, o que levou Washington a deixar instruções em seu testamento para a construção de um novo jazigo. O espólio de Washington no momento de sua morte valia cerca de 780 mil dólares em 1799, o equivalente a aproximadamente 14,3 milhões de dólares em 2010. O patrimônio líquido máximo de Washington foi de 587,0 milhões de dólares, incluindo seus trezentos escravos.
Em 1830, um ex-funcionário descontente da propriedade tentou roubar o que pensava ser o crânio de Washington, o que levou à construção de um jazigo mais seguro. No ano seguinte, o novo jazigo foi construído em Mount Vernon para receber os restos mortais de George, Martha e outros parentes. Em 1832, uma comissão conjunta do Congresso debateu a mudança de seus restos mortais de Mount Vernon para uma cripta no Capitólio. A cripta foi construída pelo arquiteto Charles Bulfinch na década de 1820 durante a reconstrução da capital incendiada, após o incêndio de Washington pelos britânicos durante a Guerra de 1812. A oposição do sul era intensa, antagonizada por uma divisão cada vez maior entre o norte e o sul; muitos estavam preocupados que os restos mortais de Washington pudessem acabar em "uma costa estrangeira ao seu solo natal" se o país se dividisse e os restos mortais de Washington ficassem em Mount Vernon.
Em 7 de outubro de 1837, os restos mortais de Washington foram colocados, ainda no caixão de chumbo original, dentro de um sarcófago de mármore projetado por William Strickland e construído por John Struthers no início daquele ano. O sarcófago foi selado e embalado com tábuas, e uma abóbada externa foi construída em torno dele. A abóbada externa possui os sarcófagos de George e Martha Washington; o cofre interno contém os restos mortais de outros membros da família e parentes de Washington.

## Vida pessoal

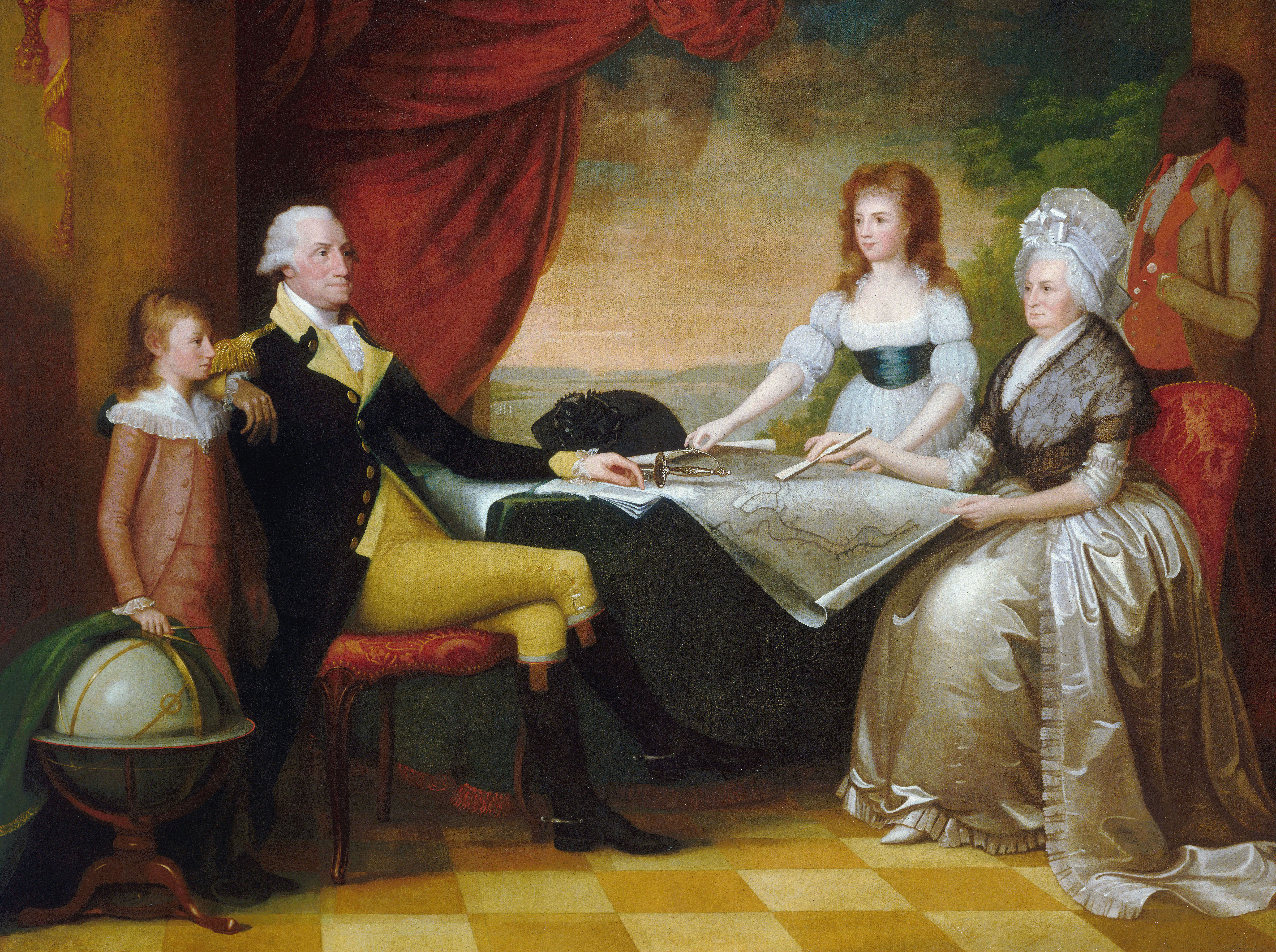
A família Washington, por Edward Savage, retrata George e Martha Washington com os netos de Martha

Washington tinha uma personalidade um tanto reservada, mas geralmente tinha uma forte presença entre outras pessoas. Fazia discursos e anúncios quando necessário, mas não era um orador ou debatedor notável. Era mais alto do que a maioria de seus contemporâneos; relatos de sua altura variam de 1,83 m a 1,92 m, pesava entre 95 a 100 kg quando adulto, e era conhecido por sua grande força. Tinha olhos azul-acinzentados e cabelo castanho-avermelhado, que usava empoado conforme a moda da época.
Washington sofria com frequência de cárie dentária severa e acabou perdendo todos os seus dentes, exceto um. Mandou fazer vários conjuntos de dentadura postiça, que usou durante sua presidência—nenhuma delas de madeira, contrariando a tradição. Esses problemas dentários o deixavam com dores constantes, para as quais tomava láudano. Como uma figura pública, contava com a estrita confiança de seu dentista.
Washington foi um equestre talentoso desde cedo. Colecionava puros-sangues em Mount Vernon, e seus dois cavalos favoritos se chamavam Blueskin e Nelson. Thomas Jefferson, um político também da Virgínia, disse que Washington era "o melhor cavaleiro de sua época e a figura mais graciosa que poderia ser vista a cavalo"; também caçava raposas, veados, patos e outros animais. Era ainda um excelente dançarino e ia ao teatro com frequência. Bebia com moderação, mas era moralmente contra o consumo excessivo de álcool, fumo, jogos de azar e profanação.

### Religião e Maçonaria
Washington descendia do pastor anglicano Lawrence Washington (seu trisavô), cujos problemas com a Igreja Anglicana podem ter levado seus herdeiros a emigrar para a América. Washington foi batizado quando criança em abril de 1732 e se tornou um membro devoto da Igreja da Inglaterra (a Igreja Anglicana). Serviu por mais de vinte anos como fabriqueiro (vestryman) e chefe da igreja (churchwarden) nas paróquias de Fairfax e Truro, na Virgínia. Orava e lia a Bíblia diariamente em privado e encorajava publicamente as pessoas e a nação a orar.  Pode ter recebido a comunhão regularmente antes da Guerra Revolucionária, mas não o fez após a guerra, razão pela qual foi advertido pelo pastor James Abercrombie.

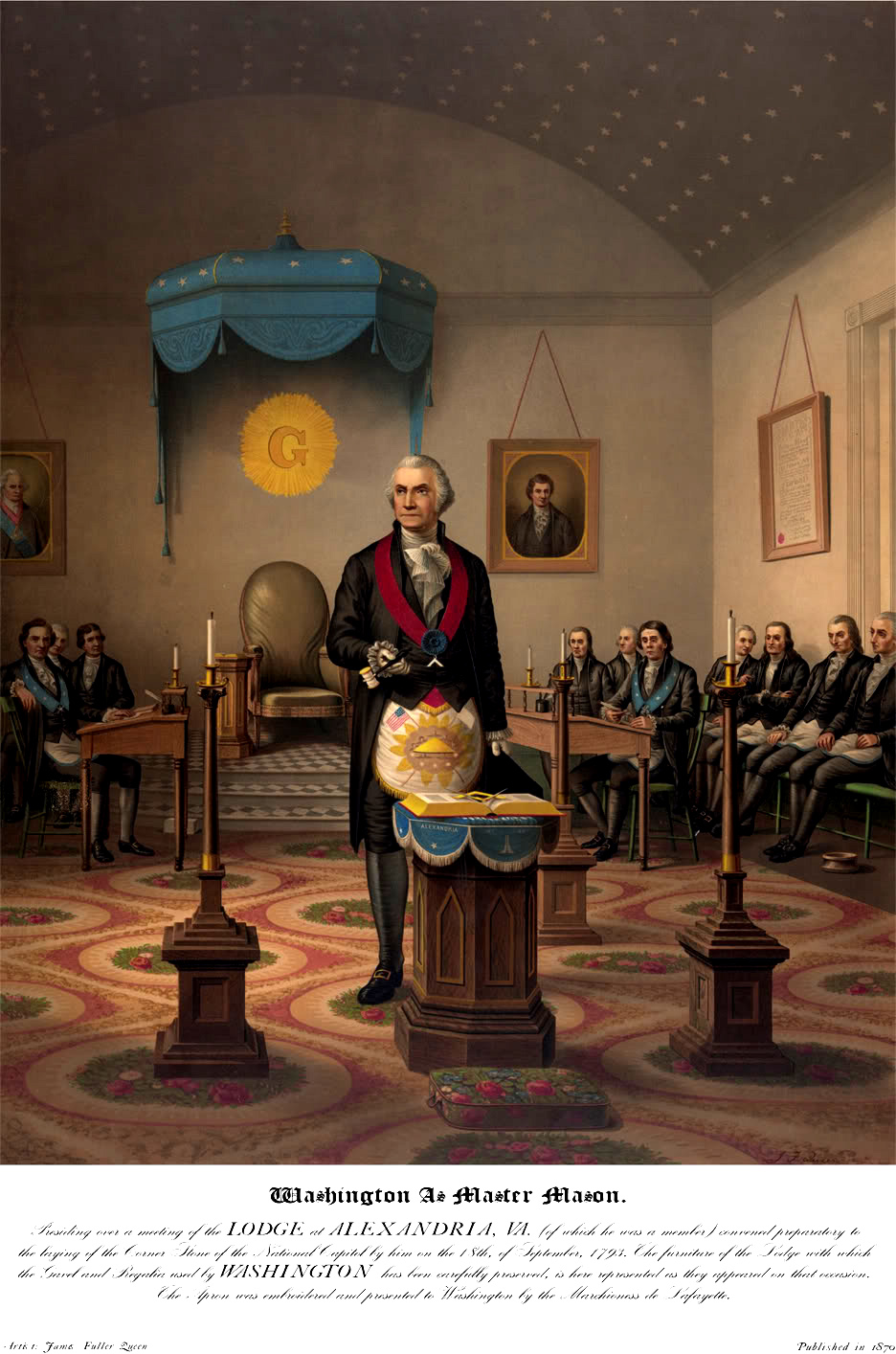
Washington como Mestre de sua loja maçônica, em 1793

Washington acreditava em um Deus criador "sábio, inescrutável e irresistível" que era ativo no Universo, contrário ao pensamento deísta. Se referiu a Deus pelos termos do Iluminismo: Providência, o Criador ou o Todo-Poderoso, e também como o Autor Divino ou o Ser Supremo. Acreditava em um poder divino que vigiava os campos de batalha, estava envolvido no resultado da guerra, protegia sua vida e estava envolvido na política americana—e especificamente na criação dos Estados Unidos. O historiador moderno Ron Chernow postulou que Washington evitou o cristianismo evangelístico ou o discurso do fogo e enxofre junto com a comunhão e qualquer coisa inclinada a "exibir sua religiosidade". Chernow também disse que Washington "nunca usou sua religião como um artifício para fins partidários ou em compromissos oficiais". Nenhuma menção a Jesus Cristo aparece em sua correspondência privada, e tais referências são raras em seus escritos públicos. Frequentemente citava a Bíblia ou a parafraseava, e muitas vezes se referia ao Livro de Oração Comum, da Igreja Anglicana. Há um debate sobre se Washington é melhor classificado como um cristão ou um racionalista teísta—ou ambos.
Washington enfatizou a tolerância religiosa em uma nação com várias denominações e religiões. Compareceu publicamente a cerimônias de diferentes religiões e denominações cristãs e proibiu celebrações anticatólicas no Exército. Em Mount Vernon, contratou trabalhadores sem levar em conta a crença ou filiação religiosa. Como presidente, reconheceu as principais seitas religiosas e fez discursos sobre a tolerância religiosa. Estava claramente enraizado nas ideias, valores e modos de pensar do Iluminismo, mas não nutria nenhum desprezo pelo Cristianismo organizado e seu clero, "não sendo eu mesmo fanático por nenhum modo de culto". Em 1793, falando aos membros da Nova Igreja em Baltimore, Washington, proclamou: "Temos motivos de sobra para nos alegrarmos que nesta Terra a luz da verdade e da razão triunfou sobre o poder do fanatismo e da superstição".
A Maçonaria era uma instituição amplamente aceita no final do século XVIII, conhecida por defender os ensinamentos morais. Washington ficou atraído pela dedicação dos maçons aos princípios iluministas de racionalidade, razão e fraternidade. As lojas maçônicas americanas não compartilhavam da perspectiva anticlerical das controversas lojas europeias. Uma loja maçônica foi estabelecida em Fredericksburg em setembro de 1752, e Washington foi iniciado dois meses depois, aos vinte anos, como um de seus primeiros Aprendizes. Em um ano, progrediu na hierarquia e se tornou um Mestre Maçom. Washington tinha grande consideração pela Ordem Maçônica, mas sua presença pessoal na loja era esporádica. Em 1777, uma convenção de lojas da Virgínia pediu-lhe para ser o Grão-Mestre da recém-criada Grande Loja da Virgínia, mas recusou devido a seus compromissos como líder do Exército Continental. Depois de 1782, se correspondia frequentemente com lojas e membros maçônicos, e foi listado como Mestre em uma loja maçônica de Alexandria, Virgínia em 1788.

## Escravidão

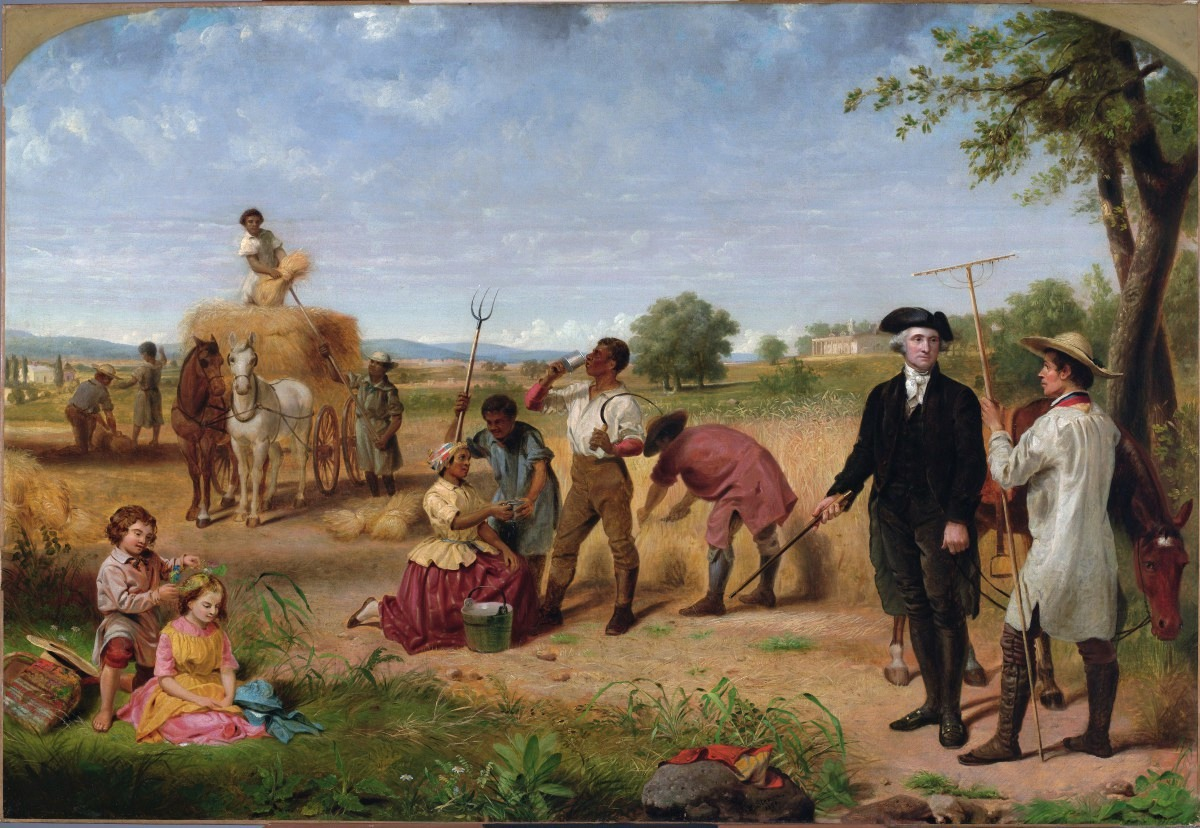
Washington como fazendeiro em Mount Vernon, por Junius Brutus Stearns (1851)

Durante a vida de Washington, a escravidão estava profundamente enraizada no tecido econômico e social da Virgínia. Washington possuiu escravos afro-americanos durante toda a sua vida adulta. Washington os adquiriu por herança, ganhou o controle de 84 escravos em forma de dote por seu casamento com Martha e comprou pelo menos 71 escravos entre 1752 e 1773. Suas primeiras visões sobre a escravidão não eram diferentes de qualquer fazendeiro da Virgínia da época. Não demonstrou escrúpulos morais sobre a instituição e se referiu a seus escravos como "uma espécie de propriedade". A partir da década de 1760 suas posições evoluíram lentamente. As primeiras dúvidas foram levantadas por sua transição da safra de fumo para grãos, o que o deixou com um caro excedente de escravos, levando-o a questionar a eficiência econômica do sistema. Sua crescente desilusão com a escravidão foi estimulada pelos princípios da Revolução Americana e de amigos revolucionários como Lafayette e Hamilton. A maioria dos historiadores concorda que a Revolução foi fundamental para a evolução das atitudes de Washington em relação à escravidão; "Após 1783", escreveu Kenneth Morgan, "...[Washington] começou a expressar tensões internas sobre o problema da escravidão com mais frequência, embora sempre em particular".
Os muitos relatos contemporâneos sobre o tratamento dos escravos em Mount Vernon são variados e conflitantes. Em 2000, o historiador Kenneth Morgan afirmou que Washington era econômico ao gastar com vestuário e roupas de cama para seus escravos, que apenas lhes fornecia comida suficiente e que mantinha controle rígido sobre seus escravos, instruindo seus supervisores a mantê-los trabalhando duro desde o amanhecer ao anoitecer durante todo o ano. Em 2001, entretanto, a historiadora Dorothy Twohig escreveu: "Alimentos, roupas e moradia parecem ter sido pelo menos adequados". Washington enfrentou dívidas crescentes relacionadas com os custos de sustentar escravos. Ademais, tinha um "senso arraigado de superioridade racial" sobre os afro-americanos, mas não nutria ressentimentos por eles.
Algumas famílias de escravos trabalhavam em diferentes locais da plantação, mas tinham permissão para visitar umas às outras nos dias de folga. Os escravos de Washington recebiam duas horas de folga para refeições durante a jornada de trabalho e folga aos domingos e feriados religiosos. Em maio de 1796, a escrava pessoal e favorita de Martha, Ona Judge, escapou para Portsmouth. A mando de Martha, Washington tentou capturar Ona, usando um agente do Tesouro, mas a empreitada fracassou. Em fevereiro de 1797, o escravo pessoal de Washington, Hercules Posey, escapou para a Filadélfia e nunca foi encontrado.
Alguns relatos indicaram que Washington se opôs ao açoitamento, mas às vezes sancionou seu uso, geralmente como último recurso, tanto em escravos homens quanto mulheres. Washington usou recompensa e punição para encorajar a disciplina e a produtividade de seus escravos. Tentou apelar para o senso de orgulho individual, deu cobertores e roupas melhores para os "mais merecedores" e motivou seus escravos com recompensas em dinheiro. Acreditava que "vigilância e admoestação" costumavam ser melhores dissuasores contra as transgressões, mas puniria aqueles que "não cumprirem seu dever por meios justos". A punição variava em severidade, desde o rebaixamento ao trabalho de campo, passando por chicotadas e surras, até a separação permanente de amigos e familiares através da venda. O historiador Ron Chernow afirmou que os capatazes eram obrigados a alertar os escravos antes de recorrer ao chicote e exigiam a permissão por escrito de Washington antes de chicotear, embora suas ausências prolongadas nem sempre permitissem isso. Washington continuou dependente do trabalho escravo para trabalhar em suas fazendas e negociou a compra de mais escravos em 1786 e 1787.
Em fevereiro de 1786, Washington fez um censo em Mount Vernon e registrou 224 escravos. Em 1799, existiam 317 escravos em Mount Vernon, incluindo 143 crianças. Washington possuía 124 escravos, alugava quarenta e mantinha 153 relativos ao dote de sua esposa. Washington apoiou muitos escravos que eram muito jovens ou muito velhos para trabalhar, aumentando muito a população escrava de Mount Vernon e fazendo com que a plantação operasse com prejuízo.

### Abolição e emancipação
Com base em suas cartas, diários, documentos, relatos de colegas, funcionários, amigos e visitantes, Washington aos poucos desenvolveu uma simpatia cautelosa pelo abolicionismo que acabou terminando com a emancipação de seus próprios escravos. Como presidente, manteve-se publicamente silencioso sobre a escravidão, acreditando que era uma questão nacionalmente polêmica que poderia destruir a união nacional.
Em uma carta de 1778 a Lund Washington, Washington deixou claro seu desejo "de se livrar dos negros" ao discutir a troca de escravos por terras que queria comprar. No ano seguinte, manifestou sua intenção de não separar famílias em decorrência de "uma mudança de patrão". Durante a década de 1780, expressou em particular seu apoio à emancipação gradual dos escravos. Entre 1783 e 1786, deu apoio moral a um plano proposto por Lafayette para comprar terras e escravos livres para trabalhar nelas, mas recusou-se a participar do experimento. Em particular, Washington expressou apoio à emancipação aos proeminentes metodistas Thomas Coke e Francis Asbury em 1785, mas recusou-se a assinar a petição deles. Em correspondência pessoal no ano seguinte, deixou claro seu desejo de ver a instituição da escravidão encerrada por um processo legislativo gradual, uma visão que se correlacionava com a literatura antiescravista dominante publicada na década de 1780 que Washington possuía. Após a guerra, reduziu significativamente suas compras de escravos, mas continuou a adquiri-los em pequenos números.

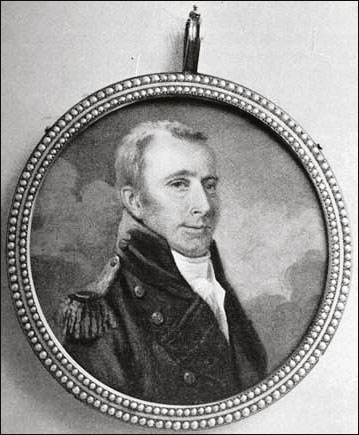
Em 1794, Washington expressou em particular a Tobias Lear, seu secretário, que considerava a escravidão repugnante

Em 1788, Washington recusou a sugestão de um importante abolicionista francês, Jacques Brissot, de estabelecer uma sociedade abolicionista na Virgínia, afirmando que embora apoiasse a ideia, ainda não era o momento certo para confrontar a questão. Em 2003, o historiador Henry Wiencek afirmou que acreditava, com base em uma observação que aparece no caderno de seu biógrafo David Humphreys, que Washington considerou fazer uma declaração pública ao libertar seus escravos na véspera de sua presidência em 1789. O historiador Philip D. Morgan discordou em 2005, acreditando que a observação foi uma "expressão privada de remorso" por sua incapacidade de libertar seus escravos. Outros historiadores concordam com Morgan que Washington estava determinado a não arriscar a unidade nacional por uma questão tão divisiva como a escravidão. Washington nunca respondeu a nenhuma das petições antiescravocratas que recebeu, e o assunto não foi mencionado em seu último discurso ao Congresso nem em seu discurso de despedida.
A primeira indicação clara de que Washington pretendia seriamente libertar seus próprios escravos aparece em uma carta escrita a seu secretário, Tobias Lear, em 1794. Washington instruiu Lear a encontrar compradores para suas terras no oeste da Virgínia, explicando que estava fazendo isso "para liberar uma certa espécie de propriedade que possuo, de forma muito repugnante aos meus próprios sentimentos". O plano, junto com outros considerados por Washington em 1795 e 1796, não pôde ser realizado por causa de seu fracasso em encontrar compradores para suas terras, sua relutância em separar famílias de escravos e a recusa dos herdeiros da família Custis em ajudar a prevenir tais separações, libertando seus escravos ao mesmo tempo.
Em 9 de julho de 1799, Washington terminou de fazer seu último testamento; a provisão mais longa dizia respeito à escravidão. Todos os seus escravos seriam libertados após a morte de sua esposa Martha. Washington disse que não os libertou imediatamente porque seus escravos se casaram com os escravos dotes de sua esposa. Também proibiu sua venda ou transporte para fora da Virgínia. Sua vontade previu que velhos e jovens libertos fossem cuidados indefinidamente; os mais jovens deveriam ser ensinados a ler e escrever e colocados em ocupações adequadas. Washington libertou mais de 160 escravos, incluindo 25 que havia adquirido do irmão de sua esposa pelo pagamento de uma dívida. Igualmente, estava entre os poucos grandes proprietários de escravos da Virgínia durante a Era Revolucionária que emanciparam seus escravos.
Em 1º de janeiro de 1801, um ano após a morte de George Washington, Martha Washington assinou uma ordem de libertação de seus escravos. Muitos deles, nunca tendo se afastado muito de Mount Vernon, eram naturalmente relutantes em tentar a sorte em outro lugar; outros se recusaram a abandonar cônjuges ou filhos ainda mantidos como escravos dotes (de propriedade dos Custis) e também permaneceram com ou perto de Martha. Seguindo as instruções de George Washington em seu testamento, recursos foram usados para alimentar e vestir os escravos jovens, idosos e enfermos até o início da década de 1830.

## Reputação histórica e legado

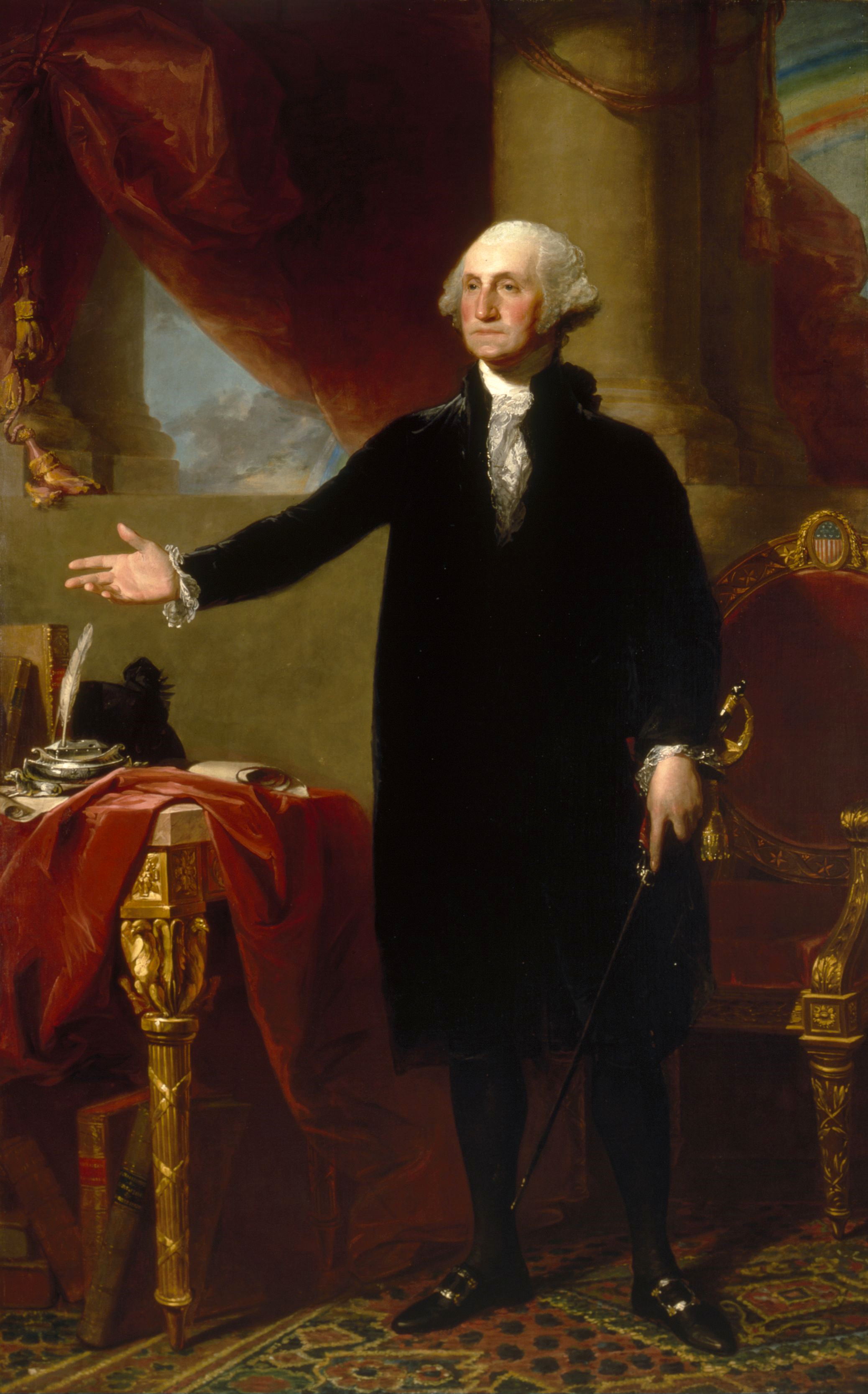
Washington por Gilbert Stuart (1796)

O legado de Washington perdura como um dos mais influentes da história norte-americana, já que serviu como comandante em chefe do Exército Continental, como um herói da Revolução e como o primeiro presidente dos Estados Unidos. Vários historiadores afirmaram que também foi um fator dominante na fundação da América, na Guerra Revolucionária e na Convenção Constitucional. O político Henry Lee III, companheiro de Washington na Guerra Revolucionária, elogiou-o como "o primeiro na guerra—primeiro na paz—e primeiro no coração de seus compatriotas". As palavras de Lee se tornaram a marca registrada pela qual a reputação de Washington ficou gravada na memória do país, com alguns biógrafos considerando-o o grande exemplo do republicanismo. Washington estabeleceu muitos precedentes para o governo nacional e para a presidência em particular, e foi chamado de "Pai da Pátria" já em 1778.
Em 1885, o Congresso proclamou o aniversário de Washington como um feriado federal. O biógrafo do século XX Douglas Southall Freeman concluiu: "A grande coisa estampada nesse homem é o caráter". O historiador moderno David Hackett Fischer expandiu a avaliação de Freeman, definindo o personagem de Washington como "integridade, autodisciplina, coragem, honestidade absoluta, determinação e decisão, mas também tolerância, decência e respeito pelos outros".
Washington se tornou um símbolo internacional de libertação e nacionalismo, como o líder da primeira revolução bem-sucedida contra um império colonial. Os federalistas fizeram dele o símbolo de seu partido, mas os jeffersonianos continuaram a desconfiar de sua influência por muitos anos e atrasaram a construção do Monumento a Washington. Washington foi eleito membro da Academia Americana de Artes e Ciências em 31 de janeiro de 1781, antes mesmo de ter começado sua presidência. Foi postumamente nomeado como General dos Exércitos dos Estados Unidos durante o Bicentenário do país para garantir que nunca ele seria superado; a concessão do título foi feita por meio de uma resolução conjunta do Congresso, a Lei Pública 94-479, de 19 de janeiro de 1976, com a nomeação efetiva ocorrendo em 4 de julho de 1976.
Mason Locke Weems escreveu uma hagiografia em 1809 para homenagear Washington. O historiador Ron Chernow afirmou que Weems tentou humanizar Washington, fazendo-o parecer menos austero, inspirar "patriotismo e moralidade" e promover "mitos duradouros", como a recusa de Washington em mentir sobre danificar a cerejeira de seu pai.  Os relatos de Weems nunca foram provados ou refutados. O historiador John Ferling, no entanto, afirmou que Washington continua sendo o único fundador e presidente a ser referido como "divino", e destacou que seu personagem foi o mais examinado pelos historiadores, do passado e do presente. O historiador Gordon S. Wood concluiu que "o maior ato de sua vida, aquele que lhe deu sua maior fama, foi sua renúncia como comandante em chefe das forças americanas". Chernow sugeriu que Washington estava "sobrecarregado com a vida pública" e dividido por "ambições não reconhecidas mescladas com dúvidas". Uma revisão de 1993 das pesquisas e estudos presidenciais classificou Washington consistentemente em quarto, terceiro ou segundo entre os melhores presidentes. Em 2018, um estudo do Siena College considerou-o como o melhor presidente da história dos EUA.

### Memoriais

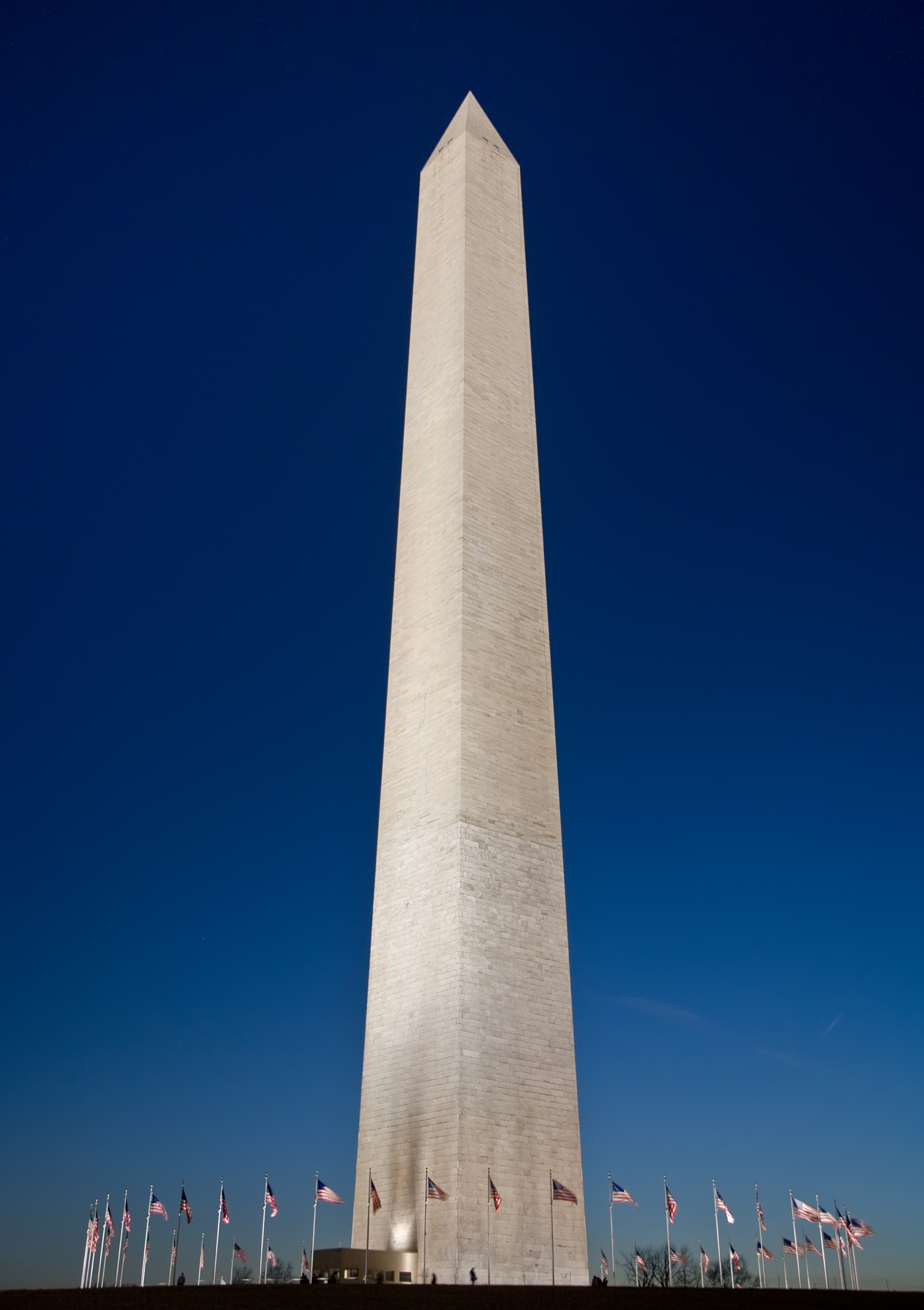
O Monumento a Washington, em Washington, D.C.

#### Lugares e monumentos

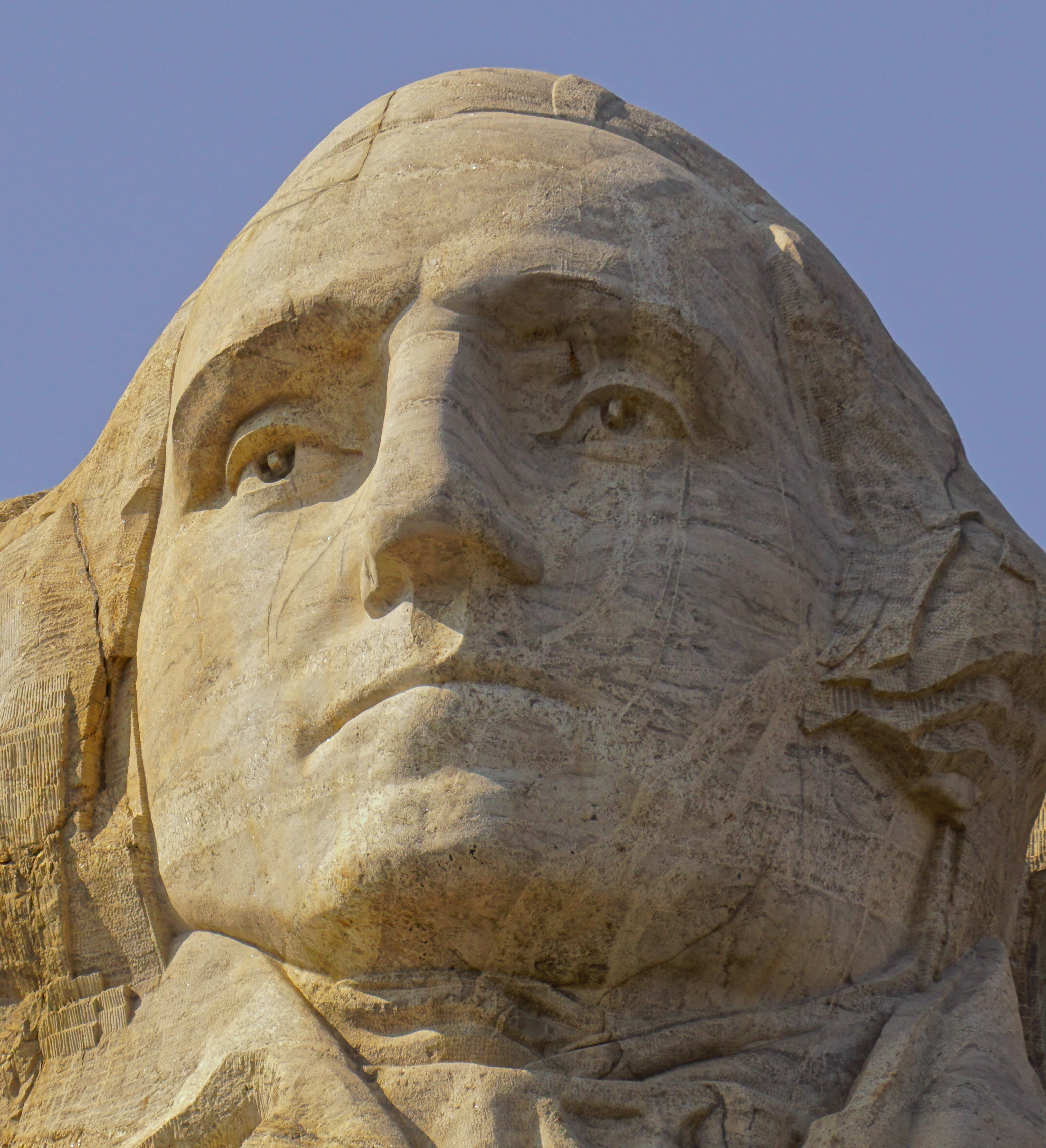
Escultura de Washington no Monte Rushmore

Bandeira do estado de Washington, o único nomeado para homenagear um ex-presidente

Vários lugares e monumentos foram nomeados em homenagem a Washington, mais notadamente:
- Washington, D.C., a capital federal dos Estados Unidos;[466]
- Washington, estado, sendo o único nomeado para homenagear um ex-presidente;[467]
- 30 condados[468] e uma paróquia;[469] e
- Monumento a Washington.[470]

#### Universidades
Diversas universidades e instituições de ensino receberam o nome Washington para homenagear o ex-presidente. Estas incluem:
- Universidade George Washington;
- Universidade Washington em St. Louis;
- Universidade de Washington; e
- Universidade Estadual de Washington.

#### Moeda e postagem
Washington foi homenageado na moeda norte-americana contemporânea, incluindo na nota de um dólar e na moeda de um quarto de dólar. Washington e Benjamin Franklin protagonizaram os primeiros selos postais do país em 1847. Desde então, Washington apareceu em muitas edições de postagem, inclusive mais do que qualquer outra pessoa.

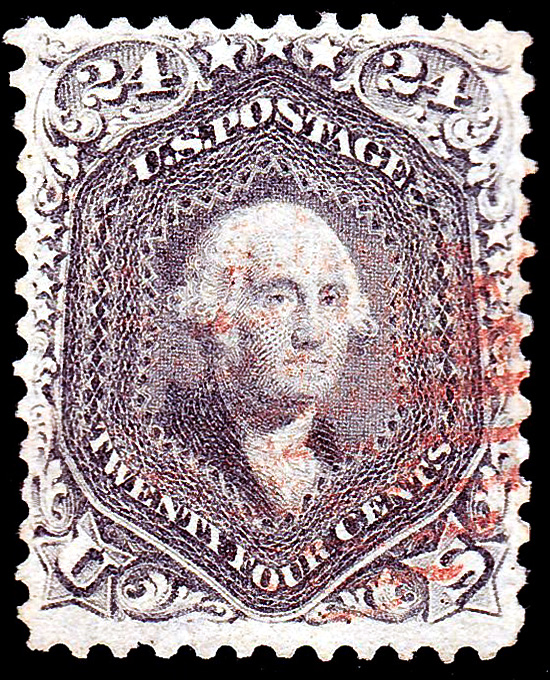
Selo postal mostrando Washington, em 1862
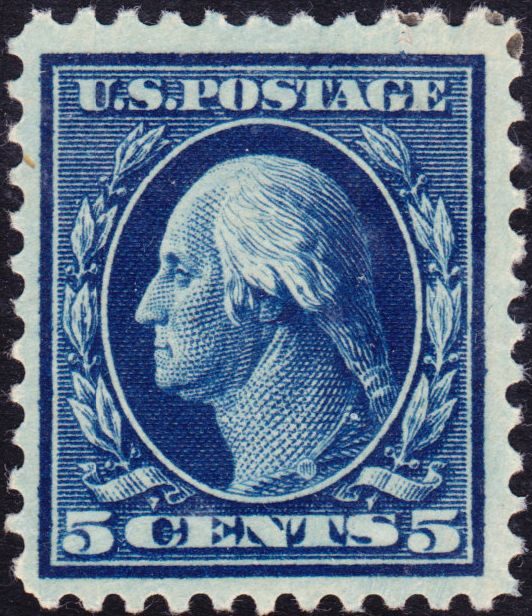
Selo Washington–Franklin, em 1917
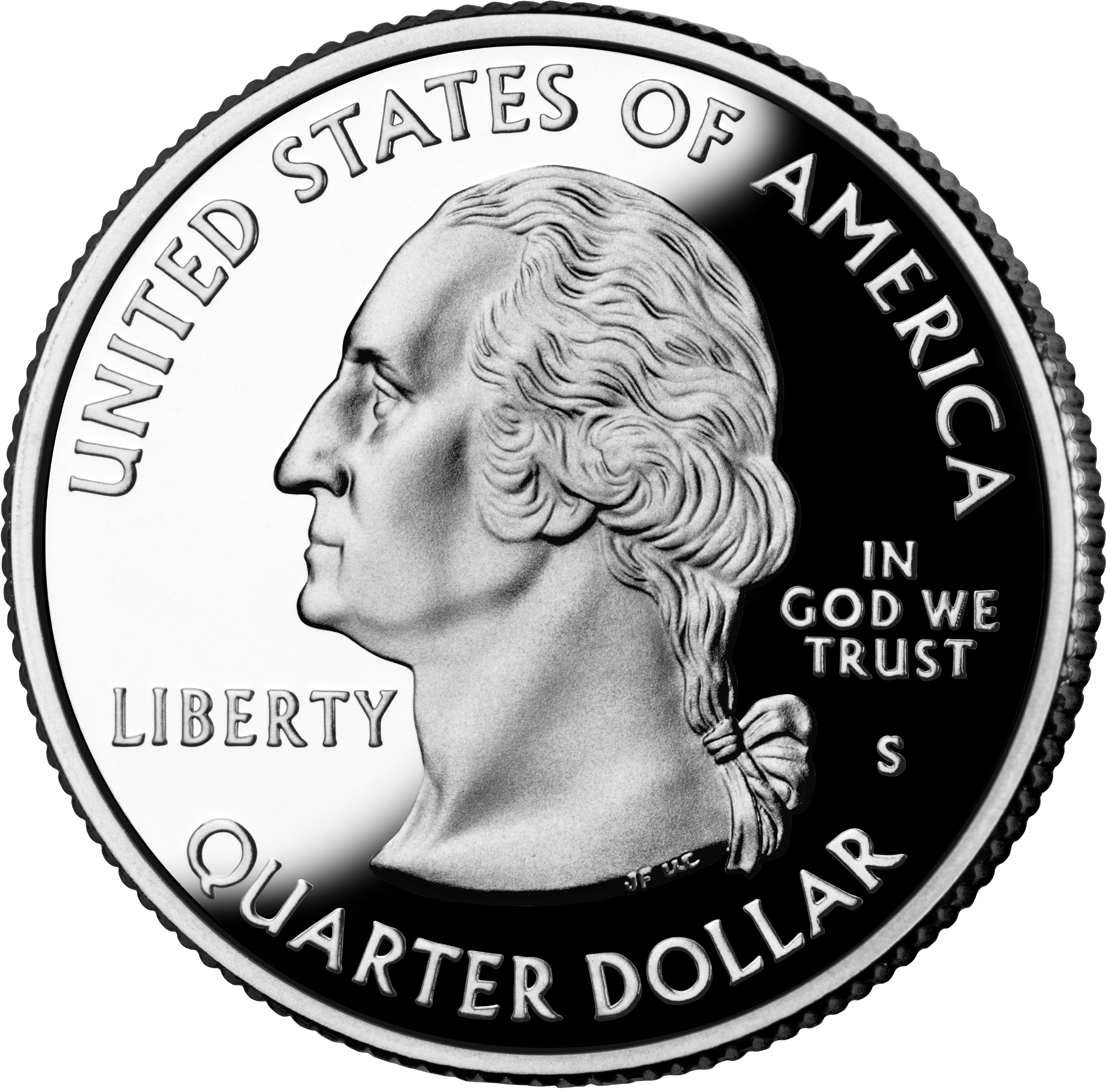
Moeda de um quarto de dólar
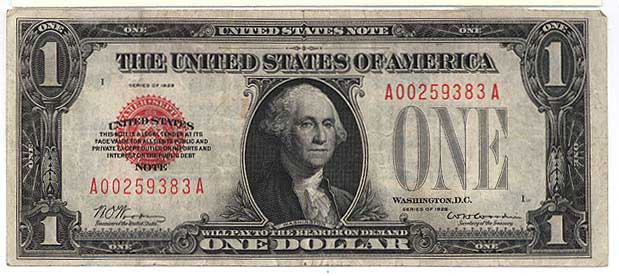
Washington na cédula de um dólar de 1928